# الإكوادور
الإكوادور ورسميًا جمهورية الإكوادور (بالإسبانية: República del Ecuador)، هي جمهوريةٌ ديمقراطيةٌ تمثيليةٌ تقع في شمال غرب قارة أمريكا الجنوبية، تحدّها كولومبيا شمالاً، وبيرو شرقًا وجنوبًا، والمحيط الهادئ غربًا، والحدود البحرية مع كوستاريكا إلى الشمال من جزر غالاباغوس الذي تضمه على بُعد حوالي 1000 كيلومتر (621 ميلًا) غرب البر الرئيسي. عاصمتها كيتو، وأكبر مدنها غواياكيل.
وتعد الإكوادور وتشيلي البلدين الوحيدين في أمريكا الجنوبية الَّذَيْن ليس لديهما حدودٌ مع البرازيل، وتعد جزر غالاباغوس في المحيط الهادئ تابعة للإكوادور، وتبعد عنها نحوَ 1,000 كيلومتر 620 ميل غربًا من البر الرئيسي.
اللغة الرسمية في الإكوادور هي الإسبانية، ويتحدّث بها غالبية السكان. وتليها لغات معترف بها مستعملة في المجتمعات الأصلية الكيتشوا والشوار و11 لغةً أخرى.
تبلغُ مساحة الإكوادور 283,561 كيلومتر مربع، عاصمتها كيتو، والتي أدرجتها اليونسكو ضمن مواقع التراث العالمي في 1970 بسبب حفاظها على أقل تغيير في أمريكا اللاتينية. أكبر مدينة في البلاد هي غواياكيل. المركز التاريخي لكوينكا، ثالث أكبر مدينةٍ في البلاد من حيث الحجم والتقدم الاقتصادي، وأُدرجت في مواقع التراث العالمي في عام 1999 كمثالٍ على مخطط الطراز الإسباني كمدينةٍ استعماريةٍ في الأمريكيتين. وتُعد الإكوادور في المرتبة 71 عالميّاً.
الإكوادور موطن لمجموعةٍ كبيرةٍ ومتنوعةٍ من الحيوانات، أغلبها من الأنواع المستوطنة، مثل تلك التي اتت من جزر غالاباغوس. هذا التنوع يجعل الإكوادور واحدةً من سبعة عشر بلدًا متنوّعة بيولوجيّاً شديداً في العالم.
الإكوادور هي جمهورية رئاسية، أصبحت مستقلةً في عام 1830 بعد أن كانت جزءاً من الإمبراطورية الاستعمارية الإسبانية، ولفترةٍ أقصر بكثيرٍ من جمهورية كولومبيا الكبرى. الإكوادور دولةٌ متوسطة الدخل مع علامة HDI من 0.720 عام 2011، واعترف الدستور الجديد للإكوادور بكثيرٍ من الحقوق واجبة النفاذ في عام 2008.

## أصل التسمية
تم اختيار اسم الإكوادور بعد عدة شهور من انفصال البلاد عن كولومبيا الكبرى، في 14 أغسطس 1830 في ريوبامبا، حيث اجتمعت الجمعية التأسيسية الأولى التي دعا إليها الجنرال خوان خوسيه فلوريس، الذي كان آنذاك المسؤول عن الإقليم المنفصل. يشير هذا الاسم إلى خط الاستواء الذي يمر بالقرب من مدينة كيتو ويقطع الأراضي الوطنية من الشرق إلى الغرب.

## التاريخ

### عصر ما قبل الإنكا

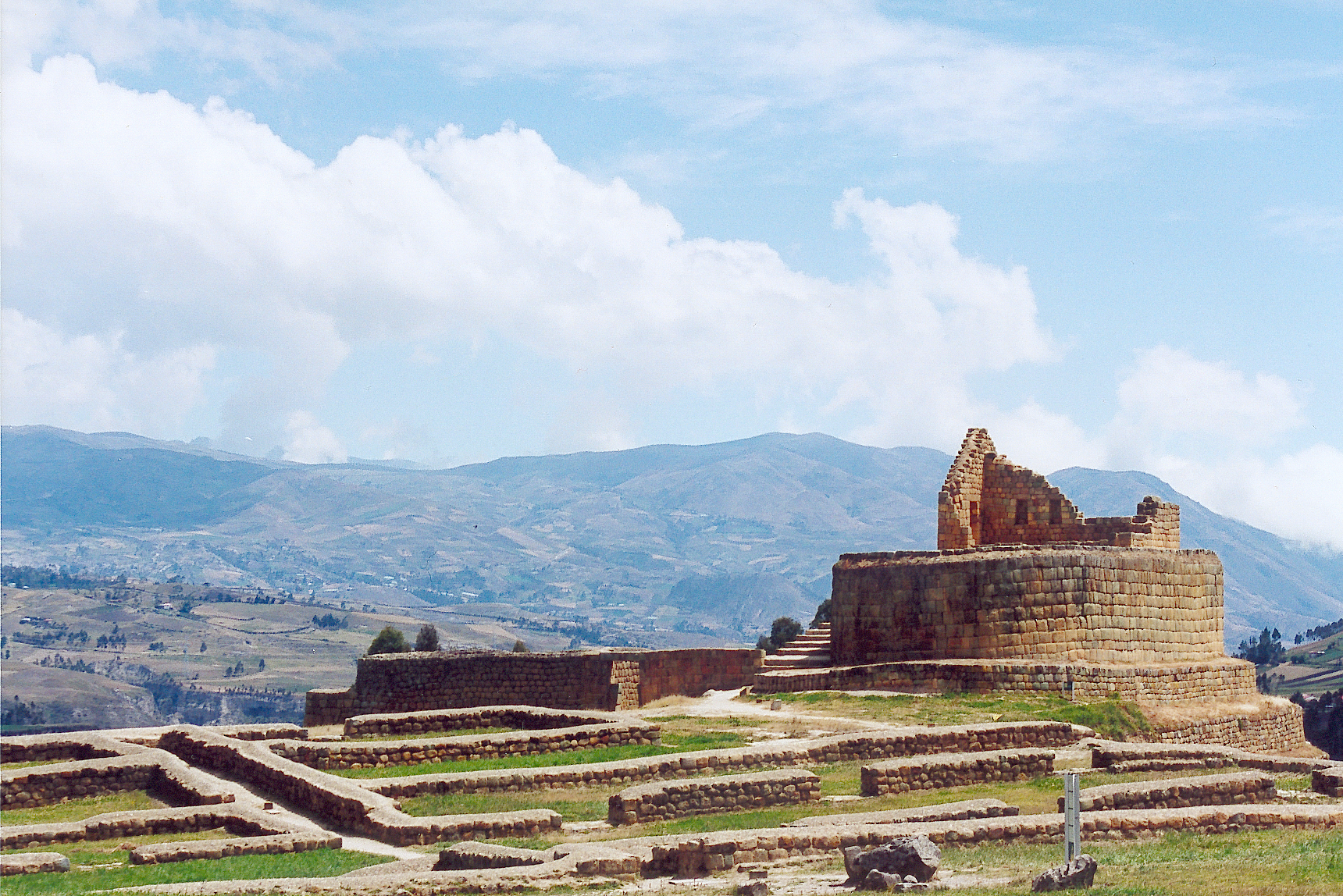
أنقاض شمال شرق كنار كانتون، مقاطعة كنار

قبل وصول الإنكا، ظهرت مجموعة عائلات متنوعة ومختلفة من شعوب أمريكا القدماء الذين استقروا في الإكوادور، منشئين ثقافاتٍ متقاربة على الرغم من اختلاف لغاتهم. أتى بعضهم إلى الإكوادور راكِبين قواربَ من أمريكا الوسطى، وجاء بعضهم إلى الإكوادور عبر روافد الأمازون، وصعد غيرهم من الجزء الجنوبي من أمريكا الجنوبية عبرَ جبال الأنديز أو راكبين القوارب.
في النهاية، رغم تشابه ثقافات هذه المجموعات، إلا أن لغاتهم مختلفة تمامًا وعاشوا في بيئات متفاوتة. فقد عمل سكان السواحل في الصيد، بينما زرع سكان جبال الأنديز العالية الزرع، واعتمد سكان حوض الأمازون على الصيد باستخدام الطرق التقليدية لجمع طعامهم.

### عصر الإنكا

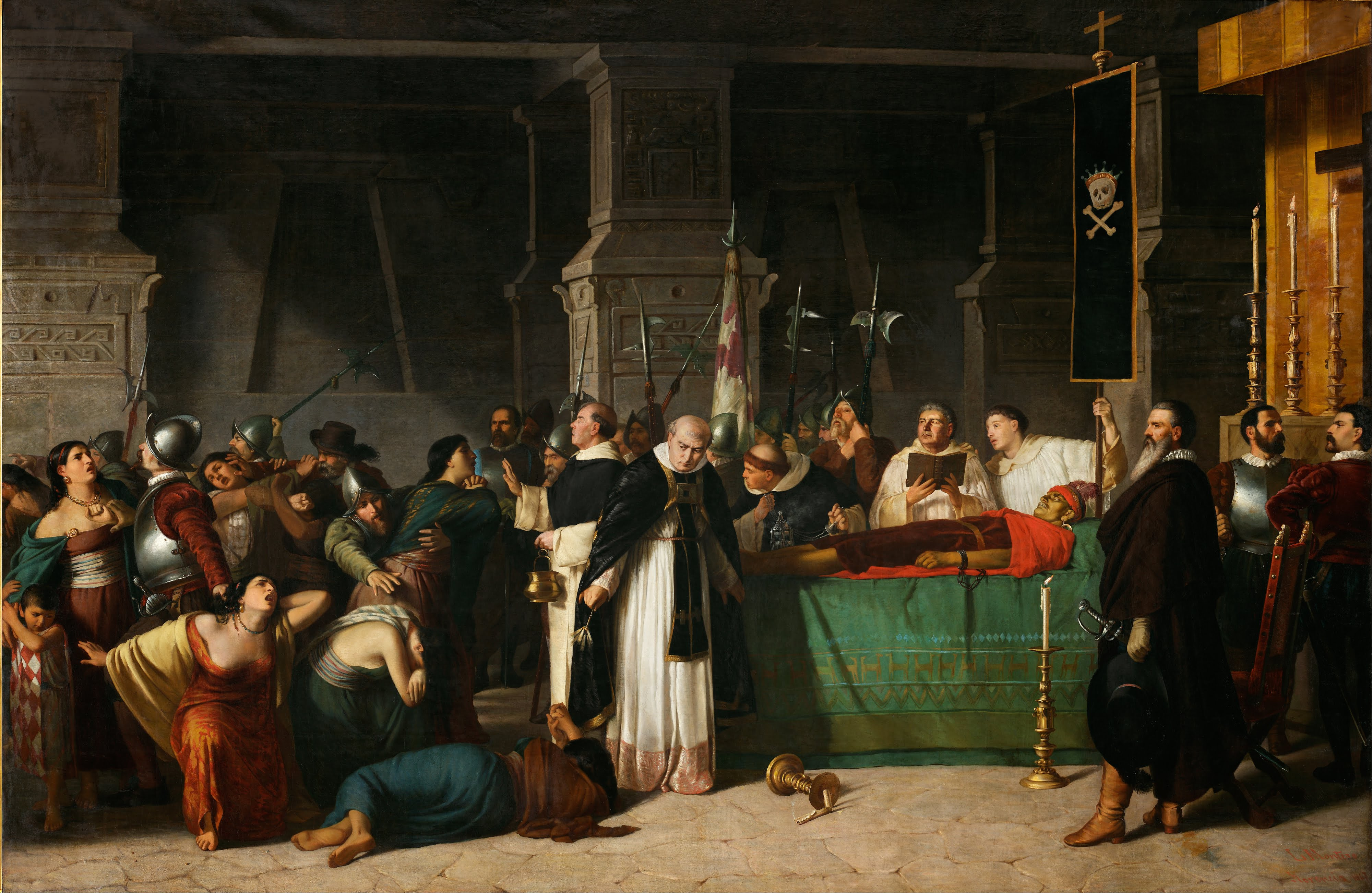
كان واحدا من الأحداث الرئيسية في غزو إمبراطورية الانكا وفاة آتاهوالبا، وكان آخر إنكا سابا في 29 أغسطس 1533

بعد وصول الإنكا، واجهوا توسعاً إمبراطوريّاً شاقّاً استغرق جيلين من الحكام: توبا الإنكا يوبانكي وهواينا كاباك. واجهوا مقاومة كبيرة من السكان الأصليين، الذين رُحّلوا قسريّاً إلى مناطق بعيدة في بيرو وبوليفيا والأرجنتين.
ومن أجل إرساء الحكم والاستقرار، نقل الإنكا مواطنين مخلصين من بيرو وبوليفيا إلى الإكوادور، نتيجة لذلك، أصبحت مرتفعات الإكوادور جزءاً متكاملاً من إمبراطورية الإنكا في عام 1463، وتبنت لغة الإنكا المشتركة.
عند توسع الإنكا جنوباً إلى ساحل الإكوادور وداخل الأمازون، واجهوا مقاومة شرسة من سكان أصليون. فر السكان إلى الأدغال واستخدموا تكتيكات حرب العصابات، والتي أعاقت تقدم الإنكا. ظلت الشعوب الأصلية في غابات الأمازون والمناطق الساحلية مستقلة إلى حد كبير، وقاومت سيطرة الإنكا والإسبان لاحقاً، وقد حافظوا على لغتهم وثقافتهم حتى القرن الواحد والعشرين مع الصعوبات التي واجهوها، حافظت شعوب الأمازون وسكان كاياباس الساحليين على مقاومتهم، ما أبرز قدرتهم على الحفاظ على تراثهم في مواجهة التحديات الخارجية.
في أعقاب الحرب الأهلية التي عصفت بإمبراطورية الإنكا قبل وصول الإسبان، اندلع خلاف على السلطة بين فصيلين بسبب الوفيات المبكرة لكل من وريث نينان كوتشي والإمبراطور واينا كاباك وفقاً لتقارير تشير إلى أن السبب مرض أوروبي اجتاح الإكوادور آنذاك. ادعى الفصيل الشمالي بقيادة آتاهوالبا أن هواينا كاباك أصدر مرسومًا شفهيًا على فراش موته يقضي بتقسيم الإمبراطورية. وزعم أنه منح الأراضي الحالية للإكوادور وشمال بيرو لابنه المفضل آتاهوالبا، الذي كان يحكم من كيتو، بينما أعطى الأراضي المتبقية لآسكار، الذي كان يحكم من كوزكو، كما أوصى أن يُدفن قلبه في كيتو المفضلة لديه، وأن يُنقل جسده لدفن مع أجداده في كوزكو.
تمسك الإنكا بتعيين خلفائهم من الكهنة، وأُحضر أسكار أتاوالبا إلى كوزكو ليحضر جنازة والده ولتكريمه كإمبراطور الإنكا الجديد، ومع ذلك، تجاهل أتاهوالبا وأتباعه المتمردين أمر أسكار، مما أشعل حرباً أهلية، شهدت معارك ضارية وانتهت باعتقال أسكار، بعد ذلك، انطلق أتاوالبا جنوباً إلى كوزكو وأعدم العائلة المالكة الداعمة لأخيه.
في رحلة استكشافية إسبانية بقيادة فرانثيسكو بيثارو، هبطت مجموعة صغيرة بالقرب من تامبيز، انطلقوا بعد ذلك عبر جبال الأنديز ووصلوا إلى كاخاماركا، حيث التقوا بالإمبراطور الجديد آتاهوالبا. حاول الكاهن فالفيردي إقناع آتاهوالبا بدخول الكاثوليكية وإعلان الولاء لإسبانيا، أثار هذا استياء آتاهوالبا فألقى الكتاب المقدس أرضًا. استشاط الإسبان غضبًا وهاجموا جيش الإنكا بناءً على أوامر فالفيردي. قُبض على آتاهوالبا بعد مقتل مرافقيه. وعد بيزارو بإطلاق سراح آتاهوالبا مقابل غرفة مليئة بالذهب، ولكن بعد محاكمة غير عادلة، أعدم الإسبان آتاهوالبا خنقاً.

### الإستعمار

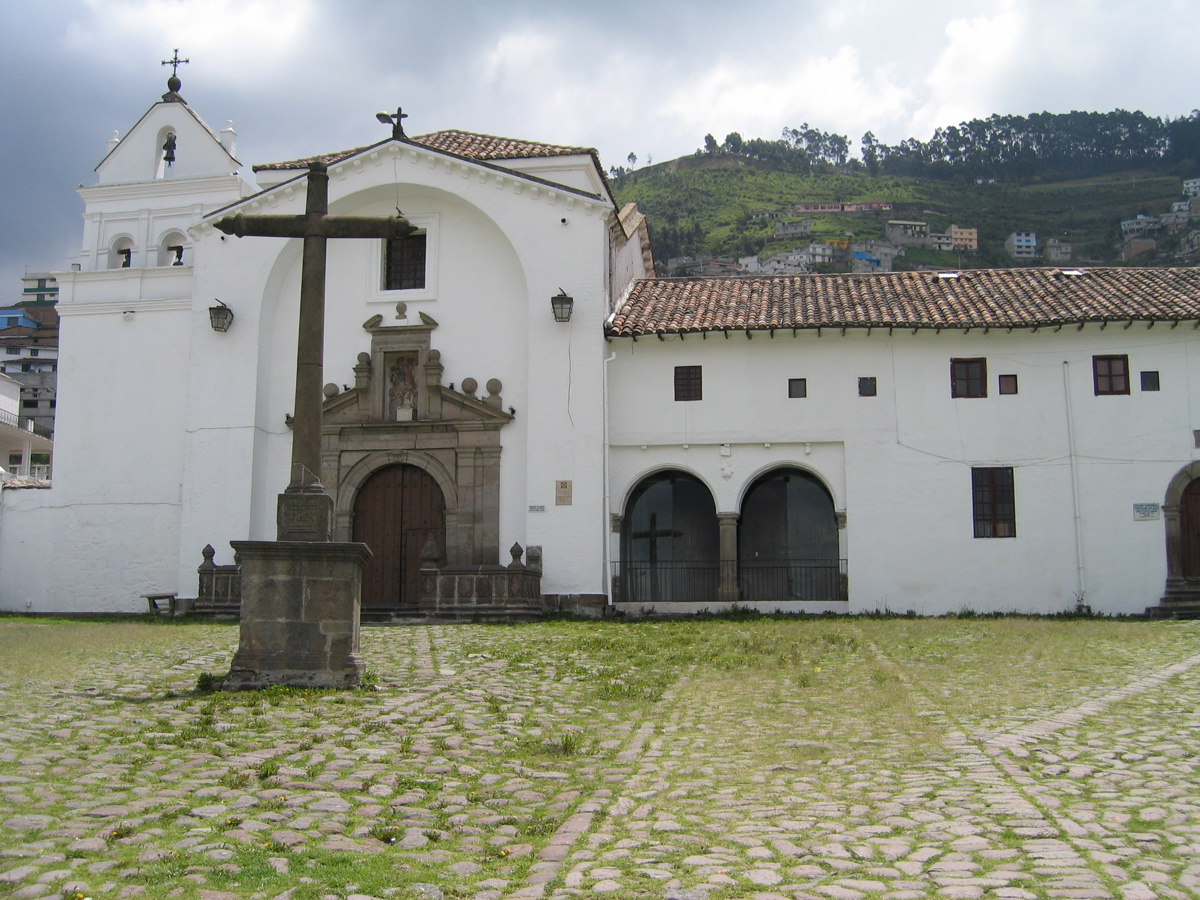
مركز التاريخية الإسبانية في كيتو

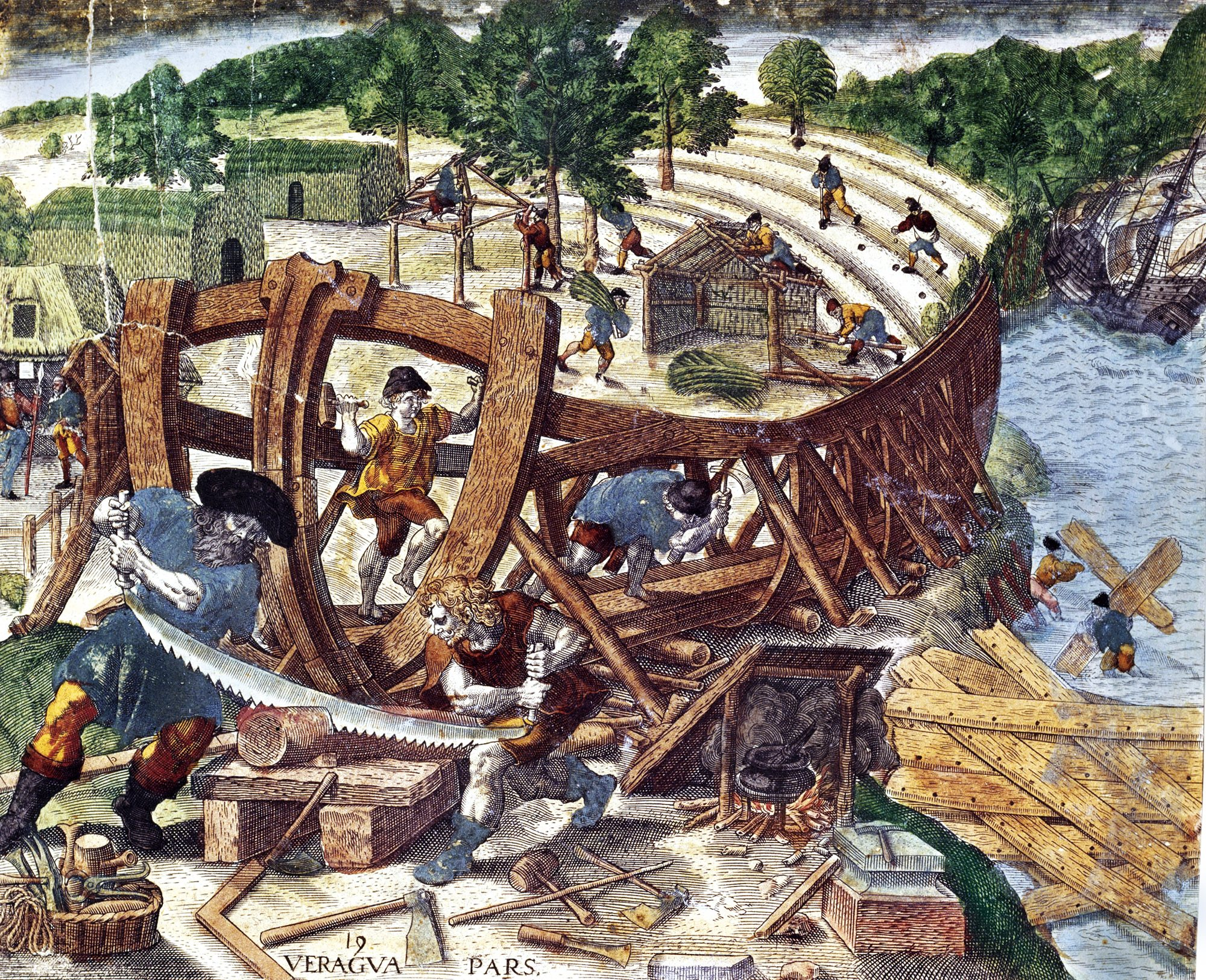
غرق من بعثة فرانسيسكو دي أوريانا في بناء صغير المركب الشراعي، وسان بيدرو.

سببت الأمراض المعدية الجديدة والمتوطنة للأوروبيين، وفياتٍ عالية بين السكان الأصليين خلال العقود الأولى من الحكم الإسباني، حيث لم يكن لديهم مناعةً كافيةً. وكان في هذا الوقت عندما أجبر المواطنون أيضًا في بالعمل encomienda لدى الإسبانية. في 1563، أصبحت كيتو مقرًا لـ audiencia الحقيقي (منطقة إدارية) من أسبانيا وجزءًا من تاج الإسبان من بيرو في وقتٍ لاحقٍ إلى التاج الإسباني من غرناطة.
بعد ما يقرب من 300 سنة من الاستعمار الإسباني، حيث كانت كيتو لا تزال مدينةً صغيرةً تبلغ عدد سكانها 10,000 نسمة. في 10 أغسطس 1809، دعا الكريول في المدينة الأولى من أجل الاستقلال عن إسبانيا (بين شعوب أمريكا اللاتينية). ترأّسها سهم خوان بيو مونتوفار، كيروغا، ساليناس، والمطران كويرو ذ كايسيدو. ويستند كيتو لقب «لوز دي أمريكا» («لايت الأمريكية»)، على دورها الريادي في محاولة تأمين حكومةٍ مستقلةٍ ومحليةٍ. على الرغم من أن الحكومة الجديدة لم تستغرق أكثر من شهرين، وكانت تداعياتها هامةً ومصدر إلهامٍ لحركة استقلال بقية دول أميركا الإسبانية.

### الإستقلال

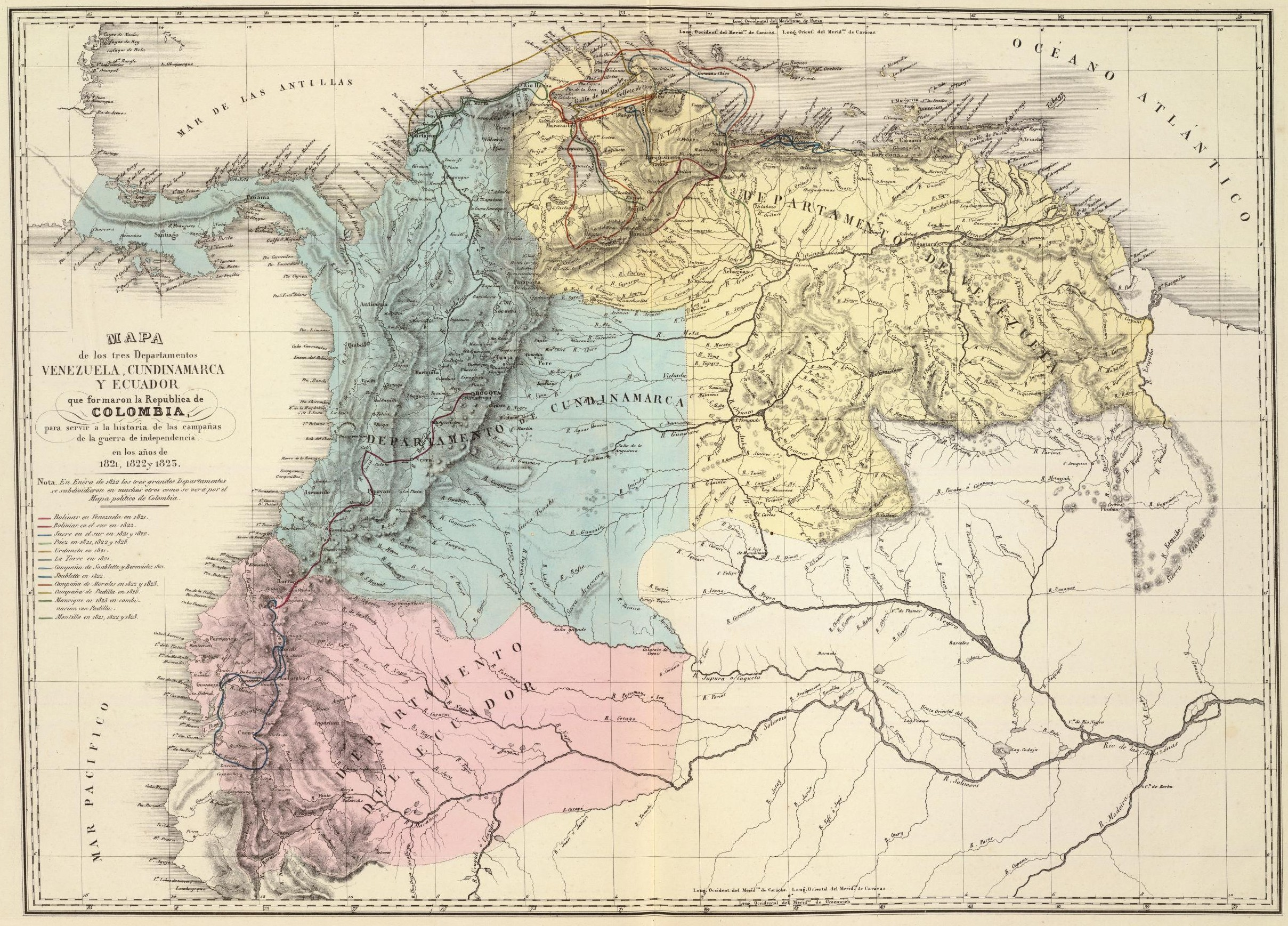
شكلت الولايات إكوادور، كونديناماركا، وفنزويلا وجمهورية كولومبيا العظمى.

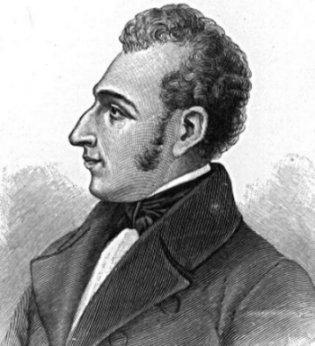
أنطونيو خوسيه دي سوكري

في العقود الأولى من الحكم الإسباني، عانت أمريكا الجنوبية من الأمراض المعدية الجديدة التي أدت إلى معدل وفيات كبير بين السكان الأصليين بسبب نقص المناعة لديهم، تزامن ذلك مع فترة الإلزام بالإنكومييندا - الإجبار على العمل - الذي فرضه الإسبان على السكان المحليين. وفي عام 1563، أصبحت كيتو مقرّاً لمحكمة أوديينسا التابعة للتاج الإسباني من بيرو، وانتقلت لاحقاً إلى التاج الإسباني من غرناطة.
عانت الإكوادور من عدم الاستقرار السياسي في القرن التاسع عشر، حيث شهدت تعاقباً سريعاً للرؤساء، وكان أول رئيس للإكوادور المولود في فنزويلا خوان خوسيه فلوريس، الذي أُطيح به لاحقاً، وتبعه العديد من القادة الاستبداديين، مثل فيسنتي روكافويرتي وخوسيه خواكين دي أولميدو وخوسيه ماريا أوربينا ودييغو نوبوا وبيدرو خوسيه دي ارتيتا ومانويل دي أسكاسوبي وابن فلوريس، أنطونيو فلوريس خيخون.
ووحّد المحافظ غابرييل غارسيا مورينو البلاد في ستينيات القرن التاسع عشر بدعم من الكنيسة الكاثوليكية الرومانية، وفي أواخر القرن التاسع عشر، أدى الطلب العالمي على الكاكاو إلى تحويل الاقتصاد نحو صادرات السلع، مما تسبب في انتقالات سكانية من المرتفعات إلى المناطق الزراعية على الساحل، ثم ألغت الإكوادور الرق وحررت العبيد السود في 1851.

### الثورة الليبرالية

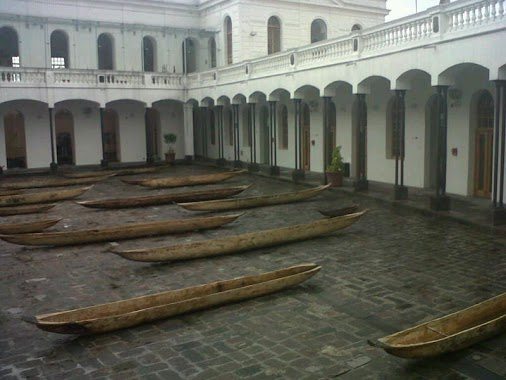
العتيقة المخبأ الزوارق في باحة المستشفى العسكري القديم في المركز التاريخي لكيتو

قللت ثورة الأحرار عام 1895 تحت ايلوي الفارو قوة رجال الدين وأصحاب الأراضي المحافظين. احتفظ هذا الجناح الليبرالي بالسلطة حتى ثورة جوليان العسكرية لعام 1925. وتميزت 1930 و1940 من عدم الاستقرار وظهور الساسة الشعوبيين، مثل الرئيس لخمس مرات خوسيه ماريا فيلاسكو ايبارا.

### فقدان الأراضي ادعى منذ عام 1830

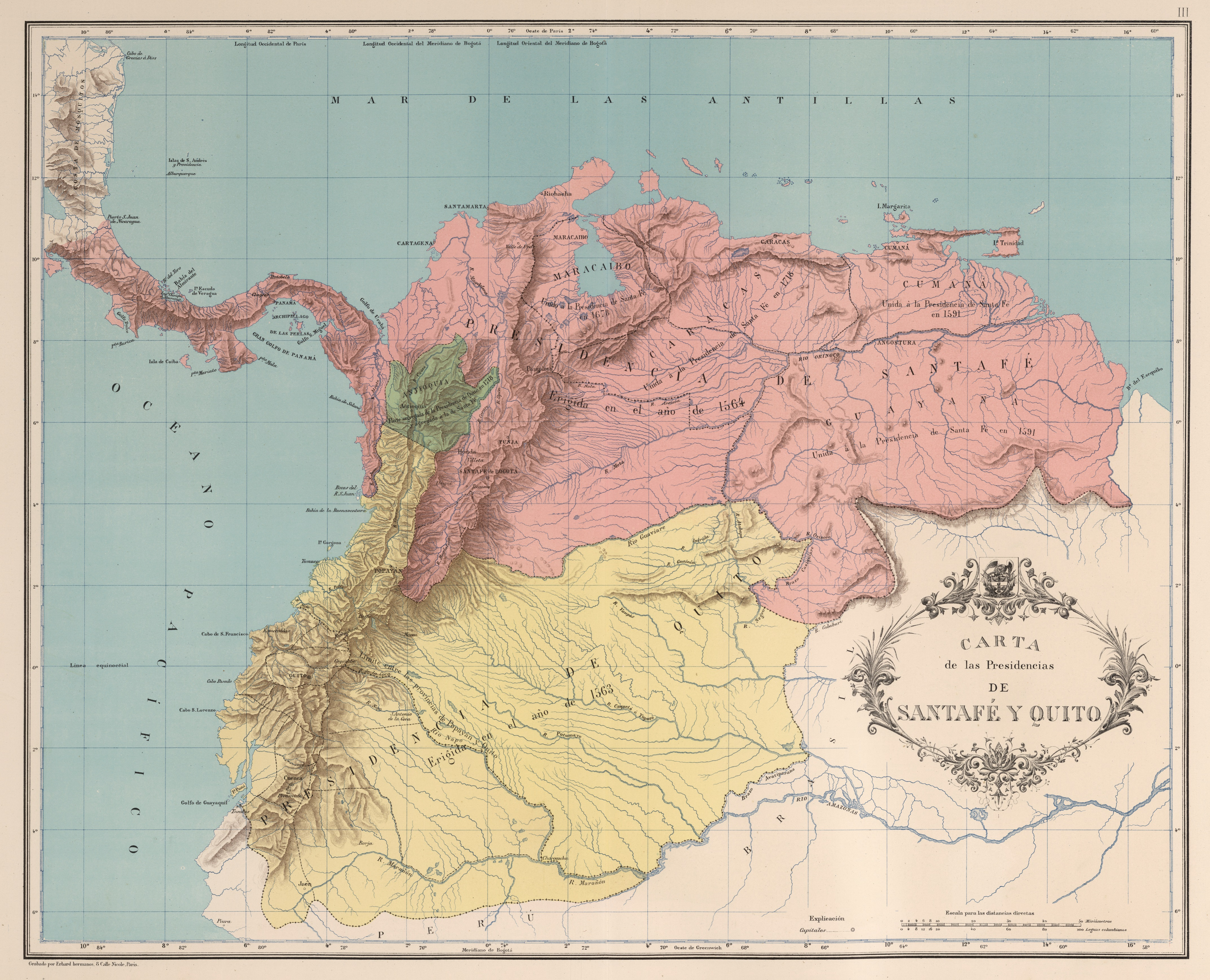
كيتو عام 1740 في الصفراء، وفقا لمزاعم الرئيس خوان خوسيه فلوريس 'الإقليمية للإكوادور

وكان النزاع الإقليمي بين الإكوادور وبيرو مصدر نزاع مسلح دولي أطول في نصف الكرة الغربي وكان هذا الخلاف نتيجة التعريفات جغرافية غير الدقيقة التي استخدمت في الحقبة الاستعمارية لتحديد حدود الملكية الجماهير؛ بعد بيرو وكولومبيا الكبرى استقلال نصبت المجاورة من التاج الإسباني في 1821 و1819، على التوالي، وأدى هذا الخلاف إلى حرب 1828. في أعقاب ذلك، توافق الأطراف المتحاربة إلى إعلان حدودها في أساس مبدأ قانون لكل ما بيده والحدود أصبحت واحدة التي كانت موجودة بين viceroyalties الإسبانية في بيرو وغرناطة الجديدة.
عندما أعلنت جمهورية إكوادور انفصالها عن كولومبيا الكبرى في عام 1830 حكومتها التفاوض على تبادل للأراضي في حوض الأمازون للديون مع الدائنين البريطانية، والنزاع على الأراضي اندلعت من جديد في عام 1857. نفذت بيرو حصار بحري من ميناء غواياكيل تطالب بإلغاء الصفقة، فضلا عن الاعتراف بسيادة بيرو على الأراضي المتنازع عليها. ذهب أدراج الرياح وهذه المطالب مع الإكوادور في حالة من الحرب الأهلية، وافقت الحكومة من جويرمو فرانكو في مقاطعة غواياكيل، يزعم أنه يمثّل البلد بأسره، لمطالب بيرو وقعت على معاهدة Mapasingue من 1860. فاز الحكومة غابرييل غارسيا مورينو المؤقت الحرب الأهلية في وقت لاحق من ذلك العام، ويفرغ هذه المعاهدة، مع الحكومة البيروفية التالية دعوى جديدة بعد عدة سنوات.
استمر النزاع من خلال أواخر القرن ال19 وبداية القرن 20. جرت محاولات عديدة لتحديد الحدود، ولكن كلا الحكومتين لا يمكن التعامل إلى اتفاق مقبول لدوائرهم الانتخابية. وقعت حرب بين كولومبيا وبيرو خلال عامي 1932 و1933 في المنطقة الشرقية من الأراضي الأمازون، وأسفرت عن التسمية الرسمية لنهر بوتومايو كحدود بين كولومبيا وبيرو، ولكن تعتبر قطاعات المجتمع هذا يضر بقضية الإكوادوري، مع كولومبيا الاعتراف الآن حقوق بيرو إلى الأراضي أن إكوادور ادعى جزءا من أراضيها. تم التوقيع على اتفاق الاعتراف الأراضي في الواقع بمعدل كل بلد في عام 1936، ولكن بدأت المناوشات العسكرية طفيفة تحدث في عام 1938. تصاعدت التوترات، واندلعت الحرب في تموز عام 1941، وجاء رسميا إلى نهايته مع التوقيع على بروتوكول ريو دي جانيرو يوم 29 يناير 1942. وكان الهدف من معاهدة لجلب أخيرا النزاع الإقليمي الذي طال أمده إلى نهايته، ولكن في عام 1960 اقترح الرئيس ثم من الإكوادور خوسيه M ª فيلاسكو إيبارا إلى الكونغرس أطروحة البطلان مقرها في حقيقة أن بروتوكول 1942 واضطر فقال الحكومة الإكوادورية تحت الإكراه.

#### الرئيس خوان خوسيه فلوريس بحكم القانون المطالب الإقليمية للإكوادور
منذ الانفصال عن كولومبيا الإكوادور 13 مايو 1830، وضعت أول رئيسها الجنرال خوان خوسيه دي فلوريس، مطالبة إلى الأراضي التي كانت تسمى أرسلت Audiencia ريال من كيتو، ويشار إلى أن Presidencia من كيتو أيضا. وقال أنه يؤيد مزاعمه مع الملكي الإسباني المراسيم أو Cedulas ريال مدريد، الذي يرسم حدود مستعمراتها وراء البحار السابق. في حالة الإكوادور، بحكم القانون المطالبات فلوريس القائم على الإكوادور على cedulas التالية - Cedula ريال مدريد من 1563 1739 و1740، وكذلك معاهدة غواياكيل (1829) مع بيرو، ومعاهدة إلديفونسو (1777) بين الإمبراطورية الإسبانية والإمبراطورية البرتغالية.
في وقت لاحق بعد هزيمته في حرب ضد غرناطة الجديدة (كولومبيا الحديثة)، اضطرت فلوريس لتوقيع معاهدة باستو وقعت في عام 1832، وأنه كان للحد من مزاعمه لوصلت إلى نهر كارشي في جبال الأنديز، وجميع أراضي حوض الأمازون بين كاكيتا والأنهار مرانون - الأمازون. في المنطقة الحدودية بيرو إلى الجنوب، وكان الإكوادور بحكم القانون المطالبات إلى قطعة صغيرة من الأرض بجوار المحيط الهادئ المعروفة باسم Tumbez، التي تقع بين زاروميلا والأنهار Tumbez، الذي بيرو قد احتلتها منذ 1821 وحروب الاستقلال. في منطقة جنوب الإكوادور وشمال بيرو الحديثة، حول سلسلة جبال الانديز حيث التخفيضات مرانون عبر، كان الإكوادور بحكم القانون المطالبات إلى منطقة وصفته جيان دي Bracamoros، الذي بيرو قد احتلتها منذ عام 1821. شرق سلسلة جبال الأنديز، وضعت إكوادور المطالبات إلى قطعة من حوض الأمازون التي امتدت إلى البرازيل، بين كاكيتا والأنهار مارانون - الأمازون، والمعروفة تاريخيا باسم Maynas أو Mainas.
ولكن، قد يعترض بيرو المطالبات الإكوادور مع Cedula ريال مدريد من عام 1802، التي يدعي بيرو قد ملك إسبانيا نقل هذه الأراضي التابعة للتاج الإسباني من جديد غرناطة إلى النيابة الملكية لبيرو. وكان هذا لوقف المستوطنات البرتغالية الآخذة في التوسع في المجالات الإسبانية، التي تركت شاغرة واضطراب بعد طرد المبشرين اليسوعيين من قواعدهم على طول حوض الأمازون. وأخيرا، قد وضعت بيرو أيضا المطالبات إلى إدارة غواياكيل، لأنه زعم أنه نقل إلى النيابة الملكية لبيرو وفقا ل Cedula ريال مدريد من 1803.
الإكوادور خلال تاريخها الطويل والمضطرب قد فقدت معظم أراضيها المتنازع عليها إلى كل من جيرانها الأكثر قوة، مثل كولومبيا في عام 1832 و1916، والبرازيل في عام 1904 من خلال سلسلة من المعاهدات السلمية، وبيرو بعد حرب قصيرة في البروتوكول الذي من وقع ريو دي جانيرو في عام 1942.

#### الكفاح من أجل الاستقلال
أثناء النضال من أجل الاستقلال، قبل بيرو إكوادور أو أصبح دولا مستقلة، عدد قليل من المجالات للنائب السابق غير محفوظة الحقوق من جديد غرناطة - غواياكيل، Tumbez، وجيان - أعلنت نفسها مستقلة من إسبانيا. وبعد بضعة أشهر، قررت جزءا من جيش التحرير بيرو سان مارتن لاحتلال Tumbez وجيان مع نية باستخدام هذه المدن كنقطة انطلاق لتحرير غواياكيل وبقية التابعة للمجلس دي كيتو (الإكوادور). كان من المعروف بين كبار ضباط جيش التحرير من الجنوب أن زعيمهم سان مارتن تمنوا تحرير الإكوادور في الوقت الحاضر وإضافته إلى جمهورية مستقبل بيرو، منذ أن كانت جزءا من إمبراطورية الإنكا قبل غزو الأسبان ذلك. ولكن، كان بوليفار نية لتشكيل الجمهورية الجديدة المعروفة باسم غران كولومبيا، للخروج من الأراضي الإسبانية المحررة من جديد غرناطة التي تتألف من كولومبيا وفنزويلا والإكوادور. أحبطت خطط سان مارتن عند بوليفار، مع مساعدة من المارشال انطونيو خوسيه دي سوكري وقوة التحرير الكولومبي غران، وينحدر على جبال الأنديز والمحتلة غواياكيل، بل ضمت أيضا المحررة حديثا Audiencia دي كيتو إلى جمهورية كولومبيا الكبرى. حدث هذا قبل أيام قليلة من القوات بيرو سان مارتن يمكن أن يصل واحتلال غواياكيل، بقصد ضم غواياكيل إلى بقية Audiencia من كيتو (الإكوادور) وإلى جمهورية المستقبل من بيرو. وذكرت الوثائق التاريخية مرارا وتكرارا أن سان مارتن قال بوليفار أنه جاء إلى غواياكيل إلى تحرير الأرض من الأنكا من إسبانيا. بوليفار ورد عن طريق إرسال رسالة من غواياكيل الترحيب سان مارتن وقواته إلى التربة الكولومبية.

#### الاحتلال بيرو من جيان، وغواياكيل
بعد أن هزم القوات الإسبانية الملكي مشاركة في بيرو من قبل جيوش تحرير بوليفار، بعض الجنرالات في بيرو، من دون أي ألقاب القانونية نسخ احتياطية لها، تبدأ تحتل Tumbez، جيان، وغواياكيل في 1820s في وقت مبكر. وكان لا يزال ميكرونيزيا الإكوادور مع كولومبيا الكبرى. وكان القصد من هؤلاء الجنرالات بيرو إلى المرفق إكوادور لدى جمهورية بيرو على حساب غران كولومبيا. كان واحدا من هؤلاء الجنرالات بيرو الإكوادوري المولد خوسيه دي لا مار، الذي أصبح واحدا من رؤساء بيرو. لا مار، مع قوة بيرو، غزت واحتلت بضع مدن في جنوب الإكوادور يوم 28 نوفمبر 1828. وفاز في معركة Tarqui على 27 فبراير 1829 من قبل غران كولومبيا، بقيادة أنطونيو خوسيه دي سوكري. وفقا لمفاوضات السلام المتفق عليها بيرو للعودة غواياكيل، أديس أبابا، وجيان وتعيين الحدود في حوض الأمازون الشرقية والأنهار مرانون والأمازون والحدود الأكثر طبيعية بين بيرو وكولومبيا الكبرى. ومع ذلك، عاد بيرو غواياكيل، لكنها فشلت في العودة Tumbez وجيان بعد تقسيم غران كولومبيا نفسها إلى ثلاث دول مختلفة - الإكوادور وكولومبيا وفنزويلا.

#### حل غران كولومبيا

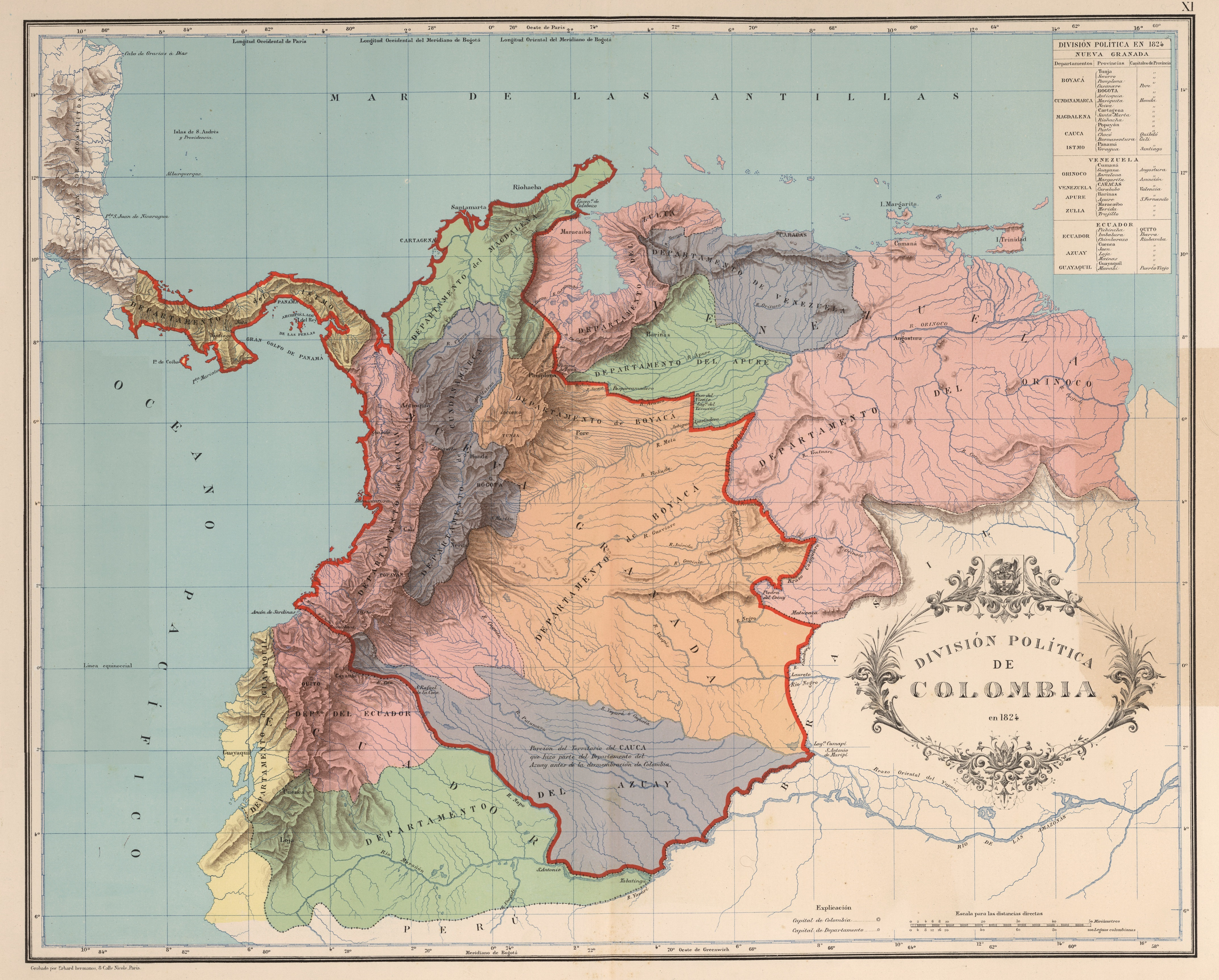
في غران كولومبيا تظهر جميع الأراضي الكولومبية المطالبات المبينة في الحمراء

بعد الانفصال إكوادور ' من الاتحاد الكولومبي غران كولومبيا، وفنزويلا، والإكوادور 13 مايو 1830، قررت إدارة كاوكا طوعا لتوحيد نفسها مع الإكوادور بسبب عدم الاستقرار في الحكومة المركزية في بوغوتا. الرئيس خوان خوسيه فلوريس بموافقة الكونغرس الإكوادوري ضمت إدارة كاوكا في 20 ديسمبر 1830، منذ حكومة كاوكا قد دعا للوحدة مع منطقة الجنوب بقدر ما يعود إلى أبريل 1830. وعلاوة على ذلك، كان لمنطقة كاوكا عبر تاريخها الطويل علاقات اقتصادية وثقافية قوية جدا مع الشعب من الإكوادور. أيضا، كانت منطقة كاوكا التي شملت مدن مثل باستو، بوبايان وبوينافينتورا كانت دائما تعتمد على Presidencia أو Audiencia من كيتو. استمرت المفاوضات غير المثمرة بين حكومتي بوجوتا وكيتو، حيث حكومة بوغوتا لم تعترف فصل إكوادور أو أن من كاوكا من كولومبيا الكبرى حتى اندلعت الحرب مايو 1832. في خمسة أشهر، هزم غرناطة الجديدة الإكوادور يرجع ذلك إلى حقيقة أن الغالبية العظمى من القوات المسلحة الإكوادورية كانت تتألف من قدامى المحاربين المتمردين غير المدفوعة غاضب من فنزويلا وكولومبيا التي لا تريد للقتال ضد مواطنيهم. وترى أن ضابط بلاده وتمرد، mutinying، وتغيير الجانبين، وكان الرئيس فلوريس أي اخيار سوى لصنع السلام مع غرناطة الجديدة على مضض. تم التوقيع على معاهدة باستو لعام 1832 الذي تم تحويل قسم كاوكا إلى غرناطة الجديدة (كولومبيا الحديثة)، أقرت حكومة بوغوتا الإكوادور كدولة مستقلة والحدود وكان لمتابعة لي دي التقسيم الإقليمي دي لا ريبوبليكا دي كولومبيا (قانون شعبة إقليم غران كولومبيا) الذي صدر في 25 يونيو 1824. تعيين هذا القانون الحدود في كارشي النهر والحدود الشرقية التي امتدت إلى البرازيل في نهر كاكيتا. في وقت لاحق إكوادور يؤكد أن جمهورية كولومبيا، في حين إعادة تنظيم حكومته قدمت unlawfullly حدودها الشرقية المؤقت وأن كولومبيا مددت مزاعمها الجنوبية لنهر نابو لأنها تقول أن حكومة بوبايان تبسط سيطرتها على طول الطريق إلى نهر نابو.

#### الصراع من أجل امتلاك الكرة في حوض الأمازون

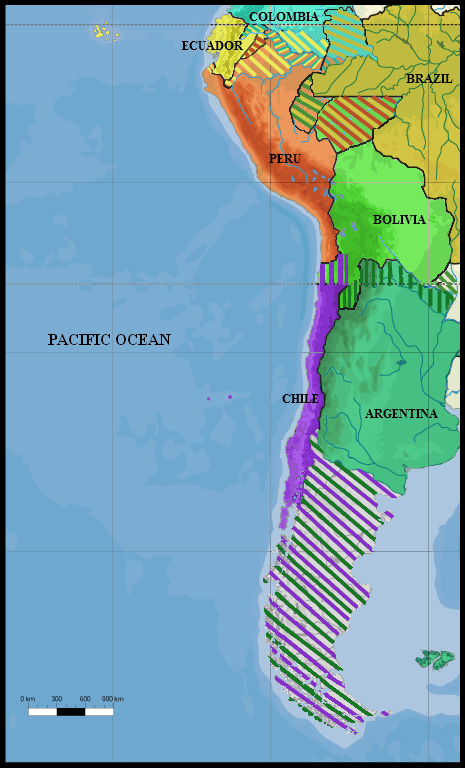
أمريكا الجنوبية (1879): جميع المطالبات المتعلقة بالأراضي التي كتبها بيرو والإكوادور وكولومبيا والبرازيل، وشيلي، وبوليفيا في عام 1879

بدأت بيرو بحكم الأمر الواقع احتلال الأراضي الأمازونية المتنازع عليها، بعد أن وقّعت معاهدة سلام سرية 1851 في صالح البرازيل. تجاهل هذه المنشأة بموجب معاهدات حقوق الإسبانية التي تم تأكيدها خلال الحقبة الاستعمارية بموجب معاهدة الإسبانية البرتغالية فوق الأمازون بخصوص الأراضي التي احتلها المستوطنون غير الشرعيين البرتغالية. وذكر بيرو خلال مفاوضاتها مع البرازيل أنه استنادا إلى cedula الملكي للعام 1802، ادّعت الأراضي حوض الأمازون تصل إلى نهر كاكويتا في الشمال ونحو سلسلة جبال الأنديز، وحرمان الإكوادور وكولومبيا من جميع المطالبات الخاصة بهم إلى حوض الأمازون. احتج كولومبيا مشيرا إلى أن مطالبها مددت جنوبا نحو نهري نابو والأمازون. احتج إكوادور أنه ادعى في حوض الأمازون بين نهر ونهر كاكويتا مرانون - الأمازون. بيرو تجاهل هذه الاحتجاجات وأنشأت وزارة لوريتو في عام 1853 وعاصمتها إكيتوس التي كانت قد غزت مؤخرا وبدأ منهجي لاحتلال باستخدام شبكات الأنهار في جميع الأراضي التي يطالب بها كل من كولومبيا والإكوادور. بيرو احتلت لفترة وجيزة غواياكيل مرة أخرى في عام 1860، منذ بيرو يعتقد أن إكوادور كان يبيع بعض الأراضي المتنازع عليها من أجل التنمية لحاملي السندات البريطانية، لكنه عاد غواياكيل بعد بضعة أشهر. ثم تم عرض النزاع على الحدود إلى إسبانيا للتحكيم 1880-1910، ولكن دون جدوى.
في الجزء المبكر من القرن 20th قدمت إكوادور محاولة لتحديد سلميا حدودها الأمازون الشرقية مع جيرانها من خلال المفاوضات في عام 1905، وقعت إكوادور معاهدة طوبار - ريو برانكو الاعتراف المطالبات برزيلس إلى منطقة الأمازون في الاعتراف المطالبة الإكوادور ليكون البلد الأمازون لمواجهة معاهدة بيرو في وقت سابق مع البرازيل مرة أخرى في 23 أكتوبر 1851. ثم بعد بضعة اجتماعات مع ممثلي الحكومة الكولومبية تم التوصل إلى اتفاق وتوقيع معاهدة Vernaza - سواريز مونيوز 15 يوليو 1916 كانت حقوق الكولومبية على نهر بوتومايو تم الاعتراف وكذلك تم الاعتراف بحقوق إكوادور إلى نهر نابو الحدود الجديدة تم الخط الذي رفض نقطة الوسط بين تلك إلى الأنهار. في هذه الطريقة يعطي الإكوادور يصل المطالبات كان عليها أن الأراضي الواقعة بين نهر الأمازون كاكيتا ونهر نابو إلى كولومبيا، وبالتالي الانعزال من البرازيل. اندلعت في وقت لاحق حرب قصيرة بين كولومبيا وبيرو، بسبب مزاعم بيرو للمنطقة كاكيتا، التي انتهت مع توقيع بيرو على مضض معاهدة سالومون - وزانو في 24 مارس 1922. احتج الإكوادور هذه المعاهدة السرية، منذ كولومبيا وهب ادعى الإكوادوري الأرض للبيرو أن إكوادور قد أعطت إلى كولومبيا في عام 1916.

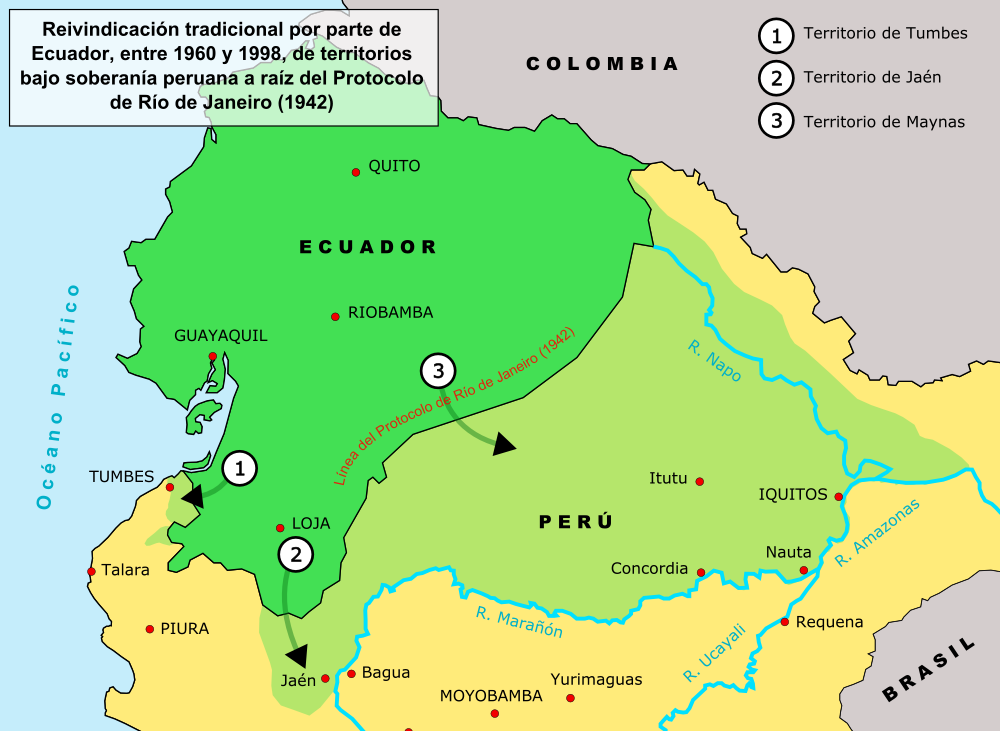
خريطة الإكوادوري لاند المطالبات بعد 1916

في 21 يوليو وقعت عام 1924 بروتوكول Oyanguren بونس لكاسترو بين إكوادور وبيرو حيث اتفق على عقد مفاوضات مباشرة وإلى حل النزاع بطريقة منصفة وتقديم نقاط مختلفة من النزاع إلى الولايات المتحدة للتحكيم. بدأت المفاوضات بين ممثلي إكوادور وبيرو في واشنطن يوم 30 سبتمبر 1935. وكانت هذه المفاوضات طويلة ومرهقة. قدم كلا الجانبين منطقيا قضاياهم، ولكن لا أحد على ما يبدو للتخلي عن مطالبهم. ثم في 6 فبراير 1937، قدم الإكوادور خط المعاملات التي رفضت بيرو في اليوم التالي. تحولت المفاوضات إلى الحجج مكثفة خلال 7 أشهر المقبلة، وأخيرا في 29 سبتمبر 1937 قرر ممثلو بيرو إلى قطع المفاوضات دون تقديم النزاع إلى التحكيم لأن المفاوضات المباشرة كانت تسير على غير هدى.

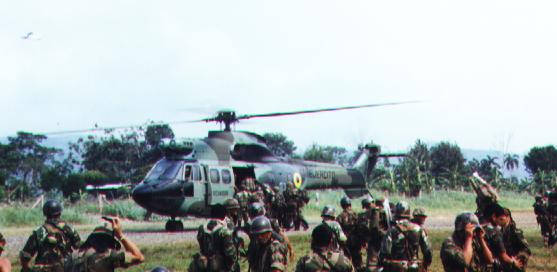
القوات الإكوادور خلال الحرب سينيبه

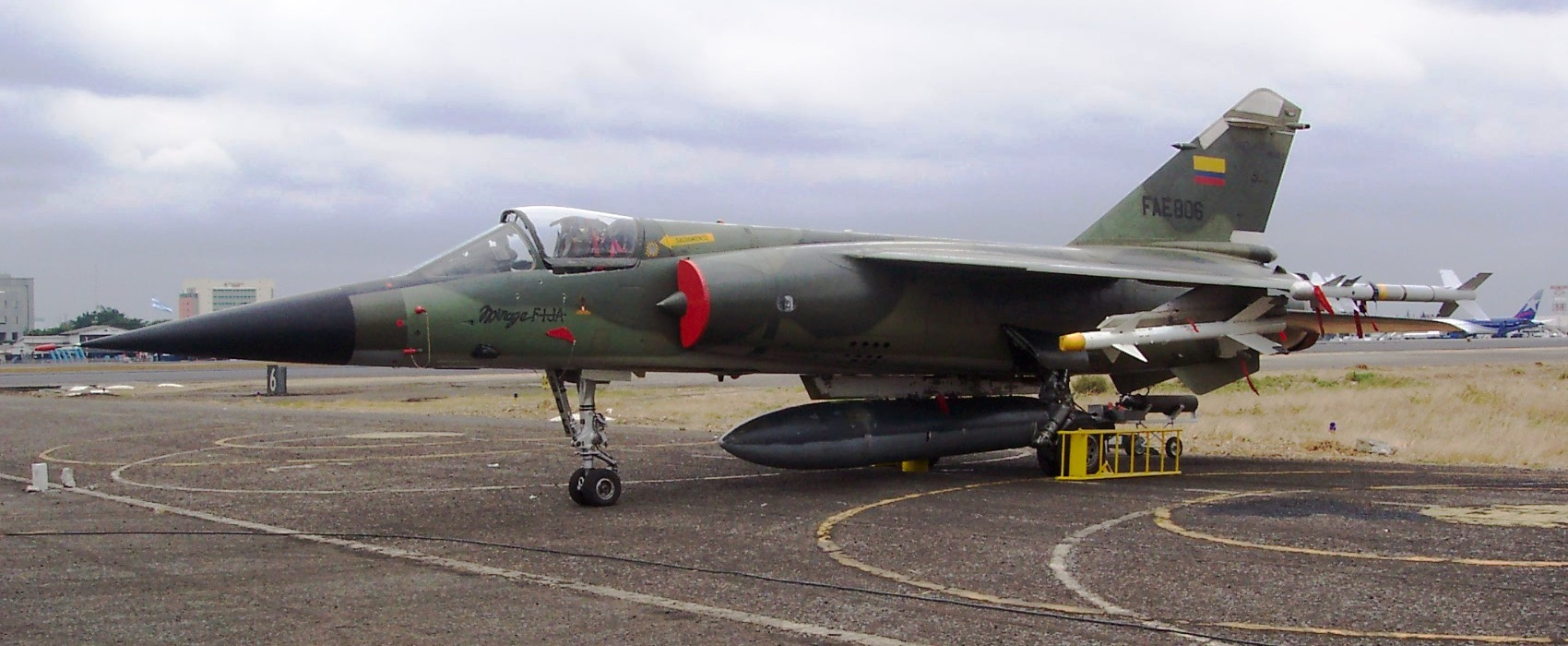
في ميراج F.1JA (FAE-806) وطائرة واحدة تشارك في زعم إسقاط اثنين بيرو سوخوي سو 22 في 10 فبراير 1995.

بعد أربع سنوات في عام 1941، وسط توترات التي تشهد نموا سريعا في المناطق المتنازع عليها حول نهر زاروميلا، اندلعت الحرب مع بيرو. ادعى بيرو أن الوجود العسكري في الإكوادور في بيرو، وادعى إقليم كان غزوا؛ الإكوادور، من جانبها، ادعت أن بيرو قد غزت مؤخرا الإكوادور حول نهر زاروميلا وأن بيرو منذ استقلال الإكوادور من إسبانيا لديها منهجية Tumbez المحتلة، خاين، والأهم من ذلك الأراضي المتنازع عليها في حوض الأمازون بين نهري Putomayo ومرانون. في شهر يوليو عام 1941، تم حشد القوات في كلا البلدين. كان بيرو جيشا من 11,681 جندي الذين واجهوا قوة الإكوادوري زودت سيئة وتسليح كاف من 2,300، منها 1,300 ونشرت فقط في المحافظات الجنوبية. اندلع القتال في 5 يوليو 1941، عندما عبرت القوات بيرو نهر زاروميلا في عدة مواقع، واختبار قوة وعزم قوات الحدود الإكوادورية. وأخيرا، في 23 يوليو 1941، أطلق شعب البيرو غزو واسعة النطاق، وعبور نهر زاروميلا في القوة والنهوض في محافظة الإكوادوري من ش أورو.
أثناء الحرب بين إكوادور وبيرو، اكتسب بيرو السيطرة على جزء من الأراضي المتنازع عليها وبعض أجزاء من محافظة وادي الذهب، وبعض أجزاء من محافظة لوخا، تطالب الحكومة الإكوادورية تتخلى عن مطالبها الإقليمية. القوات البحرية في بيرو حظر المنفذ من غواياكيل، وتقريبا قطع جميع الإمدادات إلى القوات الإكوادورية. بعد بضعة أسابيع من الحرب، وتحت ضغط من الولايات المتحدة والعديد من دول أمريكا اللاتينية، وجاءت جميع القتال توقف. جاء إكوادور وبيرو إلى اتفاق رسمي في بروتوكول ريو، الذي وقع في 29 يناير 1942، لصالح الوحدة في نصف الكرة الغربي ضد دول المحور في الحرب العالمية الثانية لصالح بيرو مع الأراضي التي احتلت في ذلك الوقت جاءت الحرب إلى نهايتها.
يليه عام 1944 المجيدة ثورة مايو تمردا العسكرية والمدنية وإضراب المدنية اللاحقة التي نجحت في إزالة كارلوس أرويو ديل ريو بأنه ديكتاتور من الحكومة في الإكوادور. ومع ذلك قاد الركود العالمي بعد الحرب الثانية والاضطرابات الشعبية إلى العودة إلى السياسة الشعبوية والتدخلات العسكرية المحلية في 1960s، في حين وضعت شركات أجنبية الموارد النفطية في منطقة الامازون الإكوادورية. في عام 1972، تم الانتهاء من بناء خط أنابيب الأنديز. جلبت خط أنابيب النفط من الجانب الشرقي من جبال الأنديز إلى الساحل، مما يجعل ثاني أكبر دولة مصدرة للنفط الإكوادور في أمريكا الجنوبية. خط الأنابيب في جنوب الإكوادور لم تفعل شيئا لحل التوترات بين إكوادور وبيرو، ولكن.

### الحكومات العسكرية (1972-1979)
في عام 1972، أطاح المجلس العسكري «الثورية والقومية» حكومة فيلاسكو ايبارا. وقاد الانقلاب الجنرال غييرمو رودريغيز ونفذها قائد البحرية خورخي Queirolo G. الجديد الرئيس المنفي خوسيه ماريا فيلاسكو إلى الأرجنتين. وبقي في السلطة حتى عام 1976، عندما تم عزله من قبل الحكومة عسكري آخر. وكان على رأس تلك الطغمة العسكرية التي تقوم بها الاميرال الفريدو بوفيدا، الذي أعلن رئيس المجلس الأعلى. أدرج مجلس الأعلى عضوين آخرين: عام غييرمو دوران Arcentales والجنرال لويس ليورو فرانكو. المجتمع المدني دعا أكثر وأكثر بإصرار لإجراء انتخابات ديمقراطية. العقيد ريشيليو Levoyer، وزير الحكومة، اقترحت ونفذت خطة للعودة إلى النظام الدستوري من خلال انتخابات شاملة. تمكين هذه خطة الرئيس الجديد المنتخب ديمقراطيا لتحمل واجبات المكتب التنفيذي.

### العودة إلى الديمقراطية
جرت انتخابات في 29 أبريل 1979، في ظل دستور جديد. انتخب خايمي Roldós أغيليرا الرئيس، وحصل على أكثر من مليون صوت، وأكثرها في التاريخ الإكوادوري. توليه مهام منصبه في 10 آب، كأول رئيس منتخب دستوريا بعد ما يقرب من عقد من الدكتاتوريات المدنية والعسكرية. في عام 1980، أسس حزب بويبلو، كامبيو Y أجل الديمقراطية (الشعب، والتغيير، وحزب الديمقراطية) بعد الانسحاب من Concentración de Fuerzas Populares (قوات الشعبية التركيز) ويحكم حتى 24 مايو 1981، عندما توفي مع زوجته ووزير الدفاع، ماركو Subia مارتينيز، عندما تحطمت طائرة سلاح الجو له في الأمطار الغزيرة قرب الحدود بيرو. كثير من الناس يعتقدون أن تم اغتياله، [بحاجة لمصدر] نظرا لتهديدات عديدة بالقتل الموجهة ضده بسبب أجندته الإصلاحية، والوفيات في حوادث السيارات من اثنين من الشهود الرئيسيين قبل أن يتمكنوا من الإدلاء بشهادته أثناء التحقيق، والحسابات المتناقضة أحيانا من الحادث.
وقد نجحت Roldos على الفور من قبل نائب الرئيس أوسفالدو هورتادو، الذي أعقب ذلك في عام 1984 من قبل ليون فيبريس كورديرو من الحزب المسيحي الاجتماعي. فاز رودريغو بورجا سيفالوس من اليسار الديمقراطي (ازكويردا الديمقراطي، أو ID) حزب الرئاسة في عام 1988، على التوالي في انتخابات الإعادة ضد عبد الله بوكرم (شقيق في القانون من خايمي Roldos ومؤسس حزب Roldosist الإكوادوري). قال إن حكومته ملتزمة بتحسين حماية حقوق الإنسان ونفذت بعض الإصلاحات، ولا سيما فتح من الإكوادور إلى التجارة الخارجية. وخلصت الحكومة بورخا اتفاق يؤدي إلى حل الجماعة الإرهابية الصغيرة، «¡ الفارو فيف، Carajo !» («يعيش الفارو، اللعنة !»)، واسمه بعد ايلوي الفارو. ومع ذلك، المشاكل الاقتصادية المستمرة تقوض شعبية الهوية، واكتسبت أحزاب المعارضة السيطرة على الكونغرس في عام 1999.
وقد أضاف ظهور من السكان الأصليين (حوالي 25%) باعتبارها دائرة انتخابية نشطة للتقلب الديمقراطي في البلاد في السنوات الأخيرة. وقد كان الدافع السكان نتيجة لفشل الحكومة في الوفاء بوعود الإصلاح الزراعي، وانخفاض البطالة وتوفير الخدمات الاجتماعية، والاستغلال التاريخية من قبل النخبة القابضة الأرض. وقد أدى حركتهم، جنبا إلى جنب مع جهود زعزعة الاستقرار المستمرة من قبل كل الحركات النخبة واليسارية، إلى تدهور المكتب التنفيذي. السكان وغيرها من فروع الحكومة يمنح الرئيس رأس المال السياسي قليلا جدا، كما يتضح من إزالة معظم الزوار من الرئيس لوسيو جوتيريز من منصبه من قبل الكونغرس في نيسان 2005. استغرق نائب الرئيس الفريدو بالاسيو مكانه وبقي في منصبه حتى الانتخابات الرئاسية في العام 2006، والتي اكتسبت رافاييل كوريا الرئاسة.
في 30 سبتمبر 2010، في تمرد الشرطة، وقتل العديد من ضباط الشرطة بعد التدخل العسكري في مستشفى الشرطة. زعم الرئيس رافائيل كوريا أنه اقتيد الرهائن في المستشفى من قبل ضباط الشرطة كجزء من سلسلة من الاحتجاجات ضد تخفيضات لفوائد عمال الخدمات العامة التي كانت جزءا من حزمة التقشف المالي. ما أثار غضب الشرطة وعناصر من الجيش وكان قانون لإنهاء الممارسة المتمثلة في منح الميداليات والمكافآت مع كل ترقية. فإنه تمتد من خمس إلى سبع سنوات الفترة المعتادة المطلوبة للترقيات. ودعا الحكومة ثورة انقلاب وأعلن حالة لمدة أسبوع الطوارئ التي وضعت الجيش المسؤول عن النظام العام وعلقت الحريات المدنية. أغلقت حدودها مع بيرو إكوادور.
في 23 نوفمبر 2023 أدى دانييل نوبوا اليمين رئيساً جديداً للإكوادور متعهداً بالحد من العنف وخلق فرص عمل من خلال إصلاحات تشريعية عاجلة. وفاز نوبوا في جولة الإعادة التي أجريت في أكتوبر الماضي، بالدولة التي تواجه تحديات اقتصادية جسيمة دفعت الآلاف إلى الهجرة وتصاعد العنف الذي وصل إلى تصعيد غير مسبوق مع اغتيال المرشح الرئاسي فرناندو فيافيسينسيو.

## الجغرافيا

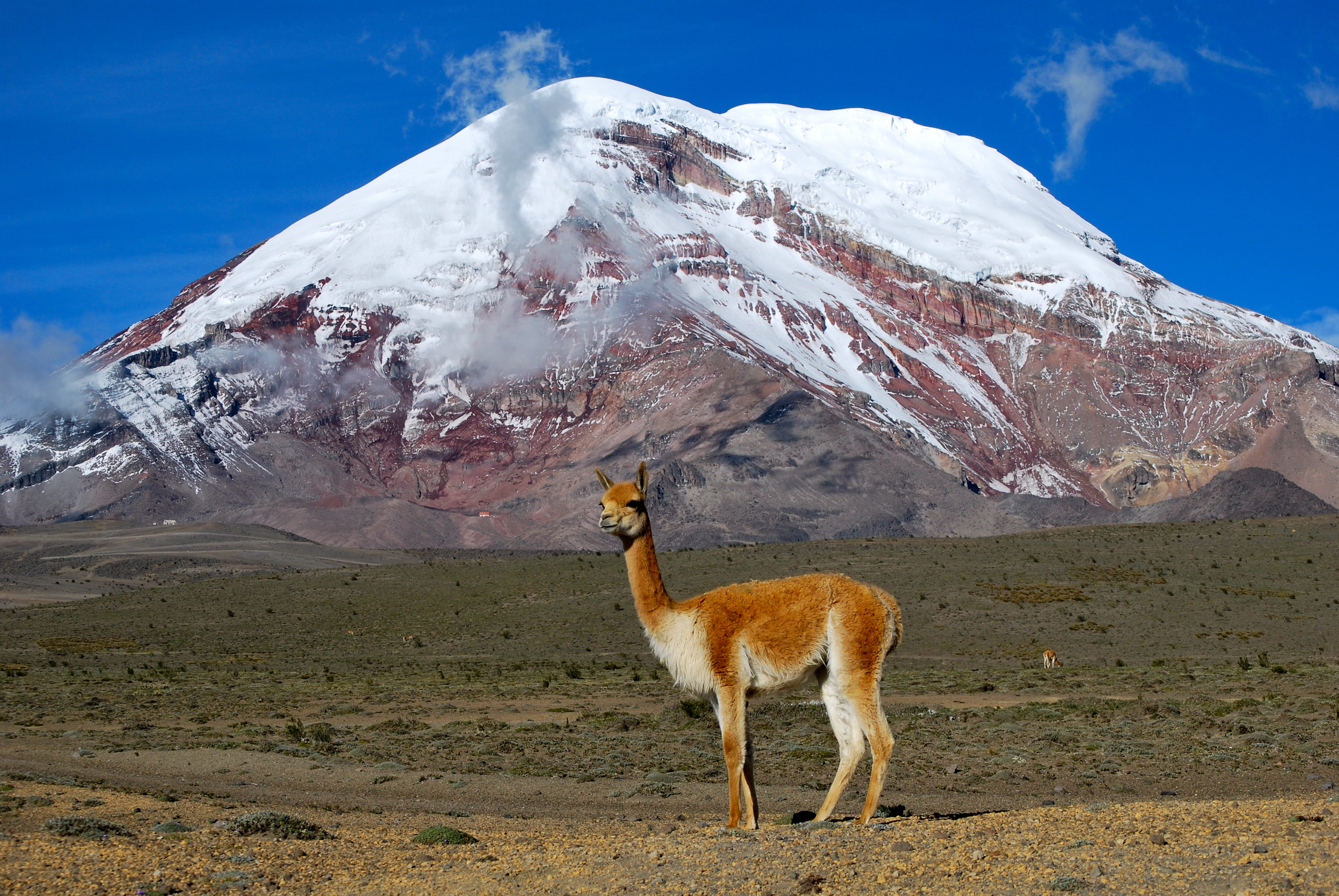
تشيمبورازو بركان، أبعد نقطة عن مركز الأرض

تنقسم الإكوادور من حيث مظاهر السطح إلى أربعة مناطق جغرافية، يأتي في مقدمتها السهل الساحلي «كوستا» والذي يغطي ربع مساحة الدولة، والمنطقة الثانية هي المرتفعات الوسطى أو سييرا والتي تمتد على شكل صفين من الجبال تنحصر بينهما هضبة ضيقة غير مأهولة بالسكان.
- المنطقة الثالثة تتمثل في الأدغال الشرقية والتي تغطي حوالي نصف مساحة الدولة، وتتكون من منحدرات خفيفة توجد إلى الشرق من جبال الأنديز
- أما المنطقة الرابعة فهي عبارة عن أرخبيل غلاباغوس وتضم داخلها ستة جزر كبيرة وتسعة جزر صغيرة والتي تضم العديد من القمم البركانية معظمها خامد، وتقع منطقة السيرا بين سلسلتين من سلاسل جبال الأنديز هما، كوردييرا الشرقية وكوردييرا الغربية وبين السلسلتين يوجد بركان كوتوباكسي الذي يعتبر واحداً من أنشط وأعلى البراكين في العالم 5.897 متر.[24]
- خليج غواياكويل

### المناخ
مناخ الإكوادور متنوع جدّاً ويتأثر بالارتفاع. وهو معتدل على مدار العام في وديان الجبال،، في حين تتميز المناطق الساحلية بمناخ شبه استوائي رطب، وتنتشر غابات مطيرة في المناطق المنخفضة. تتمتع المنطقة الساحلية للمحيط الهادئ بمناخ استوائي يتميز بموسم أمطار غزير. وفي المقابل، يتميز مناخ مرتفعات الأنديز بالمناخ المعتدل والجاف نسبيّاً، ويتشابه مناخ حوض الأمازون الواقع على الجانب الشرقي من الجبال مع أجواء الغابات المطيرة الأخرى.
نظرًا لموقعها على خط الاستواء، تشهد الإكوادور اختلافًا طفيفًا في ساعات النهار على مدار العام. يحدث شروق الشمس وغروبها يوميًا عند الساعة السادسة مساءً.
شهدت البلاد فقدان أنهارها الجليدية السبعة 54.4% من مساحتها خلال أربعين عامًا. وتتوقع الأبحاث اختفائها بحلول عام 2100. والسبب هو تغير المناخ، الذي يهدد كلًا من الحيوانات والنباتات والسكان.

### البيئة
الإكوادور هي البلد الأكثر تنوعها 8 على هذا الكوكب. الإكوادور يحتوي على ما يقرب من 20,000 نوع من النباتات، 1,500 نوعا من الطيور، 341 نوعا من الثدييات وأكثر من 840 نوعا من الزواحف والبرمائيات. تسجيل، ويتوقع استغلال النفط لتدمير قدرا كبيرا من هذه الثروة الطبيعية.

### الهيدرولوجيا

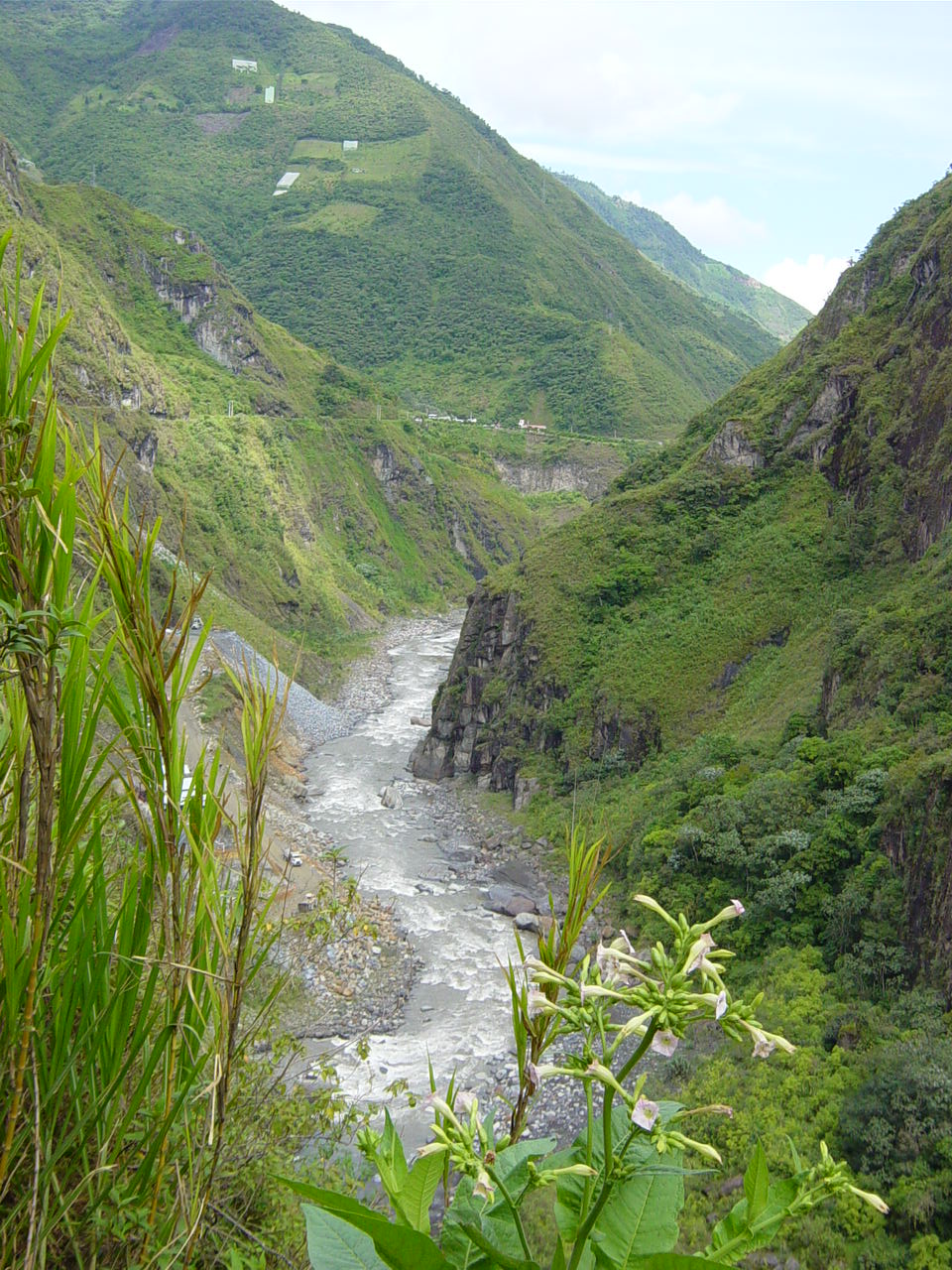
نهر باستازا

جبال الأنديز هي الخط الفاصل بين مجمعي مياه نهر الأمازون الذي يتدفق نحو الشرق والمحيط الهادئ، بما في ذلك الأنهار من الشمال إلى الجنوب التالية: ماتاخي وسانتياغو وإزميرالدا وتشوني وغواياس وجوبونيس وبويانجو.
وتنبع معظم هذه الأنهار من الإكوادور في منطقة سييرا وتتدفق شرقاً نحو نهر الأمازون أو غرباً نحو المحيط الهادئ. تتغذى الأنهار من ذوبان الجليد على حافّات القمم المُغطّاة بالثلوج أو من الأمطار الغزيرة على ارتفاعات أعلى. وتجري الأنهار في منطقة سييرا في جداول وأنهار ضيقة بسرعة عالية عبر منحدرات شديدة الانحدار. وقد تبطؤ الأنهار وتتسع عند عبورها السهول المنخفضة، ثم تسرع مرة أخرى عند نزولها من جبال الأنديز إلى مناطق أخرى أقل ارتفاعاً، تتوسع الأنهار الموجودة في المرتفعات عند دخولها المناطق الأكثر استواءً في كوستا وأورينت.
في كوستا، تمتلك المنطقة الساحلية الخارجية عامّةً أنهاراً متقطعة تتغذى على هطول الأمطار المتواصلة من ديسمبر إلى مايو وتجف في موسم الجفاف، وتستثنى أنهارٌ قليلة أطول التي تتدفق عبر الساحل الخارجي من الساحل الداخلي وسييرا في طريقها إلى المحيط الهادئ، أما الساحل الداخلي فيتكون من أنهار معمرة يمكن أن تغمر المياه خلال موسم الأمطار، مما يؤدي إلى تكوين مستنقعات في بعض الأحيان.

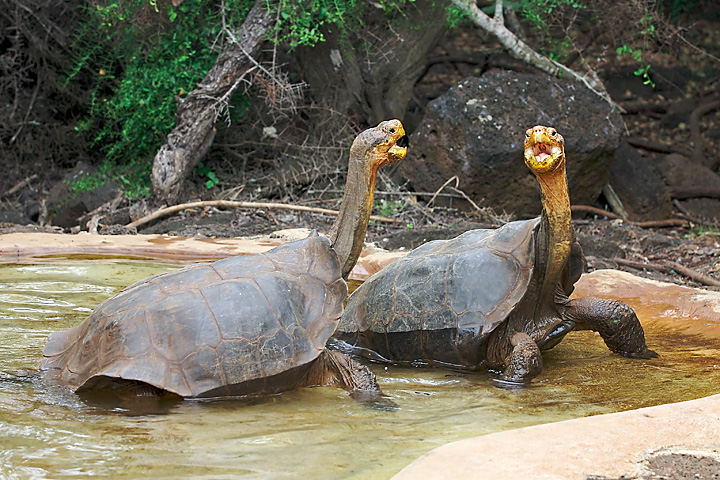
سلحفاة الغالاباغوس

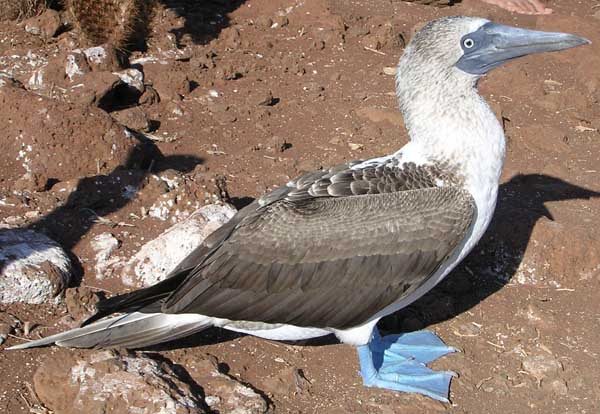
الأطيش أزرق القدمين

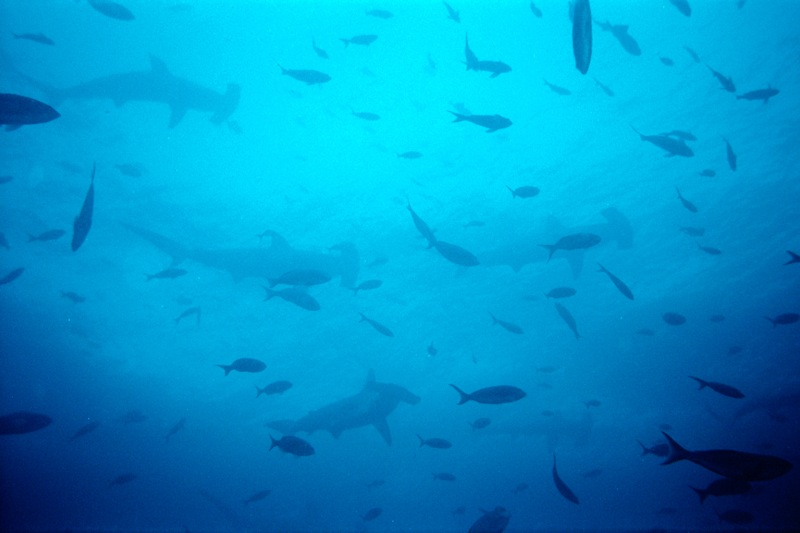
القرش المطرقة

تتدفق أنهار رئيسية عبر منطقة أورينت، بما في ذلك باستازا ونابو وبوتومايو.
ينبع نهر باستازا من ملتقى نهري شامبو وباتات، اللذين ينبعان في جبال سيراليون، وتشتهر باستازا بشلال أغويان، وهو الأعلى في الإكوادور بارتفاع 61 متراً ما يعادل مئتي قدم.
ينبع نهر نابو بالقرب من بركان كوتوباكسي، وهو النهر الرئيسي المستخدم للنقل في الأراضي المنخفضة الشرقية، ويبلغ عرض نهر نابو من 500 إلى 1800 متر أي 1600 إلى 5900 قدم، ويتدفق بسرعة في مساره العلوي حتى يلتقي بنهر كوكا، وهو أحد أهم روافده، حيث يهدأ ويتسطح.
يشكل نهر بوتومايو جزءاً من الحدود بين الإكوادور وكولومبيا. تصب جميع الأنهار المذكورة أعلاه في نهر الأمازون.
أما بالنسبة [[تتدفق أنهار رئيسية عبر منطقة أورينت، بما في ذلك باستازا ونابو وبوتومايو.
ينبع نهر باستازا من ملتقى نهري شامبو وباتات، اللذين ينبعان في جبال سيراليون. وتشتهر باستازا بشلال Agoyan، وهو الأعلى في الإكوادور بارتفاع 61 مترًا (200 قدم).
ينبع نهر نابو بالقرب من بركان كوتوباكسي، وهو النهر الرئيسي المستخدم للنقل في الأراضي المنخفضة الشرقية. ويبلغ عرض نهر نابو من 500 إلى 1800 متر (1600 إلى 5900 قدم). ويتدفق بسرعة في مساره العلوي حتى يلتقي بنهر كوكا، وهو أحد أهم روافده، حيث يهدأ ويتسطح.
يشكل نهر بوتومايو جزءًا من الحدود بين الإكوادور وكولومبيا. تصب جميع الأنهار المذكورة أعلاه في نهر الأمازون.
أما بالنسبة لجزر غالاباغوس فتفتقر إلى الأنهار الكبيرة. ومع ذلك، يوجد ينابيع للمياه العذبة على العديد من الجزر الكبرى، على الرغم من أنها محاطة بمياه المحيط الهادئ.

### التنوع البيولوجي
بفضل تنوعها البيولوجي الهائل، صنّف الاتحاد الدولي لحفظ الطبيعة الإكوادور من بين البلدان السبعة عشر المتنوّعة بيولوجيّاً في العالم، فهي تضم أكبر تنوع بيولوجي في الكيلومتر المربع مقارنة بأي دولة أخرى.
لدى الإكوادور تنوع بيولوجي كبير يضم أكثر من 1600 نوع من الطيور، ما يمثّل 15% من الأنواع المعروفة على مستوى العالم، بالإضافة إلى 38 نوعاً مستوطناً في جزر غالاباغوس، ويُعد الموطن الرئيسي لأكثر من 16000 نوع من النباتات، و 106 نوع مستوطن من الزواحف، و 138 نوع مستوطن من البرمائيات، وأكثر من 6000 نوع من الفراشات.
وتشتهر جزر غالاباغوس بأنها مكانٌ للتنوع البيولوجي المميز، حيث اكتشف تشارلز داروين عديداً من الأنواع الفريدة التي اكتشف من خلال دراستها نظرية التطور.
بصفتها موقعاً للتراث العالمي لليونسكو، فإن جزر غالاباغوس تمثل وجهة استثنائية لخبراء الأحياء والعلماء والسياح.

## السياسة والحكومة

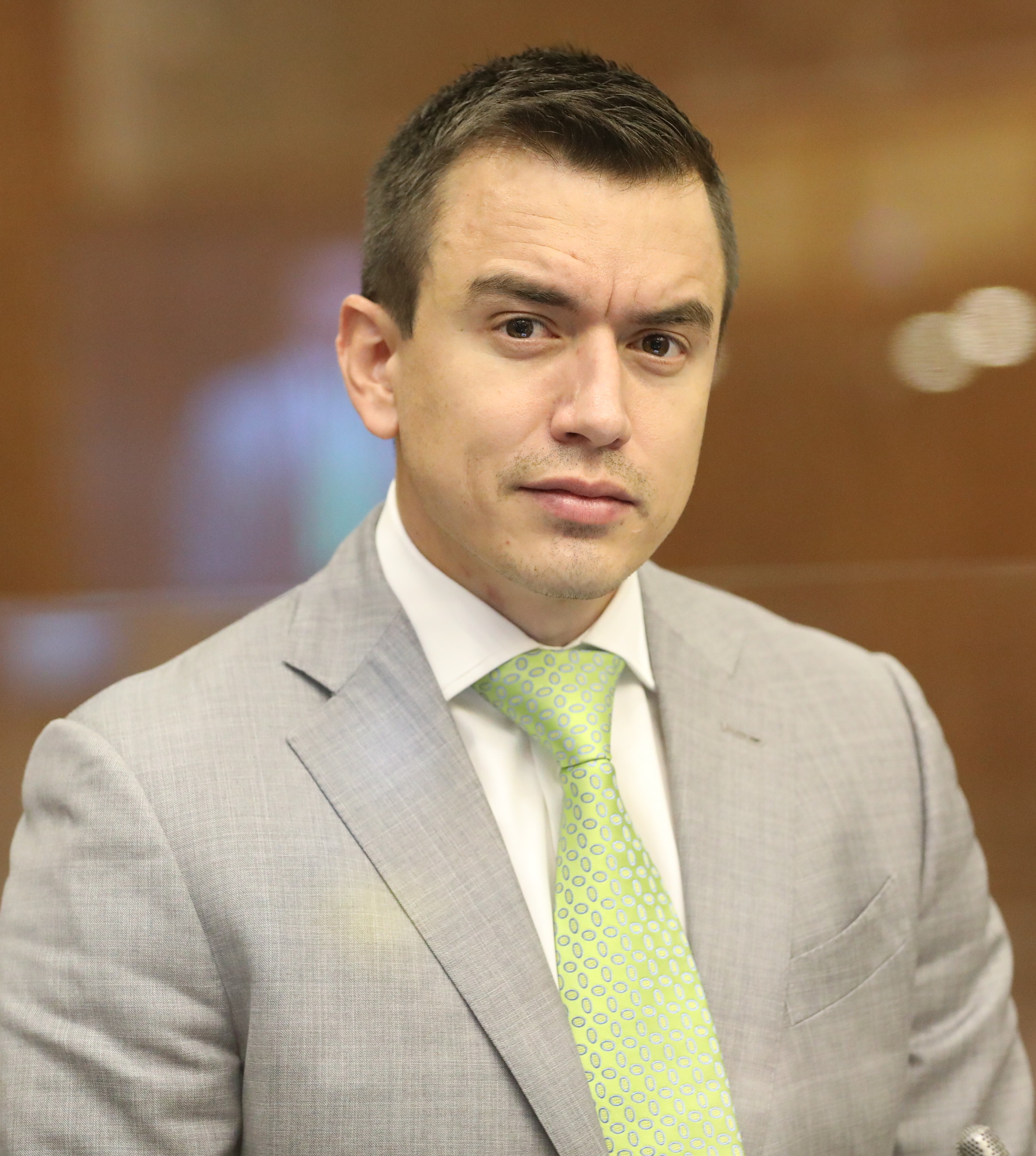
تولى الرئيس الحالي دانيال نوبوا منصبه في 23 نوفمبر 2023

تنقسم السلطة في الإكوادور إلى خمس سلطات، وهي: السلطة التنفيذية، والسلطة التشريعية، والسلطة القضائية، والانتخابية والشفافية والضبط الاجتماعي.
يُنتخب رئيس الإكوادور ديمقراطيّاً يحكم البلاد لمدة أربع سنوات، الرئيس الحالي هو دانيال نوبوا، منذ عام 1936، يُعدّ التصويت إلزاميّاً على الذين تتراوح أعمارهم بين 18 و 65 عاماً غير الأميين، بينما كان اختياريّاً لجميع المواطنين الآخرين. وُضِع دستور الإكوادور الحالي في عام 2007، ووافق عليه المواطنون في استفتاء عام 2008.
تضم السلطة التنفيذي 25 وزارةً ويُنتخب حكام الأقاليم والمجالس كالبلديات والأحياء والمجالس المحلية مباشرةً.
تجتمع الجمعية الوطنية في الإكوادور طوال العام باستثناء فترات الاستراحة في يوليو وديسمبر، يوجد بها 13 لجنة دائمة.
يعيّن المجلس الوطني للقضاء أعضاء محكمة العدل العليا لمدة تسع سنوات.

### السلطة التنفيذية

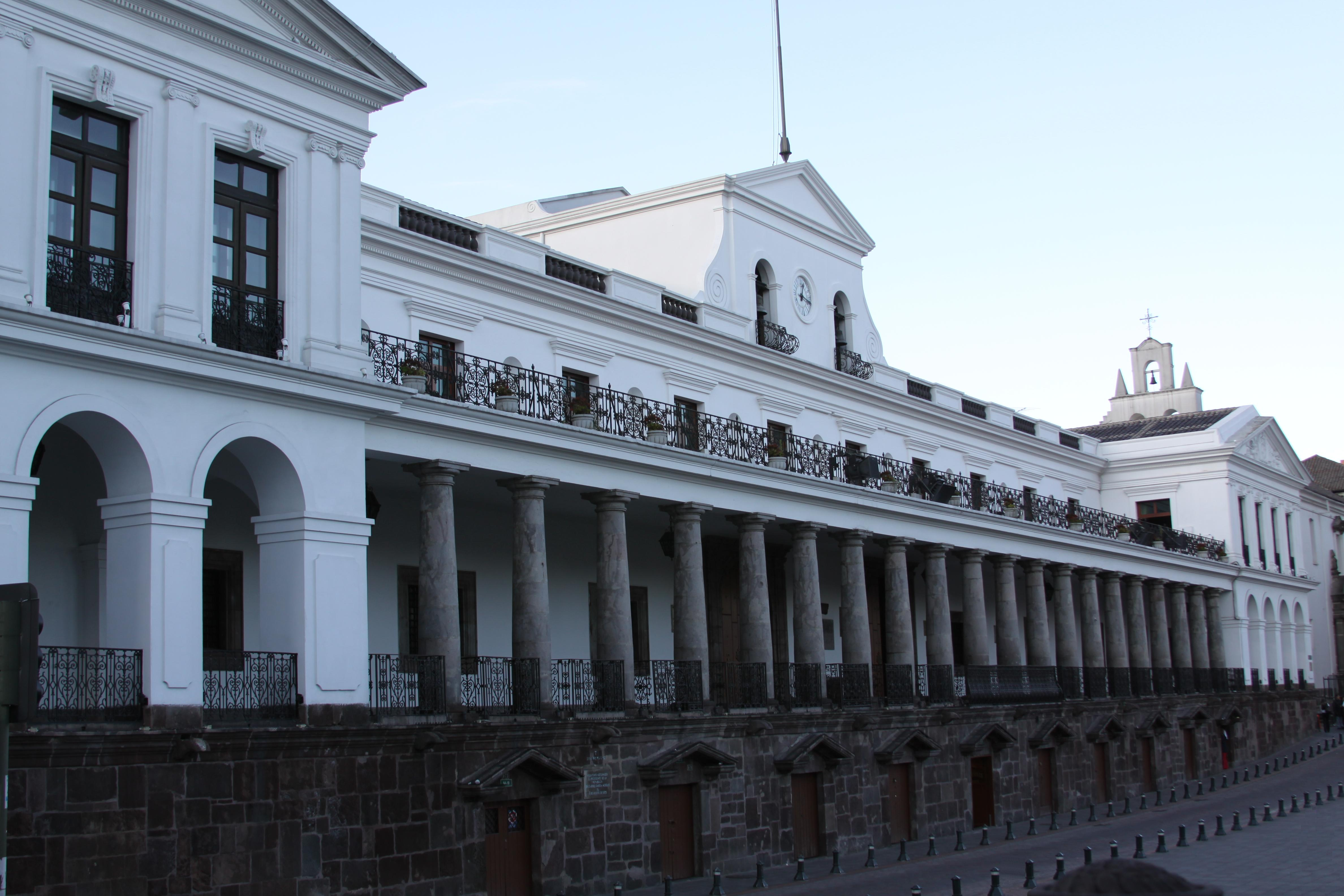
بالاسيو دي كارونديليت، الفرع التنفيذي للحكومة الإكوادورية

يُمثّل الرئيس السلطة التنفيذية ويُنتخب لفترة ولاية مدتها أربع سنوات ويمكن إعادة انتخابه مرة واحدة فقط. بصفته رئيسًا للدولة ورئيسًا للحكومة، فإنه يتولى الإدارة العامة، بما في ذلك تعيين منسقي الدولة والوزراء ووزراء الدولة وموظفي الخدمة المدنية.
يحدد الفرع التنفيذي السياسة الخارجية ويعيّن مستشاري الجمهورية والسفراء والقناصل. كما أنه يمارس سلطة القيادة العليا على القوات المسلحة الإكوادورية والشرطة الوطنية والمؤسسات ذات الصلة.
يحمل زوج/زوجة رئيس الدولة لقب السيدة (السيد) الأولى (الأول) في الإكوادور.

### السلطة التشريعية
تُمثّل الجمعيةُ الوطنية السلطةَ التشريعية، ومقرها في قصر التشريع بكيتو، وتتكون من 130 عضواً موزَّعين على عشر لجان. يُنتخبُ أعضاء الجمعية من خلال 15 دائرة انتخابية وطنية، يُعيَّن عضوين من كل محافظة وعضو لكل مئة ألف نسمة أو الكسور التي تزيد عن 150 ألف، وفقاً لأحدث تعداد وطني للسكان، سيحدد القانون، مع مراعاة هذه النسبة، انتخاب الأعضاء من المناطق الحضرية والريفية.

### السلطة القضائية
يشكّل مجلس القضاء العمود الفقري للنظام القضائي في البلاد، تليه محكمة العدل الوطنية ومحاكم المقاطعات.
يمثّل مجلس القضاء الجهاز القانوني الأعلى، تتألف محكمة العدل الوطنية من 21 قاضياً يُنتخبوا لمدة تسع سنوات. يُجدَّد الثلث كل ثلاث سنوات وفقاً لدستور النظام القضائي. ينتخب مجلس القضاء القضاة من خلال عملية موضوعية تتضمن التحقق من المعلومات.
يتمتع المدّعي العام والمحامي العام باستقلالية عن النظام القضائي، يوجد أيضاً نظام منفصل للشعوب الأصلية.

### حقوق الإنسان
حقوق (HRC) الاستعراض الدوري العالمي التابع للأمم المتحدة المجلس الإنسان (UPR) عالجت القيود المفروضة على حرية التعبير والجهود المبذولة للسيطرة على المنظمات غير الحكومية، وأوصت بأن الإكوادور يجب وقف العقوبات الجنائية عن التعبير عن الآراء، وتأخير في تنفيذ الإصلاحات القضائية. رفضت الإكوادور التوصية بشأن عدم تجريم التشهير.
في حين انتقدت هيومن رايتس ووتش الحكومة الحالية، وتصاعدت الانتقادات من المنظمات غير الحكومية، نقلا عن الأجندة السياسية وثيق مع أنها تحافظ على سياسة الولايات المتحدة الخارجية في أمريكا اللاتينية.
وفقا ل هيومن رايتس ووتش قد الترهيب (HRW) الرئيس كوريا الصحفيين وأخضعتهم ل «الشجب العلني والتقاضي انتقامية». وكانت الجمل للصحفيين سنوات من السجن وملايين الدولارات من التعويضات، على الرغم من المتهمين تم العفو عنهم. وقد ذكرت كوريا انه يسعى فقط تراجعا عن تصريحات افتراء.
وفقا ل هيومن رايتس ووتش، الحكومة في كوريا أضعفت حرية الصحافة واستقلال النظام القضائي. في النظام القضائي الحالي في الإكوادور، ويتم اختيار القضاة في مسابقة من مزايا، بدلا من التعيينات الحكومية. ومع ذلك، فقد انتقد عملية الاختيار كما متحيزة وغير موضوعية. على وجه الخصوص، وقال في المقابلة النهائية ل أن تعطى «مفرطة وزنها». وقد تلقى القضاة والمدعين العامين التي جعلت قرارات في صالح كوريا في الدعاوى القضائية له وظائف دائمة، والبعض الآخر مع درجات تقييم أفضل مرفوضا.
القوانين أيضا منع المقالات والرسائل الإعلامية التي يمكن أن تؤيد أو الاستياء بعض رسالة سياسية أو مرشح. في النصف الأول من عام 2012، تم إغلاق عشرين محطات التلفزيون أو الراديو خاصة أسفل.
في يوليو 2012 حذر مسؤولون القضاة أنهم سوف يعاقب وربما الفصل إذا ما سمح للمواطنين للطعن في حماية حقوقهم الدستورية ضد الدولة.
ويحاكم الناس الانخراط في الاحتجاجات العامة ضد القضايا البيئية وغيرها ل «الإرهاب والتخريب»، والتي قد تؤدي إلى حكم بالسجن لمدة ثماني سنوات.

### فرع الانتخابية
وظائف النظام الانتخابي من قبل السلطات التي تدخل فقط كل أربع سنوات أو عند حدوث انتخابات أو استفتاءات. وظائفها الرئيسية هي لتنظيم ومراقبة الانتخابات، ومعاقبة التعدي على القواعد الانتخابية. في الجسم الرئيسي هو المجلس الانتخابي الوطني، التي يوجد مقرها في مدينة كيتو، وتتكون من سبعة أعضاء من الأحزاب السياسية الأكثر صوت، وتتمتع بالاستقلال المالي والإداري الكامل. هذه الهيئة بجانب المحكمة الانتخابية، تشكل وظيفة الانتخابية التي هي واحدة من خمسة فروع الحكومة الإكوادور.

### الشفافية والرقابة الاجتماعية
تشمل آليات الشفافية والرقابة الاجتماعية في البلاد:
مجلساً لمشاركة المواطنين والرقابة الاجتماعية، وأمين المظالم، والمراقب العام للدولة، تُعيَّن هذه السلطات لفترات مدتها خمس سنوات، وهي مسؤولة عن الترويج لخطط الشفافية والرقابة بشكل عام وتطوير آليات لمكافحة الفساد وتعيين سلطات محددة وتوفير إطار تنظيمي للمساءلة في البلاد

### العلاقات الخارجية
وشملت أهداف السياسة الخارجية الرئيسية في الإكوادور تقليديا الدفاع عن أراضيها من العدوان الخارجي ودعم أهداف الأمم المتحدة ومنظمة الدول الأمريكية. سمح عضوية إكوادور في أوبك في 1970 و1980 قادة الإكوادوري إلى ممارسة قدر أكبر من الحكم الذاتي إلى حد ما السياسة الخارجية. في القارة القطبية الجنوبية، وحافظت الإكوادور محطة البحوث السلمية للدراسة العلمية كأمة عضو في معاهدة أنتاركتيكا. وقد الإكوادور كثيرا ما وضعت تركيزا كبيرا على النهج المتعددة الأطراف إلى القضايا الدولية. الإكوادور هي عضو في الأمم المتحدة (ومعظم من وكالاتها المتخصصة) وعضو في العديد من المجموعات الإقليمية، بما في ذلك مجموعة ريو، والنظام الاقتصادي لأمريكا اللاتينية، ومنظمة الطاقة في أمريكا اللاتينية، ورابطة تكامل أمريكا اللاتينية، التحالف البوليفاري لشعوب قارتنا الأمريكية، ومجموعة دول الانديز، واتحاد أمم أمريكا الجنوبية (اتحاد دول أمريكا الجنوبية)، وبنك الجنوب (الأسبانية: بانكو ديل سور أو BancoSur).

### التقسيمات الإدارية
الإكوادور مقسمة إلى 24 مقاطعة (provincias)، ولكل منها العاصمة الإدارية الخاصة :
| الرقم | المقاطعة         | العاصمة                |
| ----- | ---------------- | ---------------------- |
| 1     | أزواي            | كوينكا                 |
| 2     | البوليفار        | جيارندا                |
| 3     | كنار             | اسوجياس                |
| 4     | كارتشى           | تولكان                 |
| 5     | شمبورازو         | ريوبامبا               |
| 6     | كوتوباكسي        | اتاكونغا               |
| 7     | ايل اورو         | ماتشالا                |
| 8     | إسميرالداس       | إسميرالداس             |
| 9     | أرخبيل غالاباغوس | بويرتو بكويريزو مورينو |
| 10    | غواياس           | غواياكيل               |
| 11    | إمبابورا         | ايبارا                 |
| 12    | لوقا             | لوقا                   |

| الرقم | المقاطعة           | العاصمة                        |
| ----- | ------------------ | ------------------------------ |
| 13    | لوس ريوس           | جورجتون                        |
| 14    | مانابى             | بورتوفيجو                      |
| 15    | مورونا سانتياغو    | ماسياس                         |
| 16    | نابو               | تينا                           |
| 17    | أوريانا            | بويرتو فرانسيسكو دي اوريانا    |
| 18    | باستازا            | بيوا                           |
| 19    | بيشينشا            | كيتو                           |
| 20    | سانت هيلانة        | سانت هيلانة                    |
| 21    | سانتو دومينغو      | سانتو دومينغو دي لوس كولورادوس |
| 22    | سوكومبيوس          | نويفا وخا                      |
| 23    | تونغوراهوا         | أمباتو                         |
| 24    | وزامورا ـ تشينشيبي | زامورا                         |

### القوات المسلحة

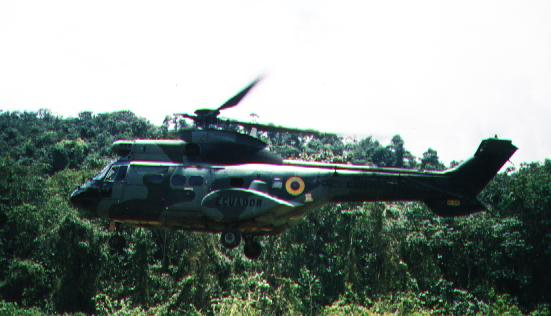
طائرة هليكوبتر من طراز بوما من فرع الطيران التابعة للجيش

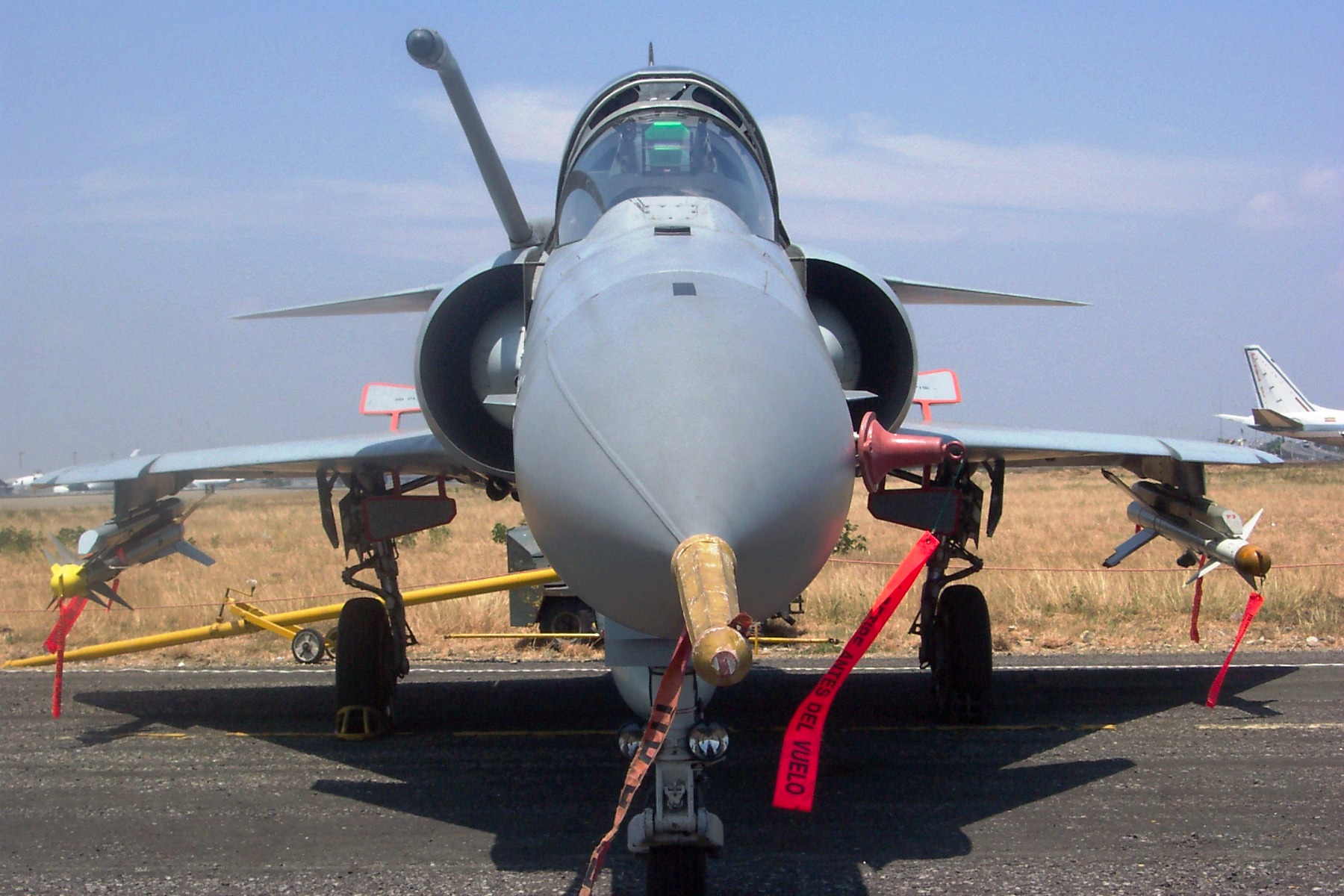
الإكوادوري سلاح الجو (FAE)

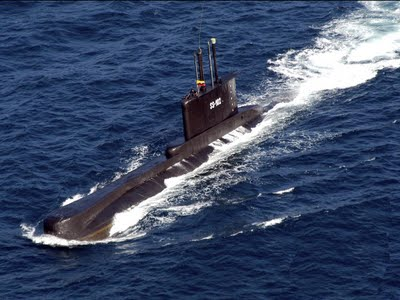
BAE Shyri (SS-101) من البحرية الإكوادورية.

تتكون القوات المسلحة الإكوادورية (FUERZAS الحشود ديل إكوادور)، من جيش والقوات الجوية، والقوات البحرية وتتحمل المسؤولية صرح للحفاظ على سلامة والسيادة الوطنية من التراب الوطني.
يبدأ التقليد العسكري في كولومبيا الكبرى، حيث كانت تتمركز جيش لا بأس به في الإكوادور بسبب النزاعات الحدودية مع بيرو، الذي ادعى الأراضي الواقعة تحت سيطرتها السياسية عندما كانت vicerroyalty الإسبانية. مرة واحدة تم حل كولومبيا الكبرى بعد وفاة سيمون بوليفار في عام 1830، ورثت الإكوادور النزاعات الحدودية نفسها، وكان على ضرورة إنشاء قوة عسكرية المهنية الخاصة بها. كانت مؤثرة وبالتالي فإن عسكرية في إكوادور في الفترة الجمهوري في وقت مبكر أن العقد الأول من كانت تحت سيطرة الجنرال خوان خوسيه فلوريس، أول رئيس الإكوادور من أصل فنزويلي. الجنرال خوسيه ما. أوربينا والعامة روبلز أمثلة من الشخصيات العسكرية الذي أصبح رئيسا للبلاد في الفترة الجمهوري في وقت مبكر.
بسبب النزاعات الحدودية المستمرة مع بيرو، واستقر أخيرا في 2000 في وقت مبكر، ويرجع ذلك إلى مشكلة مستمرة مع تمرد حرب العصابات الكولومبية التسلل المحافظات الأمازون، قد ذهب للقوات المسلحة الإكوادورية من خلال سلسلة من التغييرات. في عام 2009، أطلقت الإدارة الجديدة في وزارة الدفاع إعادة هيكلة عميقة داخل القوات، وزيادة ميزانية الإنفاق على 1691776803 $، بزيادة قدرها 25%.
رموز القوات العسكرية الإكوادورية هي مارشال أنطونيو خوسيه دي سوكري والعامة ايلوي الفارو. في الأكاديمية العسكرية العامة ايلوي الفارو (سي 1838) خريجي ضباط الجيش ويقع في كيتو. الأكاديمية البحرية الإكوادورية (سي 1837)، وتقع في ساليناس خريجي ضباط البحرية، وأكاديمية للطيران " كوزمي Rennella (سي 1920)، وتقع أيضا في ساليناس، خريجي ضباط القوات الجوية. عُثِر على أكاديميات تدريبية أخرى للتخصصات عسكرية مختلفة في جميع أنحاء البلاد.

## الاقتصاد

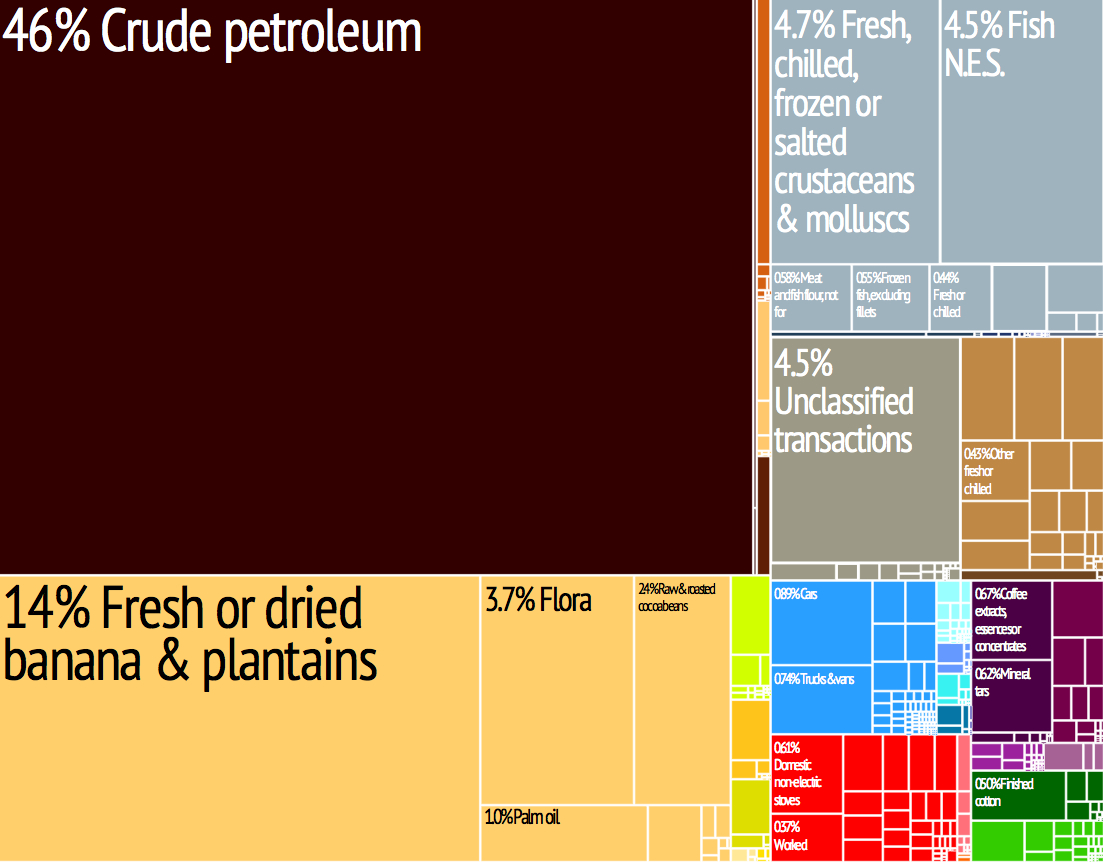
تصوير بياني لصادرات المنتجات الإكوادور في 28 فئات مرمزة.

الاقتصاد في الإكوادور هو ثامن أكبر اقتصاد في أمريكا اللاتينية، حيث شهد متوسط نمو قدره 4.6% بين عامي 2000 و2006. من 2007-2012 نما الناتج المحلي الإجمالي في الإكوادور بمتوسط سنوي قدره 4.3 في المائة، أعلى من المتوسط بالنسبة لأمريكا اللاتينية ومنطقة البحر الكاريبي، الذي كان 3.5 في المئة، وفقا ل اللجنة الاقتصادية ل أمريكا اللاتينية ومنطقة البحر الكاريبي الكاريبي التابعة للأمم المتحدة. والإكوادور قادرة على الحفاظ على نمو متفوقة نسبيا خلال الأزمة. في يناير 2009 وضع البنك المركزي الإكوادور (ق) توقعاته للنمو عام 2010 على 6.88%. وفي عام 2011 نما الناتج المحلي الإجمالي بنسبة 7.8 في المئة والمرتبة الثالثة الأعلى في أمريكا اللاتينية، خلف الأرجنتين (2) وبنما (1). وبين عامي 1999 و2007، تضاعف الناتج المحلي الإجمالي، ليصل إلى 65490 مليون دولار وفقا ل قبل الميلاد. معدل التضخم حتى يناير 2008، تقع على بعد حوالي 1.14%، وهو أعلى المسجلة في العام الماضي، وفقا للحكومة. ويبلغ معدل البطالة الشهرية بنحو 6 و8 في المئة في الفترة من ديسمبر 2007 وحتى سبتمبر 2008، إلا أنه ارتفع ليصل إلى حوالي 9 في المئة في أكتوبر تشرين الأول وانخفض مرة أخرى في نوفمبر 2008 إلى 8 في المئة. يعني البطالة المعدل السنوي لعام 2009. في إكوادور وكان 8.5 في المئة بسبب الأزمة الاقتصادية العالمية استمرت في التأثير على اقتصادات أمريكا اللاتينية. من هذه النقطة بدأت معدلات البطالة اتجاها نزوليا: 7.6 في المئة في عام 2010، و6.0 في المئة في 2011، و4.8 في المئة في عام 2012.
وقد انخفض معدل الفقر المدقع بصورة ملحوظة بين عامي 1999 و2010. وفي عام 2001 كان يقدر ب 40% من السكان، بينما بحلول عام 2011 انخفض الرقم إلى 17.4% من مجموع السكان. ويفسر هذا إلى حد ما بواسطة الهجرة والاستقرار الاقتصادي الذي تحقق بعد اعتماد الدولار الأمريكي كوسائل رسمية من الصفقة. ومع ذلك، ابتداء من عام 2008 مع الأداء الاقتصادي السيئ للأمم، حيث ان معظم الإكوادوري عمل المهاجرين، وقد أدركت الحد من الفقر من خلال الإنفاق الاجتماعي بشكل رئيسي في مجالي التعليم والصحة.

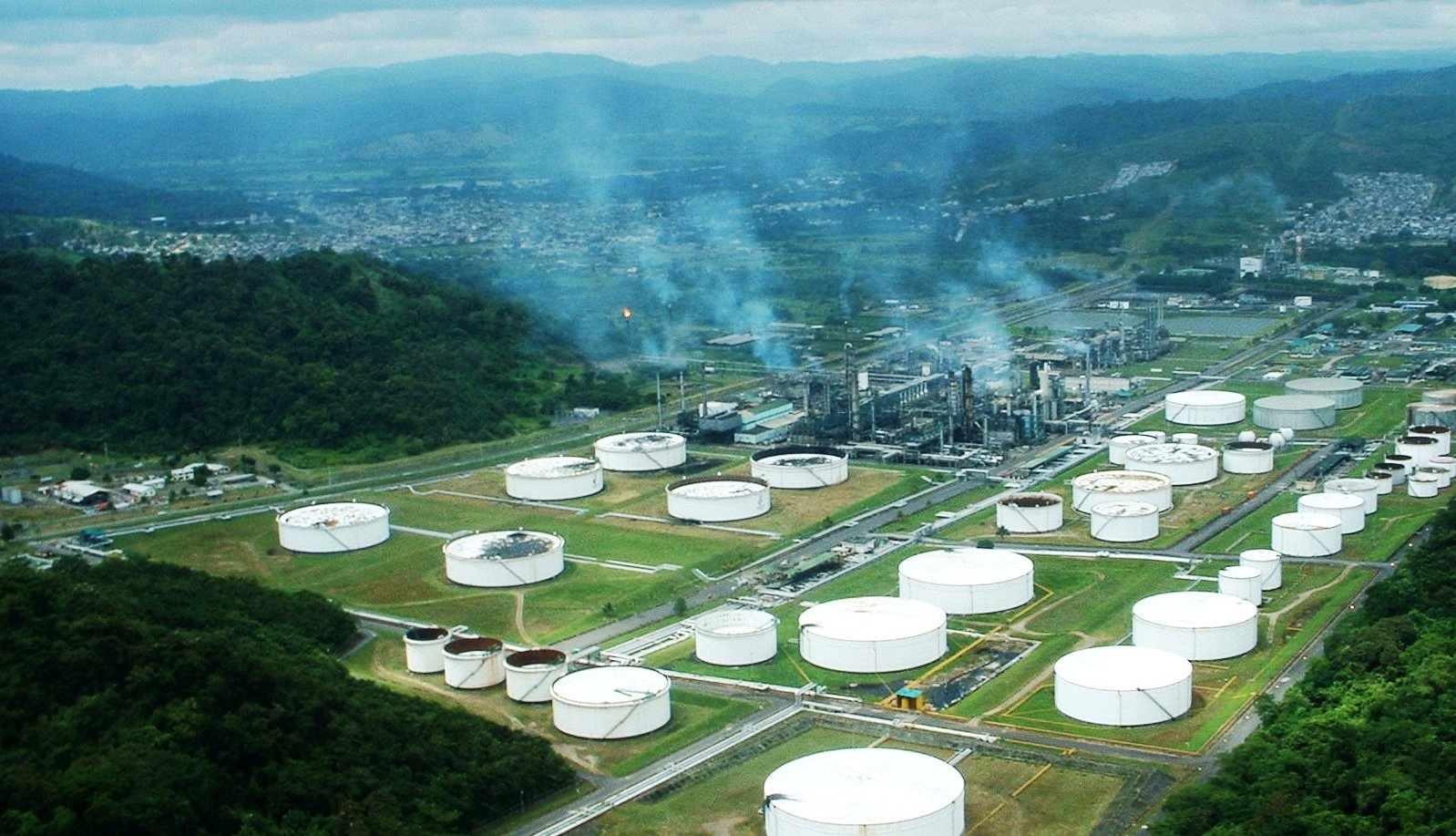
المصافي في ازميرالدا

ويشكل النفط 40% من الصادرات ويسهم في الحفاظ على الميزان التجاري الإيجابي. ومنذ أواخر 1960s، واستغلال النفط وزيادة الإنتاج، وتقدر الاحتياطيات المؤكدة في 6510000000 برميل اعتبارا من عام 2011.
وكان الميزان التجاري الإجمالي ل أغسطس 2012 فائضا قدره تقريبا 390 مليون دولار للأشهر الستة الأولى من عام 2012، وهو رقم ضخم بالمقارنة مع عام 2007، والتي بلغت فقط 5.7 ملايين دولار؛ وكان الفائض ارتفع بنحو 425 مليون دولار مقارنة بعام 2006. وكان الميزان التجاري للنفط إيجابية الإيرادات من 3295000 دولار في عام 2008، بينما غير النفطية كان سلبيا، تصل إلى 2842000 $. [بحاجة لمصدر] والميزان التجاري مع الولايات المتحدة، وشيلي، والاتحاد الأوروبي، بوليفيا، بيرو، البرازيل، والمكسيك هو إيجابي. [بحاجة لمصدر] الميزان التجاري مع الأرجنتين، وكولومبيا، وآسيا هو سلبي.
في القطاع الزراعي، إكوادور هو مصدر رئيسي من الموز (المركز الأول عالميا في إنتاج وتصدير)، والزهور، وثامن أكبر منتج لل كاكاو. والروبيان، وقصب السكر، والأرز، والقطن، والذرة، والنخيل، وإنتاج القهوة هي أيضا كبيرة. [بحاجة لمصدر] تشمل الموارد الهائلة للبلاد كميات كبيرة من الأخشاب في جميع أنحاء البلاد، مثل شجرة الكينا وأشجار المانغروف. تزرع صنوبر وأرز في منطقة لا سييرا والجوز، روزماري، والخشب البلسا في حوض نهر غواياس. وتتركز الصناعة أساسا في غواياكيل، أكبر مركز صناعي، وفي كيتو، حيث في السنوات الأخيرة نمت هذه الصناعة كثيرًا. هذه المدينة هي أيضا أكبر مركز تجاري في البلاد. يتم توجيه الإنتاج الصناعي في المقام الأول إلى السوق المحلية. [بحاجة لمصدر] على الرغم من هذا، هناك تصدير محدود من المنتجات المنتجة أو المجهزة صناعيا. [بحاجة لمصدر] وتشمل هذه المعلبة الأطعمة والمشروبات الكحوليه، والمجوهرات، والأثاث، وأكثر من ذلك. [بحاجة لمصدر] ويتركز النشاط الصناعي طفيفة أيضا في كوينكا.

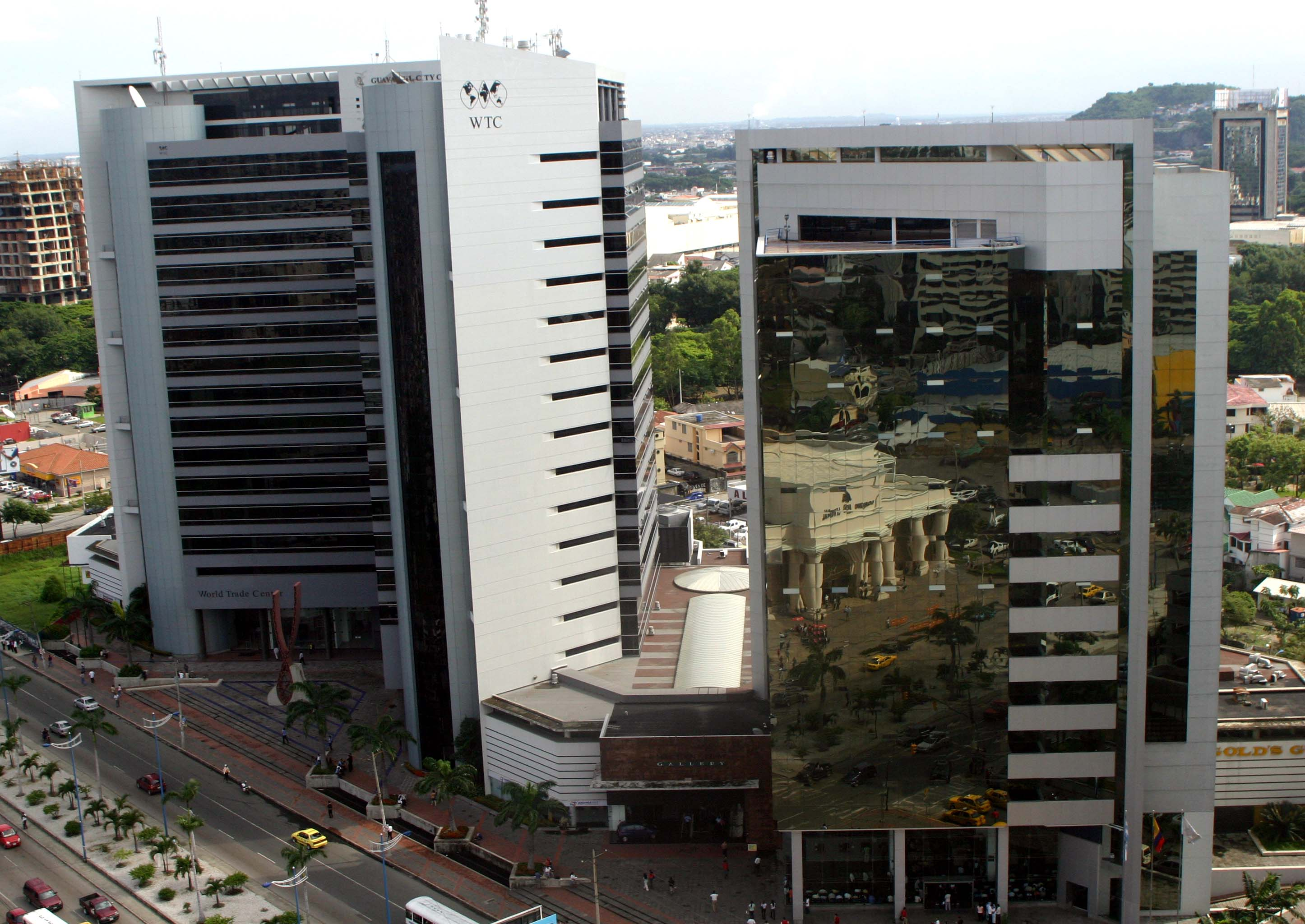
مقر مركز التجارة العالمي في غواياكيل

وقد تفاوضت الإكوادور المعاهدات الثنائية مع الدول الأخرى، الذين ينتمون إلى جانب ذلك إلى مجموعة دول الانديز، وعضوا منتسبا في ميركوسور. وتعمل أيضا على منظمة التجارة العالمية (WTO)، بالإضافة إلى بنك التنمية للبلدان (IDB)، والبنك الدولي، وصندوق النقد الدولي (IMF)، مؤسسة الأنديز (CAF،) والوكالات المتعددة الأطراف الأخرى. وفي أبريل 2007، قام الإكوادور ديونها ل صندوق النقد الدولي، وبالتالي إنهاء حقبة من التدخل للوكالة في البلاد. [بحاجة لمصدر] ويتكون المالية العامة من الإكوادور من البنك المركزي الإكوادور (قبل الميلاد)، والبنك الوطني للتنمية (BNF)، وبنك الدولة، ومؤسسة التمويل الوطني، وبنك الإسكان الإكوادوري (BEV،) والقروض التعليمية الإكوادوري والمنح.
بين عامي 2006 و2009، زادت الحكومة الإنفاق الاجتماعي على الرعاية الاجتماعية والتعليم من 2.6% إلى 5.2% من ناتجها المحلي الإجمالي. ابتداء من عام 2007، مع اقتصاد تجاوز من قبل الأزمة الاقتصادية، كان الإكوادور تخضع لعدد من السياسات الاقتصادية الإصلاحات من قبل الحكومة التي ساعدت على توجيه الاقتصاد الإكوادوري إلى الاستقرار المالي المستدام، كبيرة، ومركزة والسياسة الاجتماعية كانت هذه السياسات السياسات التوسعية المالية، من الوصول إلى التمويل الإسكاني، وحزم التحفيز، والحد من كمية من احتياطيات البنوك المال يمكن أن تبقي في الخارج. وقد بذلت الحكومة الإكوادورية استثمارات ضخمة في التعليم والبنية التحتية في جميع أنحاء البلاد، والتي أدت إلى تحسين حياة الفقراء.
في عام 2000، غيرت الإكوادور عملتها من سوكري إلى الدولار الأمريكي في أعقاب الأزمة المصرفية.
في 12 ديسمبر 2008، أعلن الرئيس كوريا أن الإكوادور لن تدفع 30.6 مليون دولار في الفائدة للمقرضين من قرض 510 ملايين دولار، مدعين أنهم وحوش. بالإضافة إلى ذلك، ادعى أن 3.8 مليار دولار من الديون الخارجية للتفاوض من قبل الإدارات السابقة كان غير شرعي لأنه لم يصرح بذلك دون مرسوم تنفيذي. وفي وقت الإعلان، وكان البلد 5650000000 دولار في الاحتياطيات النقدية.

### الصناعة
البلاد لديها امكانات لهذه الصناعة في مجموعة متنوعة من القطاعات، بما في ذلك الإنتاج المحلي للمواد الخام والمنسوجات المصنعة والتعدين والصناعات الكيماوية والبتروكيماويات، وتكرير النفط. توليد الطاقة هو أيضا القطاع المحتملة التي بدأ وضعها نظرا لاحتمال ارتفاع المياه في الإكوادور في قطاعات مختلفة من البلاد، وتطوير المنتجات التي تعتمد على ذوبان أو الزجاج المواد والإنتاج والأطعمة الزراعية المصنعة، وإنتاج الأدوية، بين الآخرين. المشروع الأكثر صلة قيد التطوير حاليا هي مصفاة المحيط الهادئ، وتقع في مانتا، والتي ستكون واحدة من أكبر الشركات في المنطقة.

### العملة

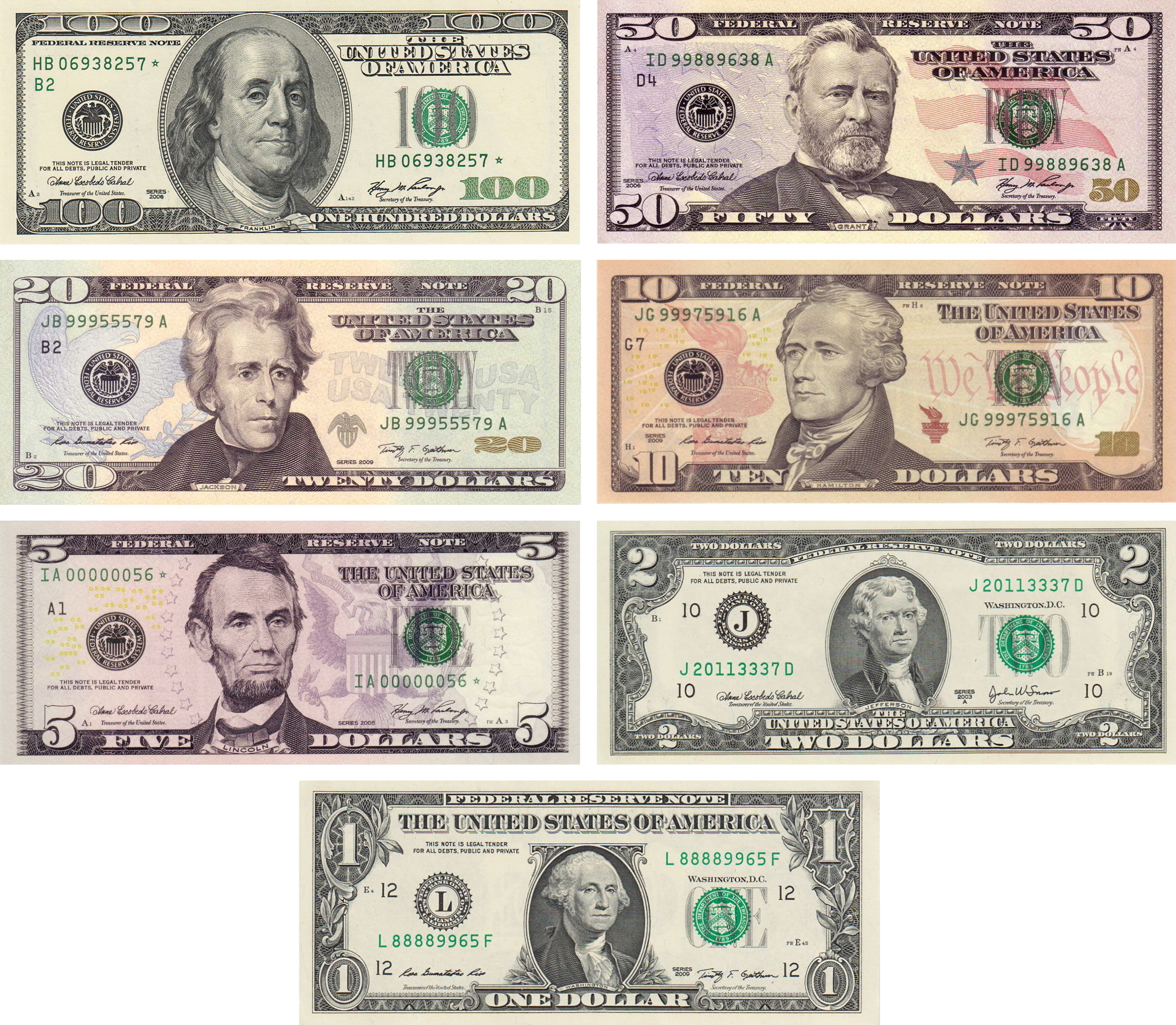
في دولار أمريكي، والعملة الحالية لجمهورية الإكوادور.

في مهدها، وكان الإكوادور جزءا من كولومبيا الكبرى حتى 1830 كما DEPARTAMENTO ديل سور. احتفظ الأنظمة النقدية غران كولومبيا النظام الاستعماري الإسباني القديم. الإكوادور بدأت رسميا وحدتها النقدية الخاصة في 28 يونيو 1835، عندما النقش (القس) «EL الإكوادور EN كولومبيا» غُيّر إلى «ريبوبليكا DEL الإكوادور». وكانت العديد من القطع النقدية الإقليمية المجاورة من بيرو وكولومبيا وبوليفيا وغيرها، وكذلك وحدة دولية، في الدورة الدموية وقبلت في حين خاض كيتو التقليد وحاول لتوحيد عملتها. وكان التزوير أبعادا مخيفة خلال 1842. في هذا الوقت، كان الإكوادور على وشك الإفلاس، و، منذ أن كان القطع النقدية المشروعة مثل هذه العيوب، كان من المستحيل أن أقول لهم من القطع النقدية سيئة.
في 29 ديسمبر 1845، أذن الرئيس فيسنتي رامون روكا عملة للتنافس مع فويرتيس (عملة كامل الجسم) من بلدان أخرى. كان هذا هو فنزويلي بيزو. مستوى 903 صفاء للفضة، ومع ذلك، أدت ل تصدير الثقيلة للعملة. اختفت بمجرد أن دخلت الدورة الدموية (قانون جريشام)، وانتزع من قبل التجار من غواياكيل.
من قبل 1850s في، والنعناع كيتو لا يتلقون المعادن الثمينة بما فيه الكفاية ل تبرير عملياتها. كان عليها أن عملة ما لا يقل عن 6,000 بيزو سنويا فقط لتلبية النفقات العامة. تم اغلاق النعناع أسفل مؤقتا خلال 1853 في حين اعتبرت الحكومة خيارات ل ابقائها مفتوحة أو اغلاقه بشكل دائم. كان يرتديها المعدات والنعناع لا يمكن أن تنتج القطع النقدية بكميات كافية للتنافس مع عملة الأجنبية التي دخلت الإكوادور.
أقر الكونغرس قانونا نقدية جديدة في 5 ديسمبر 1856، واعتماد النظام الفرنسي عشري، وهو معيار من 0.900 للفضة، والإكوادوري فرانكو. وظل البيزو وحدة حسابية تساوي 5 فرانكو. صدر أول عملة ورقية في عام 1859 من قبل بانكو دي Circulación Y Descuento دي مانويل أنطونيو دي Luzarraga في غواياكيل، مع الطوائف الأوراق النقدية من 1، 4، 5، 10، و20 بيزو.
تم تغيير اسم وحدة الإكوادور النقدية، البيزو، سوكري (مرسوم 22 مارس 1884، اعتبارا من 1 نيسان). القانون النقدية 1884 يسمح التداول الحر لل عملات ذهبية من فرنسا، إيطاليا، سويسرا، كولومبيا، إلخ أما بالنسبة لل فضة، يسمح القانون باستيراد قطعة 5 فرنك من فرنسا، إيطاليا، بلجيكا، وسويسرا إلخ opper (vellón) وقدم عطاء القانونية إلى 5 décimos. وكانت احتياطيات البنك في الفضة، وكانت الأوراق النقدية القابلة للتحويل فقط إلى الفضة. وكان الإكوادور على الأمر الواقع الفضة القياسية ولم عملة أي الذهب بين 1884 و1892. أعلن الرئيس أنطونيو فلوريس خيخون أن من 15 أغسطس 1890، سمح فقط عملات وطنية ل تعميم في الإكوادور، وكان توحيد النظام النقدي في الإكوادور.
في أعقاب الأزمة المصرفية المالية لعام 1999، أصبح الدولار الأمريكي كعملة قانونية في الإكوادور يوم 13 مارس 2000، وتوقفت تلاحظ سوكري يجري مناقصة القانونية في 11 سبتمبر 2001. ظلت تلاحظ سوكري للصرف في بنك المركزي حتى 30 مارس 2001، في 25,000 سوكر للدولار الواحد. الإكوادور الآن تصدر فقط على العملات المعدنية الخاصة.

## النقل والمواصلات

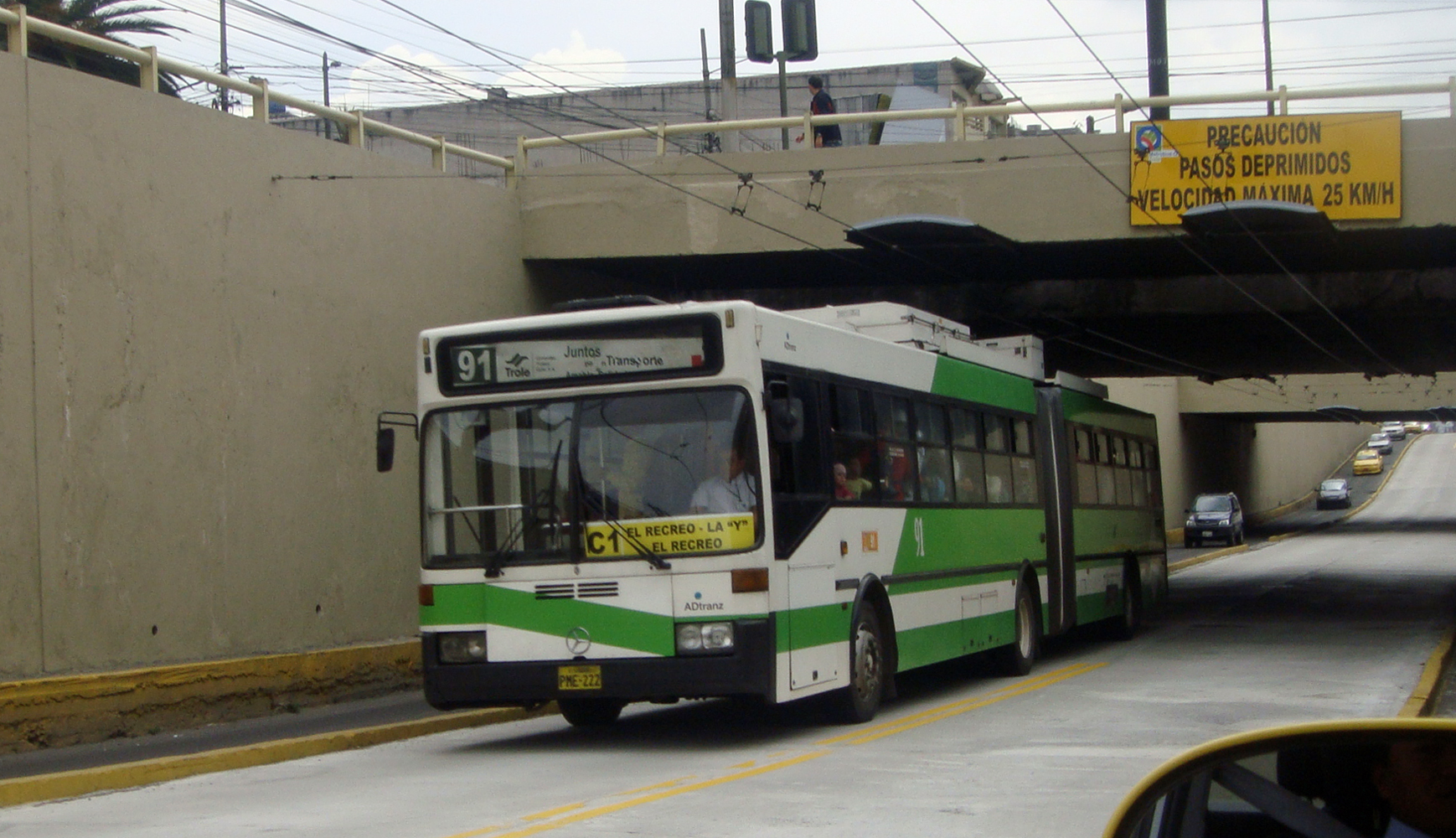
في الأوتبيسات الكهربائية في كيتو حافلة نظام النقل السريع الذي يمر عبر كيتو. هو BRT الرئيسية في الإكوادور.

إعادة تأهيل وإعادة فتح خط السكة الحديد الإكوادورية، واستخدام تكنولوجيا المعلومات كمنطقة جذب سياحي هي واحدة من التطورات الأخيرة في مسألة النقل.
شهدت الطرق من الإكوادور في السنوات الأخيرة تحسنا هاما. الطرق الرئيسية هي بلدان الأمريكية (في إطار تعزيز من أربع إلى ست حارات من Rumichaca إلى أمباتو، فإن الاستنتاج من 4 حارات على امتداد كامل من امباتو وريوبامبا وتشغيل عبر ريوبامبا إلى وخا). في حالة عدم وجود قسم بين وخا والحدود مع بيرو، وهناك Spondylus الطريق و/ أو روتا ديل سول (الموجهة إلى السفر على طول الساحل الإكوادوري) والعمود الفقري الأمازون (التي تعبر من الشمال إلى الجنوب على طول منطقة الامازون الإكوادورية، ربط معظم المدن الكبرى وأكثر من ذلك).
مشروع رئيسي آخر هو تطوير الطريق مانتا - تينا، الطريق السريع غواياكيل - ساليناس الطريق السريع Aloag سانتو دومينغو، ريوبامبا - ماسياس (الذي يعبر سنجي الحديقة الوطنية). وتشمل التطورات الجديدة الأخرى للمجمع الوحدة الوطنية الجسر في غواياكيل، الجسر فوق نهر نابو في فرانسيسكو دي أوريانا، وجسر نهر ازميرالدا في المدينة التي تحمل الاسم نفسه، وربما أكثر من رائع كل شيء، وباهيا - جسر سان فينسنت، كونها أكبر على ساحل المحيط الهادئ في أمريكا اللاتينية.
شهدت المطارات الدولية من كيتو وغواياكيل زيادة عالية في الطلب وكان يتطلب التحديث. في حالة غواياكيل أنه ينطوي على محطة جوية جديدة، نظرت مرة واحدة أفضل لاعب في أمريكا الجنوبية وأفضل لاعب في أمريكا اللاتينية وفي كيتو حيث يجري بناء مطار جديد بالكامل في Tababela وافتتحه فبراير 2013، مع الكندي المساعدة. ومع ذلك، لن يتم الانتهاء من الطريق الرئيسي المؤدي من وسط المدينة كيتو إلى المطار الجديد في عام 2014، مما يجعل السفر الحالية من المطار إلى وسط المدينة كيتو طالما 2 ساعة خلال ساعة الذروة.

## التركيبة السكانية

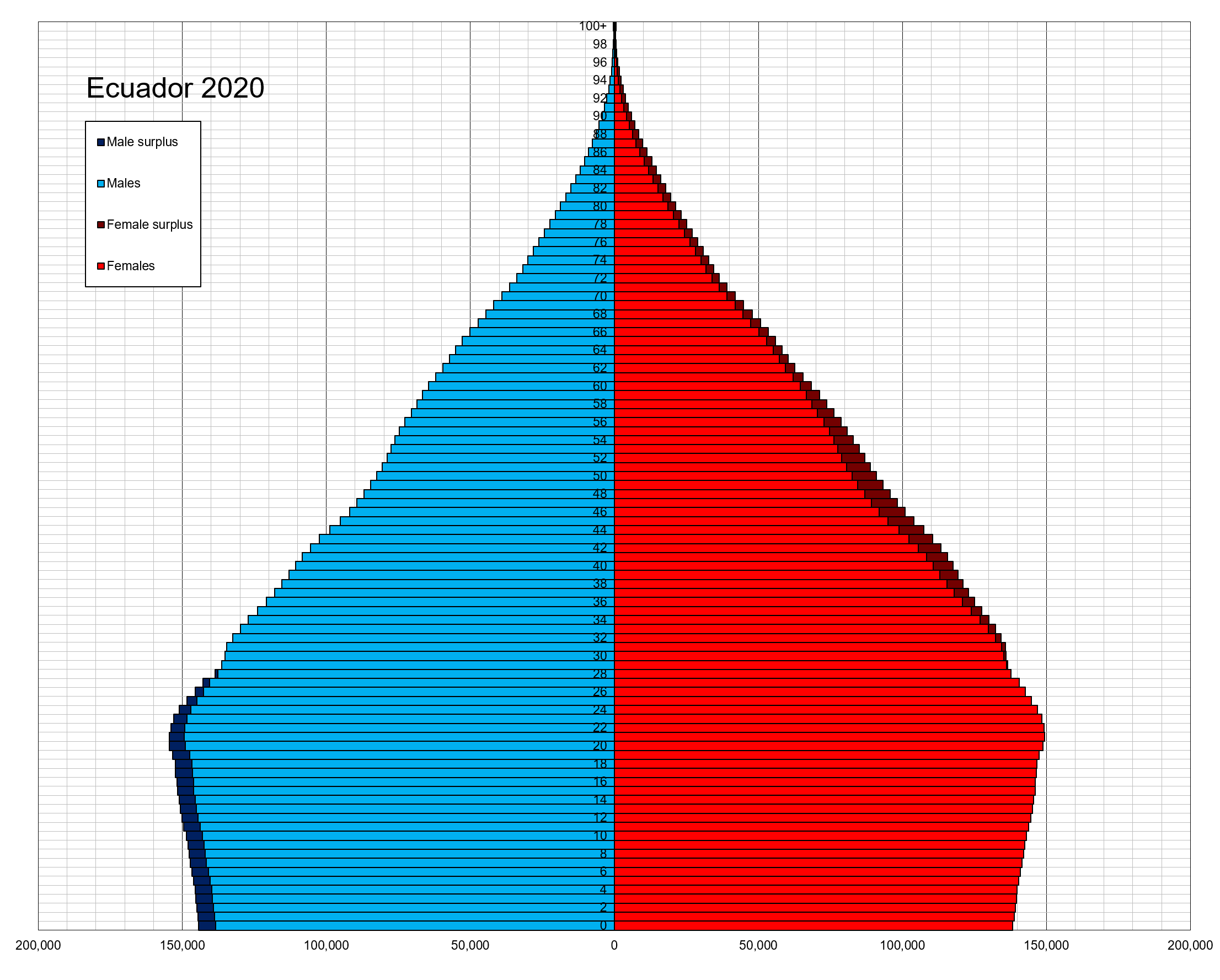
الهرم السكاني في عام 2020

يتميز سكان الإكوادور بتنوعهم العرقي، وتشير تقديرات عام 2021 إلى أن عدد سكان الإكوادور يبلغ 17,797,737 نسمة
التوزيع العرقي: 71.9% مختلطون (بين البيض والهنود الحمر)، 7.4% مونتبيو، 7.2% إكوادوريون من أصول أفريقية، 7% هنود حمر، 6.1% بيض، 0.4% آخرون.
السكان في الإكوادور هي متنوعة عرقيا. أكبر مجموعة عرقية (اعتبارا من 2010) هو المولدين، أحفاد المستعمرين الإسبان والشعوب الأصلية، والذين يشكلون 65% من السكان. الإكوادوريين البيض (الأبيض أمريكا اللاتينية)، الذين يشكلون 19% من سكان الإكوادور ويمكن العثور عليها في جميع من الإكوادور. خلال الحقبة الاستعمارية السكان البيض كانت أساسا أحفاد من إسبانيا. اليوم السكان البيض هو نتيجة ل مزيج من المهاجرين الأوروبيين، معظمهم من إسبانيا، إيطاليا، فرنسا، ألمانيا، وسويسرا الذين استقروا وتتداخل مع السكان البيض من الإكوادور في أوائل القرن العشرين. الإكوادور لديها أيضا واحدة من الأكثر وضوحا من وجود الإكوادوريين من أصل لبناني وفلسطيني (الإسلام في الإكوادور). وبالإضافة إلى ذلك، هناك صغيرة (0.4%) يهودي (الإكوادوري اليهود) السكان، الذي يستند أساسا في غواياكيل وإلى حد أقل كيتو التي تم تضمينها كجزء من السكان البيض[ ؟ ]. حساب الهنود الحمر لمدة 13% من عدد السكان الحالي. وMontubio السكان معظمهم في المناطق الريفية من المقاطعات الساحلية من إكوادور، الذين يمكن أن تصنف على أنها حساب باردو 7.4% من عدد السكان. وإكوادوريين هو الأقلية (7%) في الإكوادور، الذي يتضمن المولدين وzambos، وتستند إلى حد كبير في المحافظة ازميرالدا وإلى درجة أقل في المحافظات الساحلية المولدين predominantely من الإكوادور. في المرتفعات جبال الأنديز حيث predominantely المولدين، السكان البيض والهنود الحمر الوجود، وجود الأفريقية هو يكاد يكون معدوما باستثناء طائفة صغيرة في محافظة امبابورا يسمى وادي شوتا.

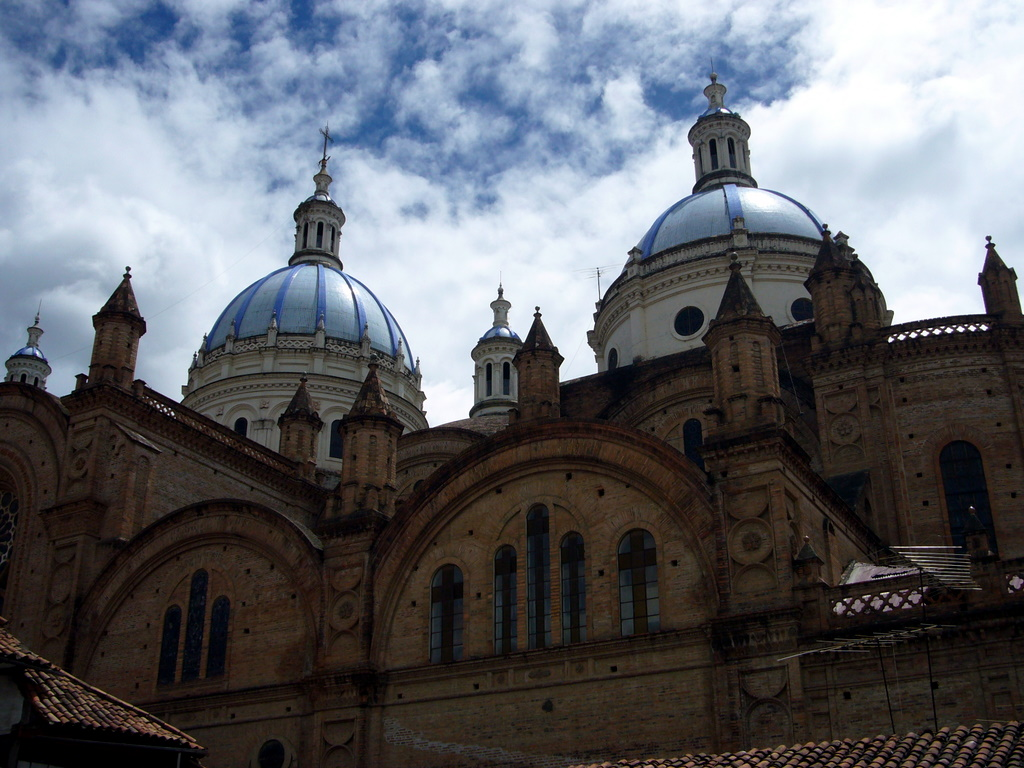
يمكن القول إن الكنيسة الأكثر دلالة من الإكوادور انها تقع في كوينكا.

### الدين
ووفقا للمعهد الوطني الإكوادوري للإحصاء والتعداد، 91.95% من سكان البلاد يكون له دين، 7.94% ملحدين و0.11% هي الملحدون. بين الناس أن يكون له دين، 80.44% من الروم الكاثوليك الطقوس اللاتينية (انظر قائمة الروماني الأبرشيات الكاثوليكية في إكوادور)، 11.30% من البروتستانت، 1.29% هم شهود يهوه و6.97% الأخرى (وخصوصا اليهود والبوذيين والمورمون).
في المناطق الريفية من الإكوادور، وsyncretized أحيانا المعتقدات الأصلية والكاثوليكية. وتستند معظم المهرجانات والمسيرات السنوية في الاحتفالات الدينية، وكثير دمج خليط من الطقوس والرموز. [بحاجة لمصدر]
هناك عدد قليل من المسيحيين الأرثوذكس الشرقيين والأديان الأصلية، المسلمين (انظر الإسلام في الإكوادور)، البوذيين والبهائيين. الإكوادور لديها عدد من أعضاء كنيسة يسوع المسيح لقديسي الأيام الأخيرة، حوالي 1.4% من السكان، أو 211165 الأعضاء في نهاية عام 2012. وفي عام 2012، كان هناك 77323 شهود يهوه في البلاد.
«المجتمع اليهودي في إكوادور» (Comunidad Judía ديل إكوادور) يقع مقرها في كيتو، ولها ما يقرب من 200 عضو. ومع ذلك، وهذا العدد آخذ في الانخفاض لأن الشباب مغادرة البلاد بالنسبة للولايات المتحدة أو إسرائيل. الجماعة لديها المركز اليهودي مع كنيس يهودي، والنادي القطري، ومقبرة. انها تؤيد «مدرسة ألبرت أينشتاين»، حيث يتم تقديم التاريخ اليهودي، الدين، والطبقات العبرية. هناك مجتمعات صغيرة جدا في كوينكا. و«Comunidad دي Culto Israelita» تجمع شمل اليهود من غواياكيل. هذا المجتمع يعمل بشكل مستقل عن «الجالية اليهودية في الإكوادور» وتتكون من 30 شخصا فقط. الزوار اليهود إلى الإكوادور يمكن أيضا الاستفادة من الموارد اليهودية لأنها السفر والحفاظ موافق للشريعة اليهودية هناك، حتى في غابات الأمازون المطيرة ويوجد في المدينة أيضا كنيس يهودي مسيحي من اليهودية.

### الأمم
يعترف الدستور الإكوادوري على «التعدد-الجنسية» من أولئك الذين يريدون ممارسة انتمائهم إلى الجماعات العرقية الأصلية الخاصة بهم. وهكذا، بالإضافة إلى الكريول، الهجناء، وإكوادوريين، وبعض الناس تنتمي إلى الأمم الأصلية منتشرة في أماكن قليلة في الساحل، كيشوا القرى الأنديز، وغابة الأمازون.

### الكثافة السكانية
غالبية الإكوادوريين يعيشون في المحافظات الوسطى وجبال الانديز، أو على طول ساحل المحيط الهادئ. لا تزال منطقة الغابات الاستوائية إلى الشرق من جبال (ش أورينت) ذات كثافة سكانية منخفضة ويحتوي على حوالي 3% فقط مدن السكان (2010)
حالة وفقا لتعداد عام 2010
| غواياكيل كيتو | 1  | غواياكيل      | غاياس      | 2,600,000 | كوينكا سانتو دومينغو |
| غواياكيل كيتو | 2  | كيتو          | بيتشينتشا  | 2,100,000 | كوينكا سانتو دومينغو |
| غواياكيل كيتو | 3  | كوينكا        | أزواي      | 550,000   | كوينكا سانتو دومينغو |
| غواياكيل كيتو | 4  | سانتو دومينغو | ساشيليز    | 305,000   | كوينكا سانتو دومينغو |
| غواياكيل كيتو | 5  | ماتشالا       | إل أورو    | 240,000   | كوينكا سانتو دومينغو |
| غواياكيل كيتو | 6  | دوران         | غاياس      | 235,000   | كوينكا سانتو دومينغو |
| غواياكيل كيتو | 7  | بورتوفيخو     | مانابي     | 225,000   | كوينكا سانتو دومينغو |
| غواياكيل كيتو | 8  | مانتا         | مانابي     | 217,000   | كوينكا سانتو دومينغو |
| غواياكيل كيتو | 9  | لوخا          | لوخا       | 185,000   | كوينكا سانتو دومينغو |
| غواياكيل كيتو | 10 | أمباتو        | تونغوراهوا | 178,000   | كوينكا سانتو دومينغو |

### الهجرة والنزوح
صغيرة شرق مجتمع لاتيني الآسيوية، تقدر بنحو 2,500، يتكون أساسا من هذه النسب من اليابانية والصينية، التي وصلت إلى عمال المناجم، وعمال المزرعة والصيادين في أواخر القرن 19th الأجداد.
في السنوات الأولى من الحرب العالمية الثانية، لا يزال اعترف إكوادور عدد معين من المهاجرين، وعام 1939، عندما رفضت العديد من دول أمريكا الجنوبية لقبول 165 لاجئ يهودي من ألمانيا على متن السفينة كوينجشتاين، منحت الإكوادور منهم تصاريح دخول.

## الثقافة

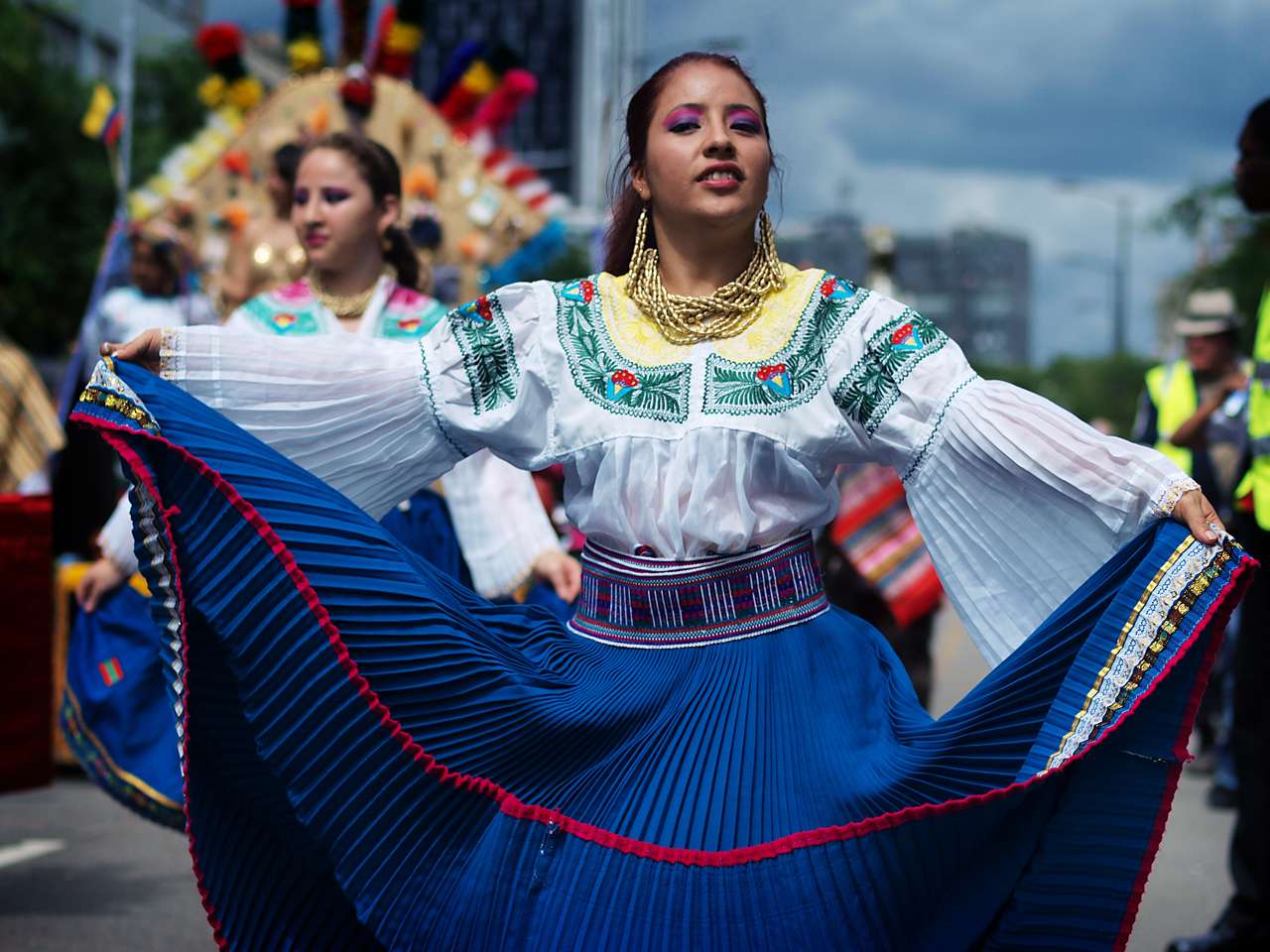
المولدين امرأة في الملابس الإكوادوري المشاركة في عام 2010 كرنفال ديل بويبلو

يتم تعريف الثقافة السائدة في الإكوادور التي لها إسباني المولدين الأغلبية، و، مثل أسلافهم، فمن تقليديا من التراث الإسباني، أثرت بدرجات مختلفة من قبل الهنود الحمر والتقاليد في بعض الحالات من قبل عناصر الأفريقية. تتألف الموجة الأولى والأكثر جوهرية من الهجرة الحديثة إلى الإكوادور من المستعمرين الإسبان، بعد وصول الأوروبيين في 1499. هاجر عدد أقل من غيرهم من الأوروبيين والأمريكيين الشماليين إلى البلاد في أواخر القرن 19 وأوائل القرن العشرين، وبأعداد أقل والبولنديين والليتوانيين والإنجليزية والأيرلندية، والكروات أثناء وبعد الحرب العالمية الثانية.

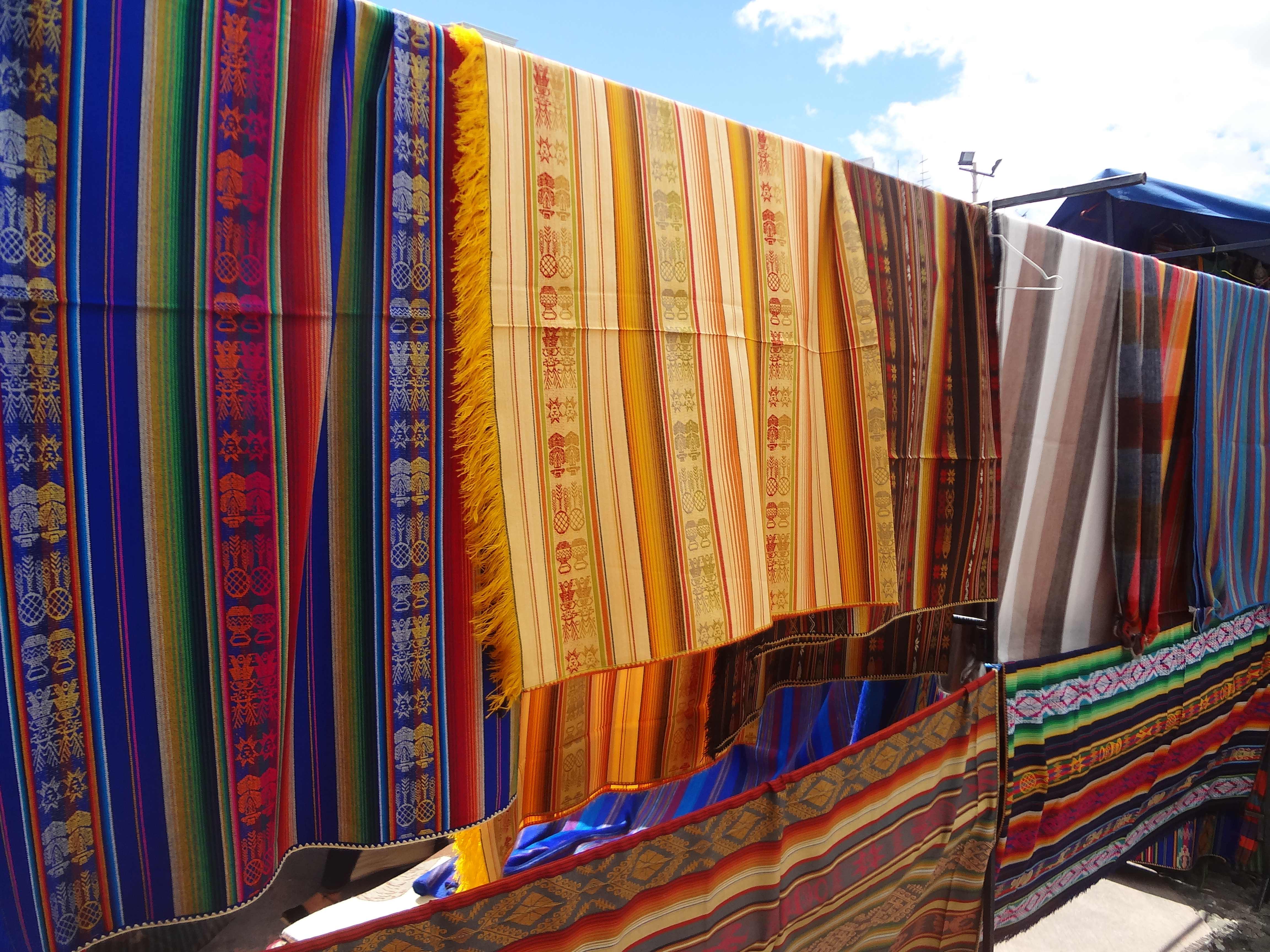
صوف الألبكة الغزل والنسيج في اوتافالو السوق الحرفي في جبال الأنديز جبال، إكوادور

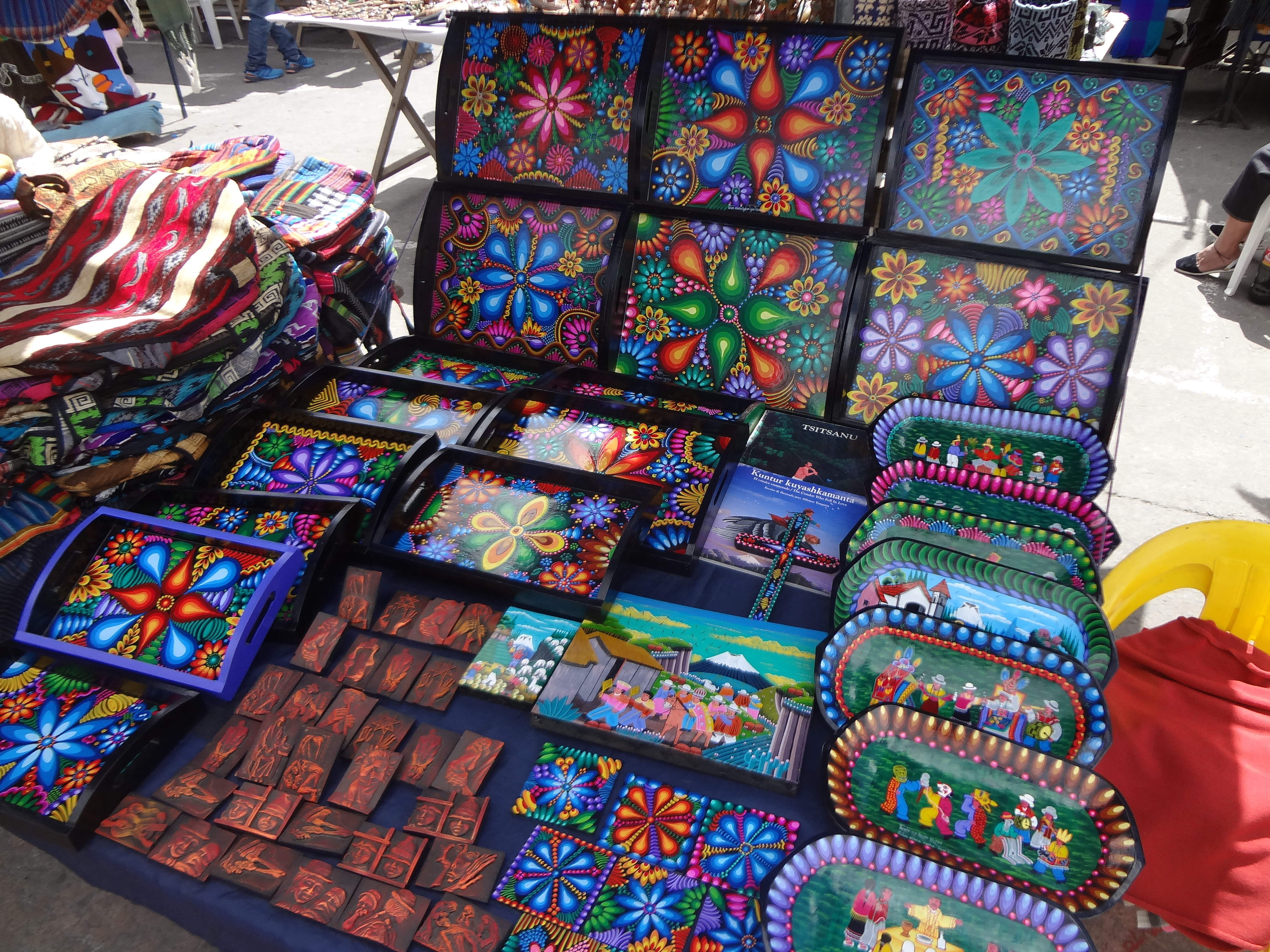
من ناحية رسم الحرف اليدوية في السوق الحرفي اوتافالو

منذ العبودية الأفريقية لم يكن القوى العاملة من المستعمرات الأسبانية في جبال الأنديز في أمريكا الجنوبية، وبالنظر إلى إخضاع السكان الأصليين من خلال التبشير الملائكي وencomiendas، عُثِر على الأقلية من أصل أفريقي معظمهم في محافظة شمال الساحلية ازميرالدا. وهذا يرجع إلى حد كبير إلى حطام سفينة من القرن 17 من جاليون تجارة الرقيق قبالة الساحل الشمالي من الإكوادور. سبح القلائل الناجين من الأفارقة السود إلى الشاطئ وتوغلوا في الغابة ثم سميكة تحت قيادة انطون، رئيس المجموعة، حيث ظلوا كما الرجال الأحرار الحفاظ على ثقافتهم الأصلية، لا يتأثر عناصر نموذجية وجدت في المحافظات الأخرى من الساحل أو في منطقة الأنديز. وبعد ذلك بقليل، العبيد الهاربين من كولومبيا المعروفة باسم cimarrones انضم اليهم. في وادي شوتا صغير من محافظة امبابورا توجد جالية صغيرة من الأفارقة بين سكان المقاطعة في الغالب المولدين. هذه السود هم أحفاد الأفارقة، الذين جلبوا أكثر من كولومبيا من قبل اليسوعيون إلى عملهم مزارع قصب السكر الاستعمارية كعبيد. كقاعدة عامة، وعناصر صغيرة من zambos والخلاسيين تعايشت بين السكان المولدين الساحقة من الإكوادور الساحلية طوال تاريخها كما عمال مناجم الذهب في لوخا، Zaruma، وزامورا وشركات بناء السفن كما وعمال المزارع حول مدينة غواياكيل. اليوم يمكنك العثور على جماعة صغيرة من الأفارقة في وادي Catamayo من السكان في الغالب من المولدين وخا.
يتم دمج مجتمعات السكان الأصليين في الإكوادور في الثقافة السائدة بدرجات متفاوتة، ولكن قد يكون بعض أيضا ممارسة ثقافاتهم الأصلية الخاصة، ولا سيما مجتمعات السكان الأصليين النائية من حوض الأمازون. يتحدث الإسبانية كلغة أولى من قبل أكثر من 90% من السكان، وكلغة أولى أو الثانية أكثر من 98%. يمكن جزء من السكان في الإكوادور يتكلمون لغات الهنود الحمر، في بعض الحالات كلغة ثانية. اثنين في المئة من السكان يتحدثون لغات الهنود الحمر فقط.

### اللغة
معظم الإكوادوريين يتكلمون الإسبانية، على الرغم من التحدث بعدة لغات الهنود الحمر، مثل كيشوا (المعروف أيضا باسم الكيتشوا)، التي تعد واحدة من اللغات Quechuan ويتحدث بها ما يقرب من 2.5 مليون شخص في الإكوادور، وكولومبيا، وبيرو. لغات الهنود الحمر أخرى تحدث في الإكوادور تشمل Awapit (التي يتحدث بها العوا)، A'ingae (التي يتحدث بها Cofan)، الشوار Chicham (التي يتحدث بها الشوار)، أشوار-Shiwiar (التي يتحدث بها أشوار وShiwiar)، شبلا عشي (التي يتحدث بها شاشي)، Tsafiki (التي يتحدث بها Tsáchila)، Paicoca (التي يتحدث بها Siona وSecoya)، وواو Tededeo (التي يتحدث بها Waorani). رغم أن معظم ملامح الإكوادوري الإسبانية هي تلك العالمي إلى العالم الناطقة باللغة الإسبانية، وهناك العديد من الخصوصيات.

### الموسيقى

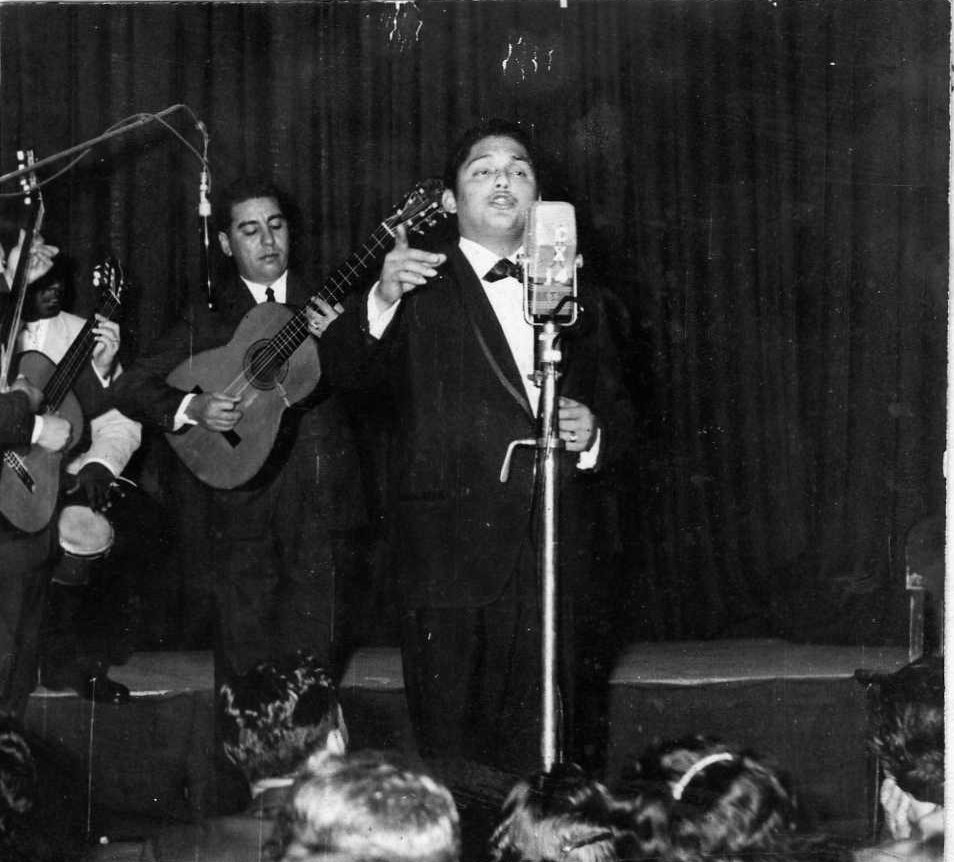
خوليو جاراميلو هو رمز للموسيقى.

الموسيقى من الإكوادور لديها تاريخ طويل. Pasillo هو النوع من الموسيقى اللاتينية الأصليين. في الإكوادور هو «النوع الوطني للموسيقى». خلال السنوات الماضية، قد أثرت العديد من الثقافات لتأسيس أنواع جديدة من الموسيقى. وهناك أيضا أنواع مختلفة من الموسيقى التقليدية مثل albazo، pasacalle، الثعلب incaico، tonada، capishca، بومبا، التي أنشئت للغاية في المجتمعات المنحدرين من أصل أفريقي، وهلم جرا. Tecnocumbia وRockola أمثلة واضحة على تأثير الثقافات الأجنبية. واحدة من الأشكال الأكثر تقليدية من الرقص في الإكوادور هي سان خوانيتو. انها في الأصل من شمال الإكوادور (اوتافالو-امبابورا). Sanjuanito هو الموسيقى راقص المستخدمة في الاحتفالات الثقافات المولدين والشعوب الأصلية. وفقا لعازف الموسيقى الإكوادوري لويس مورينو سيغوندو، ورقصت Sanjuanito من قبل السكان الأصليين خلال عيد سان خوان باوتيستا. أنشئ هذا التاريخ مهم من قبل الإسبان في 24 حزيران، قبيل الصدفة نفس التاريخ الذي يحتفل به السكان الأصليين شعائرهم من انتي رايمي.

### المطبخ

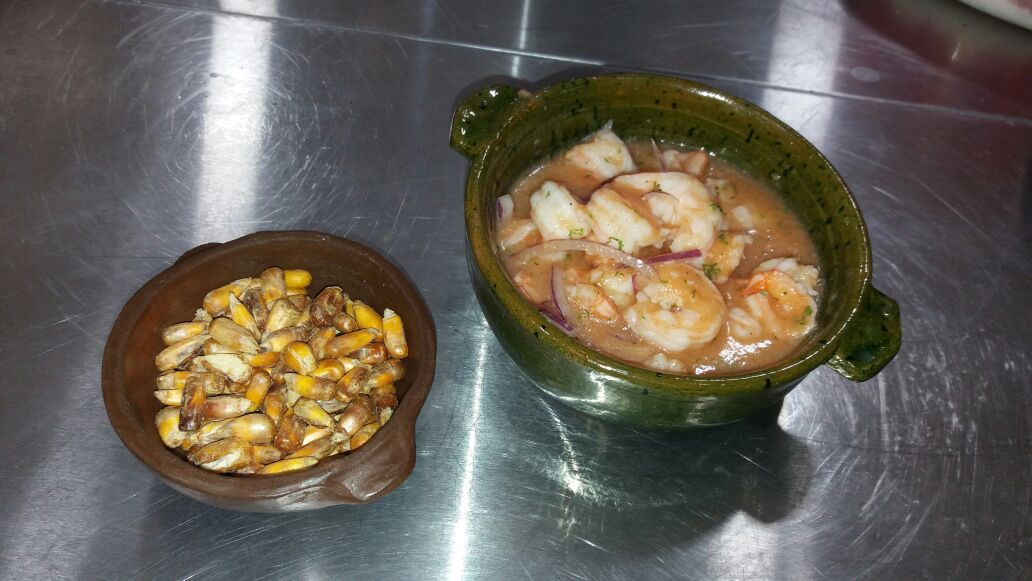
سيفيتشي إكوادوري، مصنوع من الروبيان والليمون والبصل والطماطم وبعض الأعشاب. تُستخدم صلصة الطماطم والخردل والبرتقال في بعض الأماكن، ولكنها لا تشكل جزءًا من الوصفة الأساسية

المطبخ الإكوادوري هي متنوعة، متباينة مع ارتفاع والظروف الزراعية المرتبطة بها. معظم المناطق في الإكوادور اتباع وجبة الدورة التدريبية ثلاثة التقليدية من الحساء، وبالطبع يتضمن الأرز والبروتين، ومن ثم الحلوى والقهوة ومشروب البينول وطحين الماتشيكا حتى النهاية. العشاء هو عادة أخف وزنا ويتكون أحيانا فقط من القهوة أو الشاي بالاعشاب مع الخبز.
في منطقة المرتفعات، ولحم الخنزير، والدجاج، ولحم البقر، وcuy (خنزير غينيا) هي شعبية ويتم تقديم مجموعة متنوعة من الحبوب (خاصة الأرز[ ؟ ] والذرة) أو البطاطا.
في المنطقة الساحلية، والمأكولات البحرية تحظى بشعبية كبيرة، مع الأسماك، والروبيان، ونستمتع كونها أجزاء رئيسية من النظام الغذائي. عموما، يتم تقديم سيفيتشيس مع الموز المقلي (chifles patacones Y)، الفشار، أو tostado. [بحاجة لمصدر] لسان الحمل والقائم على الفول السوداني الأطباق هي أساس معظم وجبات الطعام الساحلية. Encocados (الأطباق التي تحتوي على صلصة جوز الهند) هي أيضا شعبي جدا. كاراسكو هو الغذاء الرئيسي في المنطقة الساحلية، وخاصة غواياكيل. آروز الاشتراكات menestra Y كارني اسادا (الأرز مع الفاصوليا واللحم البقري المشوي) هي واحدة من الأطباق التقليدية من غواياكيل، كما هو الموز المقلي، والتي غالبا ما تقدم مع ذلك. هذه المنطقة هي المنتج الرئيسي من الموز، حبوب الكاكاو (لجعل الشوكولاته)، والجمبري، البلطي، والمانجو، والفواكه العاطفة، وبين غيرها من المنتجات.
في منطقة الأمازون، من دعائم النظام الغذائي هو يوكا، ودعا في مكان آخر الكسافا. العديد من الفواكه المتوفرة في هذه المنطقة، بما في ذلك الموز والعنب شجرة، والنخيل الخوخ.

### الأدب

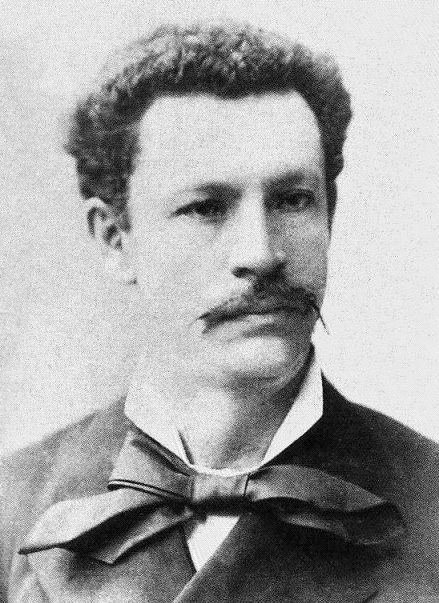
خوان مونتالفو

وقد تأثر الأدب في وقت مبكر في الإكوادور الاستعمارية، كما هو الحال في بقية أمريكا الإسبانية، من قبل الإسبان العصر الذهبي. واحد من أقرب الأمثلة هو جاسينتو، وهو رئيس الأصلية من قرية في شمال ايبارا اليوم، ولدت في 1600s في وقت متأخر. وعلى الرغم من القمع والتمييز في وقت مبكر من الشعب الأصلي من قبل الإسبان، علمت Collahuazo القراءة والكتابة في اللغة القشتالية، ولكن كانت مكتوبة عمله في كيتشوا. وحظرت استخدام Quipu من قبل الإسبان، وحفاظا على عملهم، كان العديد من الشعراء الإنكا إلى اللجوء إلى استخدام الأبجدية اللاتينية لكتابة في لغة الكيشوا الأصلية الخاصة بهم. التاريخ وراء الإنكا الدراما " Ollantay "، أقدم قطعة أدبية في وجود ل أية لغة السكان الأصليين في أمريكا، أسهم بعض أوجه الشبه مع عمل Collahuazo. سجنت Collahuazo وجميع من عمله أحرقت. جاء وجود أعماله الأدبية إلى النور قرون عديدة في وقت لاحق، عندما طاقم من عمال البناء واستعادة جدران كنيسة الاستعمارية في كيتو، ووجدت مخطوطة المخفية. جزء إنقاذها هي الترجمة الإسبانية من كيشوا من «مرثية إلى الميت من آتاهوالبا», قصيدة كتبها Collahuazo، الذي يصف الحزن والعجز الجنسي للشعب الإنكا الذي أضاع ملكهم أتاهوالبا.
وتشمل الكتاب الإكوادوري في وقت مبكر الأخرى اليسوعيون خوان باوتيستا أغيري، الذي ولد في Daule في 1725، والأب خوان دي فيلاسكو، ولد في ريوبامبا في 1727. دي فيلاسكو كتب عن الأمم ومشيخات التي كانت موجودة في مملكة كيتو (الإكوادور اليوم) قبل وصول الإسبان. حساباته التاريخية القومية، ويضم منظور رومانسي من التاريخ كانت موجودة قبل الاستعمار.
وتشمل الكتاب الشهير من أواخر وأوائل الفترة الاستعمارية جمهورية أوجينيو اسبيخو وطابعة والمؤلف الرئيسي لل صحيفة في أول الإكوادوري الاستعمارية مرات؛ خوسيه خواكين دي أولميدو (ولد في غواياكيل)، وتشتهر قصيدة له إلى سيمون بوليفار بعنوان فيكتوريا دي جونين؛ خوان مونتالفو، وهو كاتب بارز والروائي؛ خوان ليون ميرا، وتشتهر عمله " Cumanda " أو «مأساة بين الهمج» والنشيد الوطني الإكوادوري؛ خوان مارتينيز A. A مع لوس انجليس لكوستا '؛، دولوريس Veintimilla; والآخرين.
وتشمل الكتاب الإكوادورية المعاصرة الروائي خورخي انريكي عضوم، والشاعر خورخي اندرادي كاريرا، وكاتب مقالات بنجامين كاريون؛ الشعراء ميداردو الملاك سيلفا، خورخي اندرادي كاريرا، ولويس البرتو Costales؛ الروائي انريكي جيل جيلبرت؛ الروائي خورخي إيكازا (مؤلف رواية Huasipungo، وترجم إلى العديد من اللغات)، ومؤلف كتاب القصة القصيرة بابلو بالاسيو؛ والروائي أليسيا يانيز كوسيو.

### الفن
أنماط الفن أشهرها من الإكوادور ينتمي إلى ايسكويلا Quiteña، التي تطورت من 16 إلى 18 قرون، والأمثلة منها على العرض في مختلف الكنائس القديمة في كيتو. وتشمل الرسامين الإكوادوري ادواردو كينجمان، أوزفالدو Guayasamín، وكاميلو ايجاس من حركة الشعوب الأصلية؛ مانويل ريندون، خايمي زاباتا، انريكي طبارة أنيبال فيلاسيس، ثيو Constanté، ليون Ricaurte، لويس موليناري، أراشيلي جيلبرت، جوديث جوتيريز، فيليكس Arauz، واستواردو مالدونادو من حركة الشكلي؛ ولويس بورغوس فلور مع نظيره مجردة، على غرار مستقبلية. السكان الأصليين في Tigua، إكوادور، هي أيضا ذات الشهرة العالمية لوحاتهم التقليدية.

### الرياضة

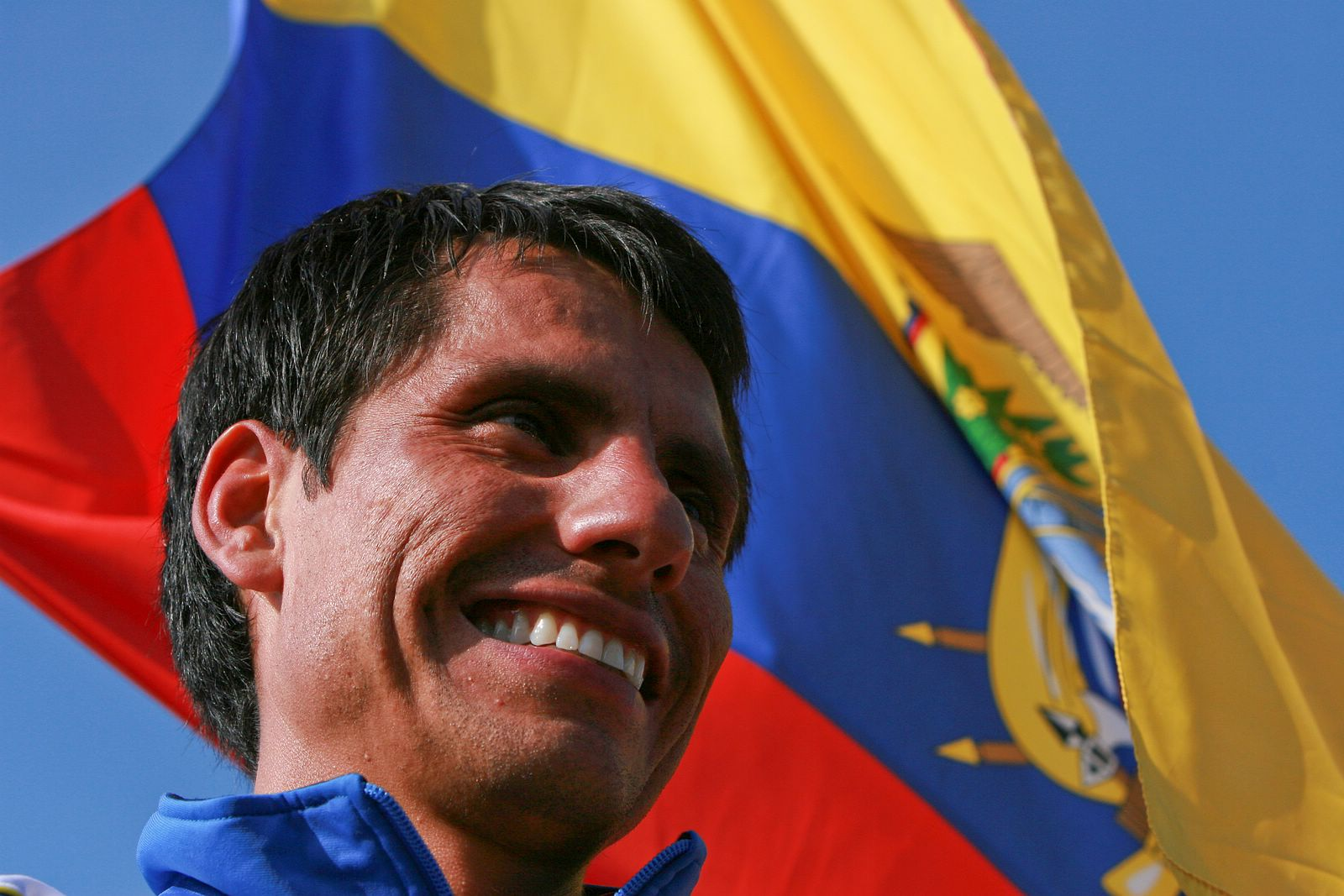
جيفرسون بيريز، الميدالية الذهبية في الألعاب الأولمبية

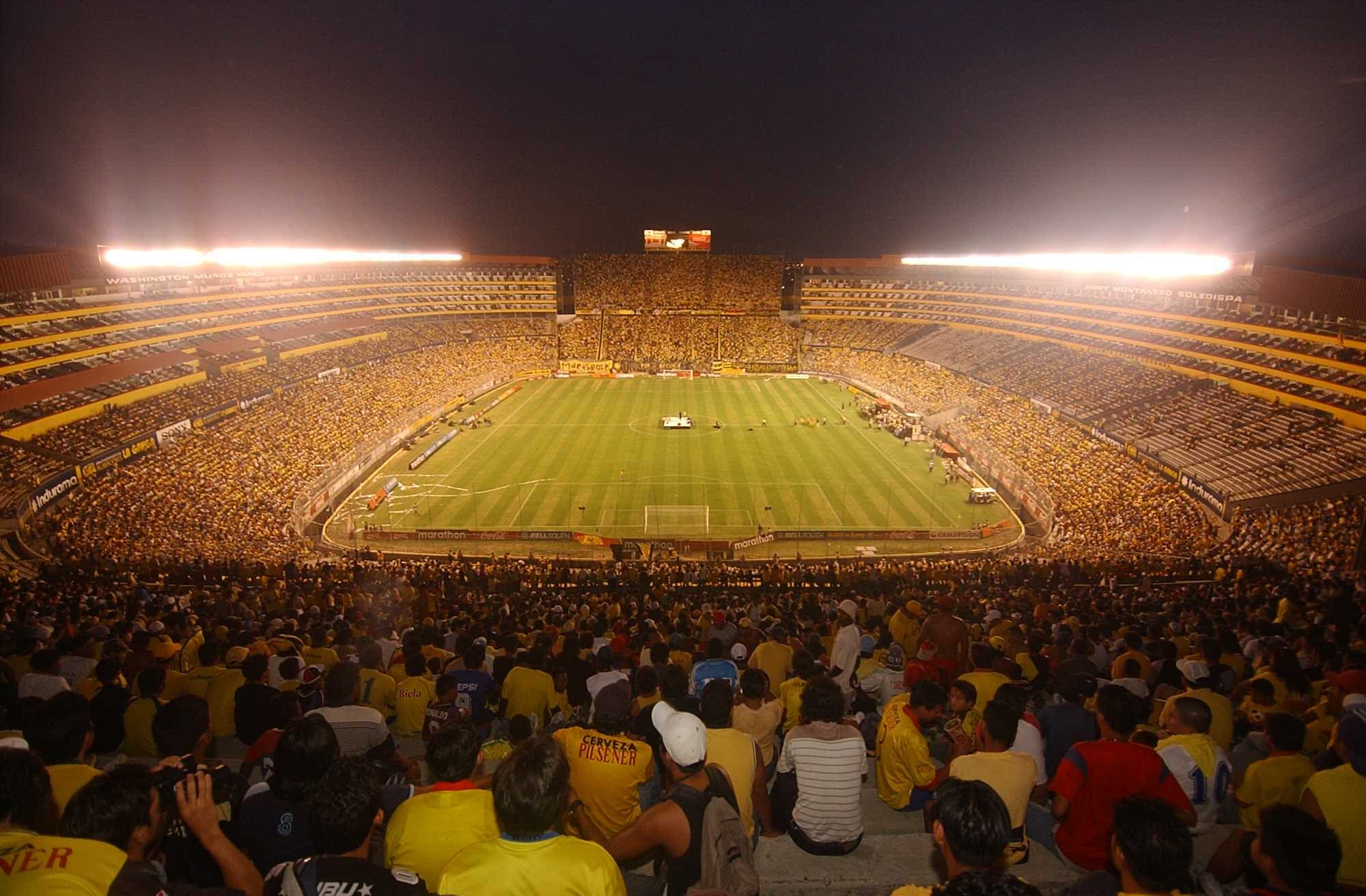
ملعب الأثرية دي غواياكيل.

الرياضة الأكثر شعبية في الإكوادور، كما هو الحال في معظم دول أمريكا الجنوبية، هو كرة القدم. وتشمل فرق محترفة أشهرها برشلونة وإيميليك من غواياكيل؛ ليغا كيتو، ديبورتيفو كيتو، وناسيونال من كيتو؛ أولميدو من ريوبامبا؛ وديبورتيفو كوينكا من كوينكا. حاليا فريق كرة القدم الأكثر نجاحا في الإكوادور ليغا كيتو، وأنه هو الفريق الإكوادوري الوحيد الذي فاز بكأس ليبرتادوريس، وكأس أندية أمريكا الجنوبية، وRecopa أندية أمريكا الجنوبية، وكانوا أيضا الوصيف في كأس العالم 2008 للأندية FIFA. مباريات المنتخب الوطني الإكوادوري هي الأحداث الرياضية الأكثر مشاهدة في البلاد. تأهلت الإكوادور للادوار النهائية من كل من بطولتي كأس العالم لكرة القدم 2002 و2006. واعتبرت حملة كأس العالم 2002 تصفيات نجاحا كبيرا لهذا البلد وسكانه. أنهى الإكوادور في 2nd مكان في التصفيات المؤهلة لنهائيات الأرجنتين وراء وفوق فريق التي من شأنها أن تصبح بطل العالم والبرازيل. في كأس العالم لكرة القدم 2006، والانتهاء من الإكوادور قبل بولندا وكوستاريكا ل تأتي في المرتبة الثانية ل ألمانيا في المجموعة الأولى في نهائيات كأس العالم 2006. كرة القدم داخل الصالات، وغالبا ما يشار إليها باسم INDOR، تحظى بشعبية خاصة للمشاركة الجماعية.
وهناك اهتمام كبير في كرة المضرب في الطبقات المتوسطة والعليا من المجتمع الإكوادوري، والعديد من اللاعبين المحترفين الإكوادوري قد بلغ شهرة عالمية. كرة السلة لديه مكانة عالية، في حين تشمل تخصصات الإكوادور إكوا كرة الطائرة، والاختلاف من ثلاثة أشخاص من الطائرة. يمارس مصارعة الثيران على المستوى المهني في كيتو، خلال الاحتفالات السنوية التي إحياء ذكرى تأسيس الإسبانية من المدينة، ويتميز أيضا في المهرجانات في العديد من المدن الصغيرة. عُثِر على اتحاد الرجبي إلى حد ما في الإكوادور، مع فرق في غواياكيل، كيتو، وكوينكا.
وقد فازت الإكوادور اثنين فقط من الميداليات في دورة الألعاب الأولمبية، سواء التي اكتسبتها 20 كم (12 ميل) جيفرسون بيريز racewalker، الذي تولى الذهب في عام 1996 والألعاب والفضة بعد مرور 12 عاما. أيضا تعيين بيريز عالم أفضل لاعب في بطولة العالم لل 01:17:21 2003 لل 20 كم (12 ميل) عن بعد.

## الرعاية الصحة

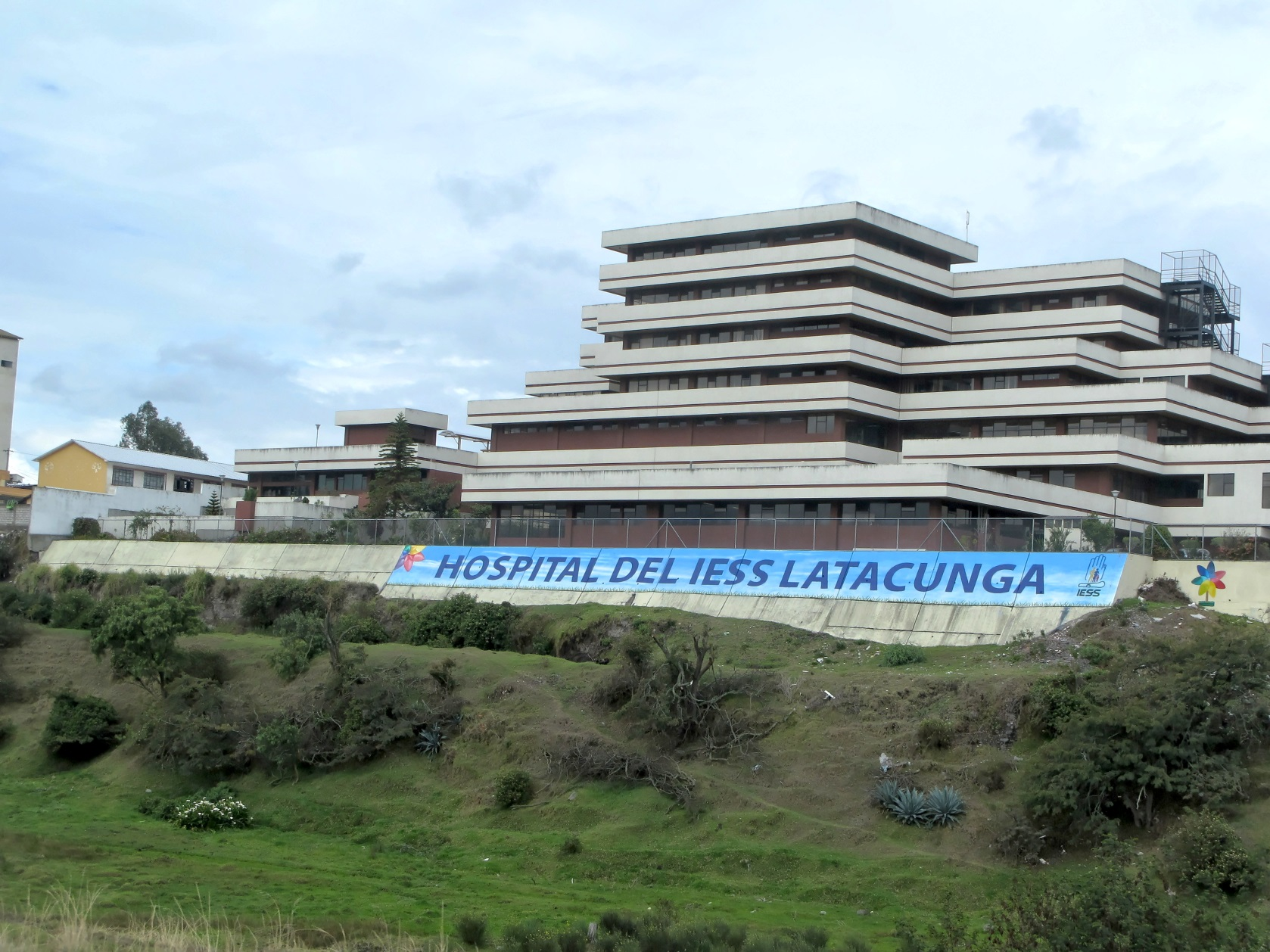
مستشفى نظام المؤسسة في اتاكونغا.

الهيكل الحالي لنظام الرعاية الصحية العامة الإكوادورية يعود تاريخها إلى عام 1967. وزارة الصحة العامة (الوزارة دي السعود PUBLICA ديل إكوادور) هي الجهة المسؤولة عن تنظيم وإنشاء سياسات الصحة العامة وخطط الرعاية الصحية. ويعين وزير للصحة العامة مباشرة من قبل رئيس الجمهورية. الوزير الحالي، أو الإكوادوري جراح عام، هو كارينا فانس.
فلسفة وزارة الصحة العامة هي الدعم الاجتماعي والخدمات للسكان الأكثر ضعفا، وخطة عملها الرئيسي يكمن حول الصحة المجتمعية والطب الوقائي.
يسمح نظام الرعاية الصحية العامة في أن يعامل المرضى بدون موعد في المستشفيات العامة من قبل الجمهور الممارسين العامين والمختصين في العيادة الخارجية (مستشارية الظاهر) دون أي تكلفة. ويتم ذلك في أربعة تخصصات أساسية أمراض الأطفال، أمراض النساء، عيادة الطب، والجراحة. وهناك أيضا المستشفيات العامة المتخصصة لعلاج الأمراض المزمنة، تستهدف مجموعة معينة من السكان، أو تقديم علاج أفضل في بعض التخصصات الطبية. بعض الأمثلة في هذه المجموعة هي المستشفيات النسائية، أو Maternities، مستشفيات الأطفال، المستشفيات الشيخوخة، ومعاهد الأورام.
على الرغم من العثور المستشفيات العامة المجهزة تجهيزا جيدا في المدن الكبرى أو عواصم المحافظات، وهناك المستشفيات الأساسية في المدن الصغيرة والمدن كانتون للتشاور الأسرة الرعاية والعلاج في طب الأطفال وأمراض النساء والطب السريري، والجراحة.
عُثِر على مراكز الرعاية الصحية المجتمعية (Centros دي السعود) داخل المناطق الحضرية من المدن وفي المناطق الريفية. هذه هي المستشفيات اليوم التي توفر العلاج للمرضى الذين المستشفى هو أقل من 24 ساعة. والأطباء المكلفين للمجتمعات الريفية، حيث السكان من السكان الأصليين يمكن أن تكون كبيرة، لديها عيادات صغيرة تحت مسؤوليتهم لعلاج المرضى في نفس الأزياء مثل المستشفيات اليوم في المدن الكبرى. العلاج في هذه الحالة تحترم ثقافة المجتمع.
يجب عدم الخلط بين نظام الرعاية الصحية العامة مع الخدمة الاجتماعية والرعاية الصحية الأمن الإكوادورية، والتي تكرس نفسها للأفراد مع العمالة الرسمية، وتبعيتهم اجباريا من خلال أرباب عملهم. المواطنين مع عدم وجود العمالة الرسمية ما زالت تسهم في نظام الضمان الاجتماعي طوعا والحصول على الخدمات الطبية التي يقدمها نظام الضمان الاجتماعي. المعهد الإكوادوري للضمان الاجتماعي (نظام المؤسسة) لديها العديد من المستشفيات الكبرى والمراكز الطبية الفرعية تحت إدارتها في مختلف أنحاء البلاد.
تحتل الإكوادور حاليا 20، في معظم البلدان كفاءة الرعاية الصحية، مقارنة ب 111 مرة أخرى في عام 2000 الإكوادوريين يكون متوسط العمر المتوقع من 75.6 سنة. معدل وفيات الرضع هو 13 لكل 1,000 ولادة حية، تحسن كبير من ما يقرب من 76 في 1980s في وقت مبكر، و140 في عام 1950. 23% من الأطفال دون سن الخامسة يعانون من سوء التغذية المزمن. السكان في بعض المناطق الريفية لا يستطيعون الحصول على المياه الصالحة للشرب، ويتوفر العرض من قبل يعني من صهاريج المياه. هناك 686 حالات الملاريا لكل 100,000 شخص. تم تقديم الرعاية الصحية الأساسية، بما في ذلك زيارات الطبيب، والعمليات الجراحية الأساسية، والأدوية الأساسية، مجانا منذ عام 2008. ومع ذلك، بعض المستشفيات العامة في حالة سيئة وتفتقر غالبا ما يكون ضروريا إمدادات لحضور ارتفاع الطلب من المرضى. المستشفيات والعيادات الخاصة هي مجهزة تجهيزا جيدا ولكن لا تزال باهظة الثمن بالنسبة لغالبية السكان.

## التعليم

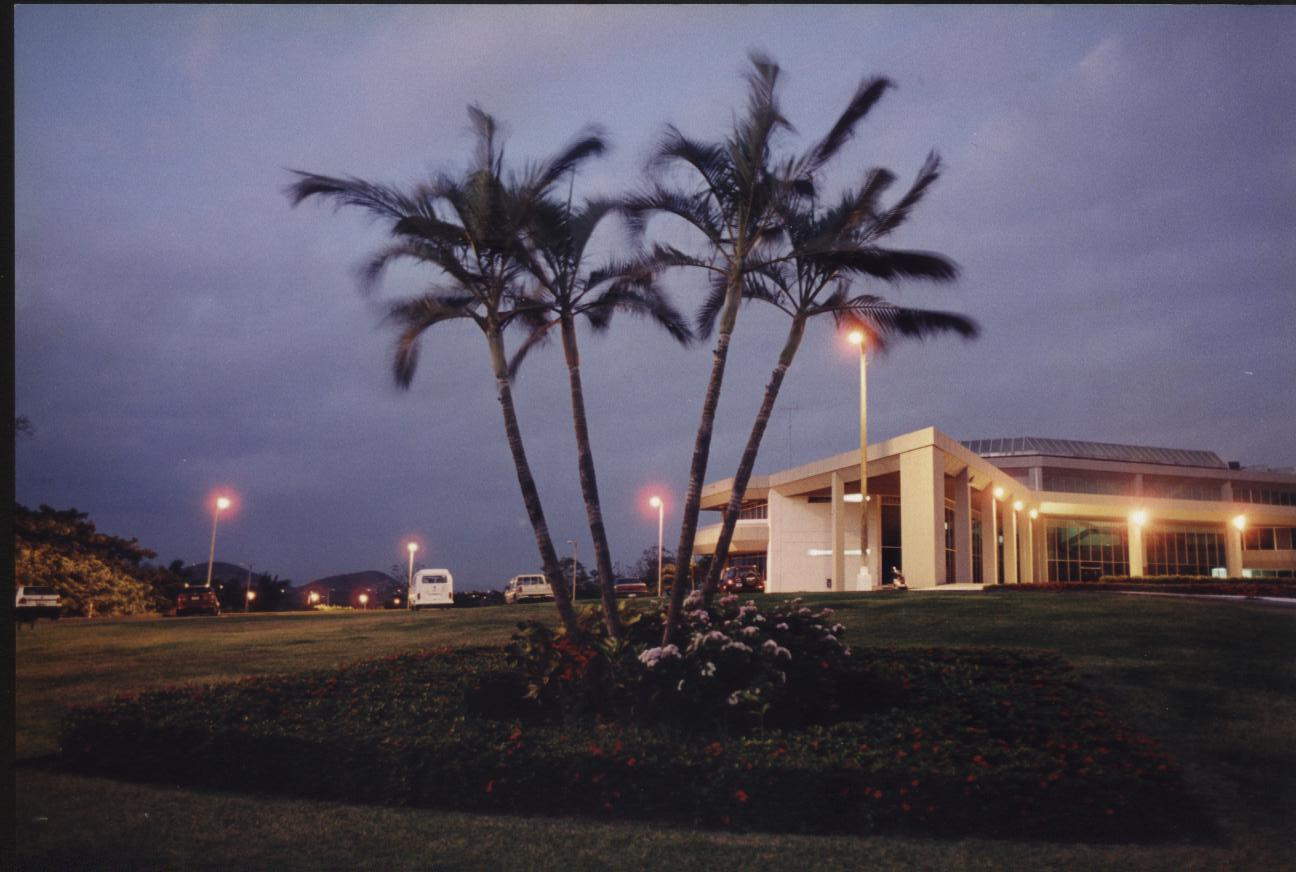
مستودع - غواياكيل

بين التقليدية درجات محطة الممنوحة يمكن ملاحظة دكتوراه في الطب والقانون والهندسة أو المدارس، والفيزياء، والكيمياء، والرياضيات أو العلوم التطبيقية أو معاهد لل تكنولوجيا. هذه الدرجات محطة، كما في حالة دكتوراه في بلدان أخرى، كان الشرط الرئيسي للفرد أن تكون مقبولة في الأوساط الأكاديمية كأستاذ أو الباحث. في المجال المهني، وعلى درجة المحطة التي تمنحها مؤسسة معتمدة تقدم تلقائيا على الرخصة المهنية للفرد.
ومع ذلك، في عام 2004، بدأ المجلس القومي للتعليم العالي (CONESUP)، وإعادة تنظيم جميع المخططات منح الدرجات العلمية من الجامعات المعتمدة من أجل زوج لها مع نظيراتها الأجنبية. تسبب في الهيكل الجديد لبعض المهن إسقاط من المواضيع، والائتمانات، أو حتى اسم الدبلومات الممنوحة سابقا. تم استبدال محطة درجة في القانون، المعروف سابقا باسم JD دكتوراة (طبيب EN Jurisprudencia) من قبل واحدة من abogado (المحامي) مع استثناء من تعديل عدد من الاعتمادات ل تساوي بينه وبين الحصول على شهادة البكالوريوس. في نفس الشكل ل كلية الطب، والوقت اللازم للتعليم وخفضت كثيرًا من تسع سنوات (الحد الأدنى اللازم للحصول على لقب MD في الطب والجراحة) إلى ما يقرب من خمسة، مع توفير بأن دبلوم ليس محطة بعد الآن، وويرد ذلك مع لقب الطبية (مسعف). ولذلك، MD أو دكتوراه في الطب هو فقط التي يمكن الحصول عليها في الخارج حتى الجامعات ضبط أنفسهم إلى منح المخططات والمناهج الدراسية كما في نظيراتها الأجنبية. ومع ذلك، فإن «الطبية» يمكن أن تبدأ مهنة طبيب الأسرة أو طبيب الطب العام.

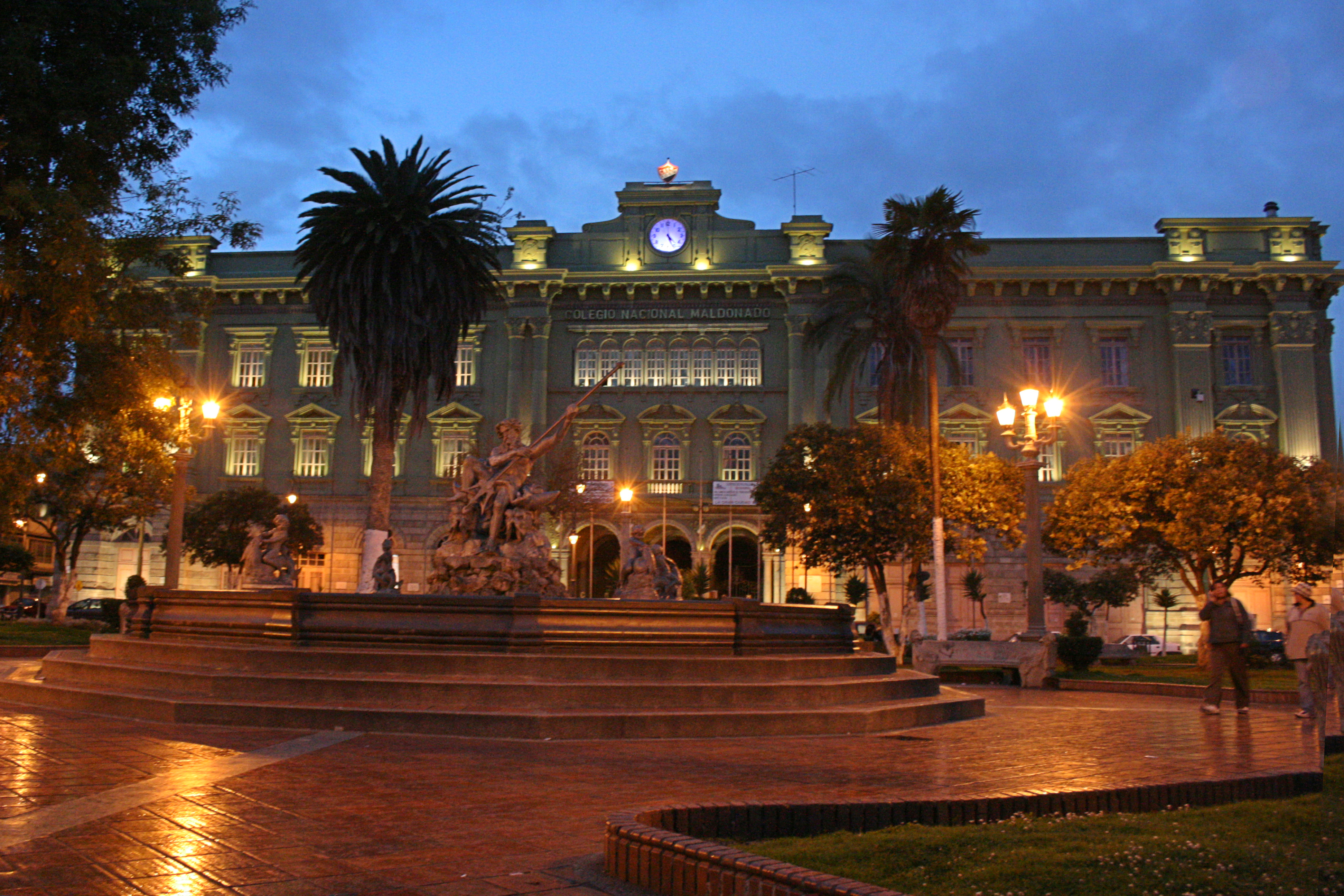
مدرسة مالدونادو العليا ريوبامبا

عملية إعادة التنظيم هذه جديدة، على الرغم من أن طموح جدا، تفتقر إلى المسار الصحيح إلى تجانس الشهادات للمهنيين المتعلمين تعليما عاليا تخرج في البلد أو حتى بالنسبة ل تلك التي تخرج في المؤسسات الأجنبية. كان واحدا من نقاط النزاع فرض الحصول على درجات علمية من الخارج إلى الأكاديميين الحالي. كما هو الحال اليوم، ودرجة الماجستير هو شرط للحفاظ على مكانة الأكاديمية وعلى الأقل على درجة الدكتوراه الأجانب لتحقيق أو الإبقاء على حالة رئيس الجامعة (رئيس الجامعة) أو décano (عميد). للباحثين الإكوادوري والعديد من الأكاديميين الذين تدربوا في البلد، بدا هذه اللائحة غير منطقية، مخيبة للآمال، وغير قانوني لأنه يبدو مسألة تعارض اسم العنوان بدلا من التخصص أو تقدم العلوم.

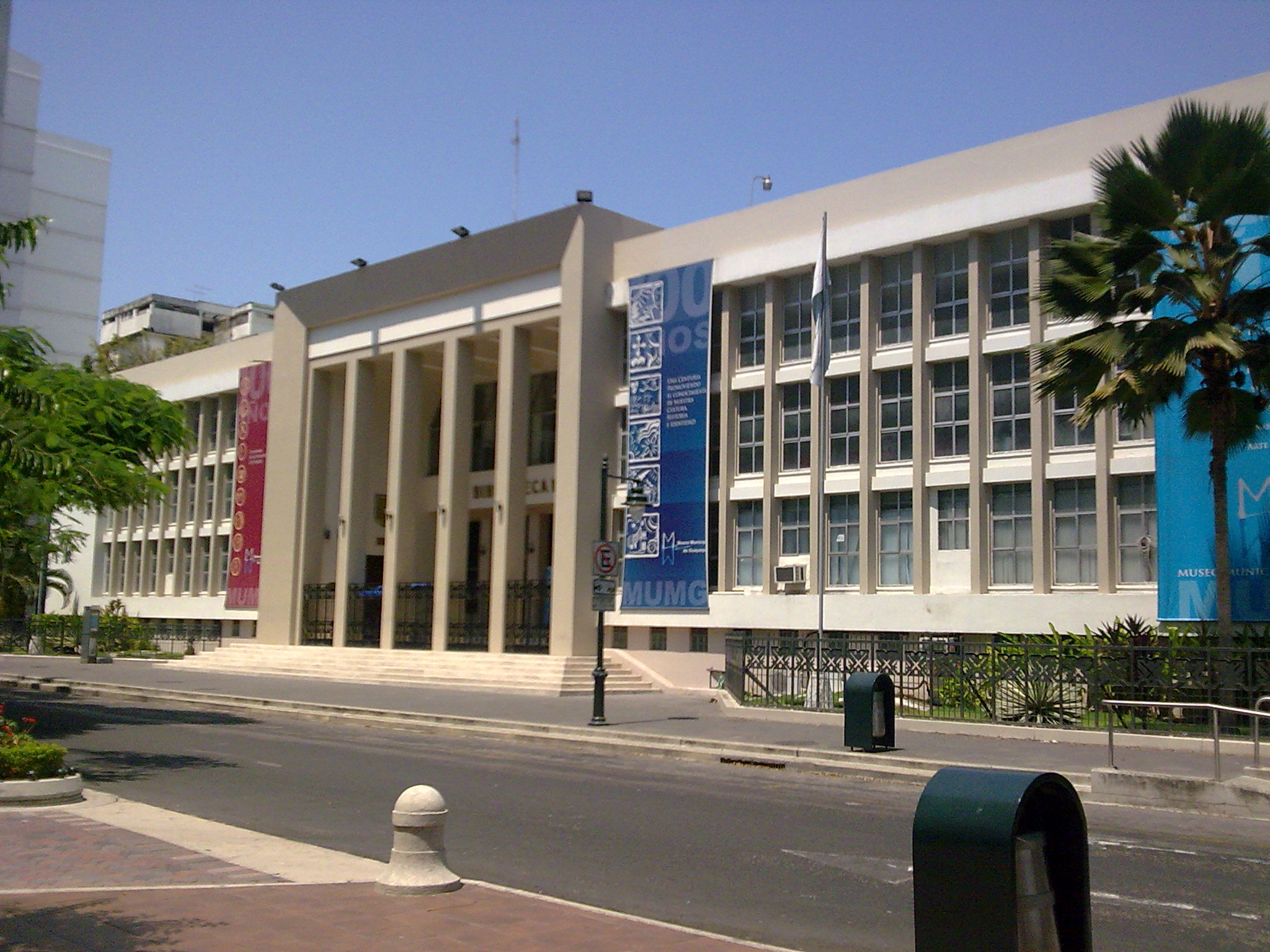
مكتبة بلدية غواياكيل

نقاش لتعديل هذه وغيرها من الإصلاحات، وخاصة واحد والتي منحت السيطرة على نظام التعليم العالي من قبل الحكومة، تم تمرير عمليا مع إجماع من قبل الجمعية الوطنية متعددة حزبية على 4 أغسطس 2010، ولكن اعترض عليه الرئيس رافائيل كوريا، الذي تسعى إلى الحفاظ على القانون وبصرامة تم حجب أصلا من قبل حزبه السياسي وSENPLADES (الأمين الوطني لل تخطيط والتنمية). ونظرا ل هذا التغيير، وهناك العديد من المهنيين والأكاديميين المتعلمين تعليما عاليا في إطار الهيكل القديم ولكن يقدر أن% فقط 87 من أعضاء هيئة التدريس في الجامعات الحكومية حصلوا بالفعل على درجة الماجستير، وأقل من 5% لديهم دكتوراه الفلسفة (على الرغم من أن العديد منهم بالفعل يحملون شهادات الدكتوراه إكوادور والموافقة عليها).
حوالي 300 من معاهد التعليم العالي بعرض 2-3 سنوات من التدريب المهني أو التقني ما بعد الثانوي.

## العلوم والبحوث

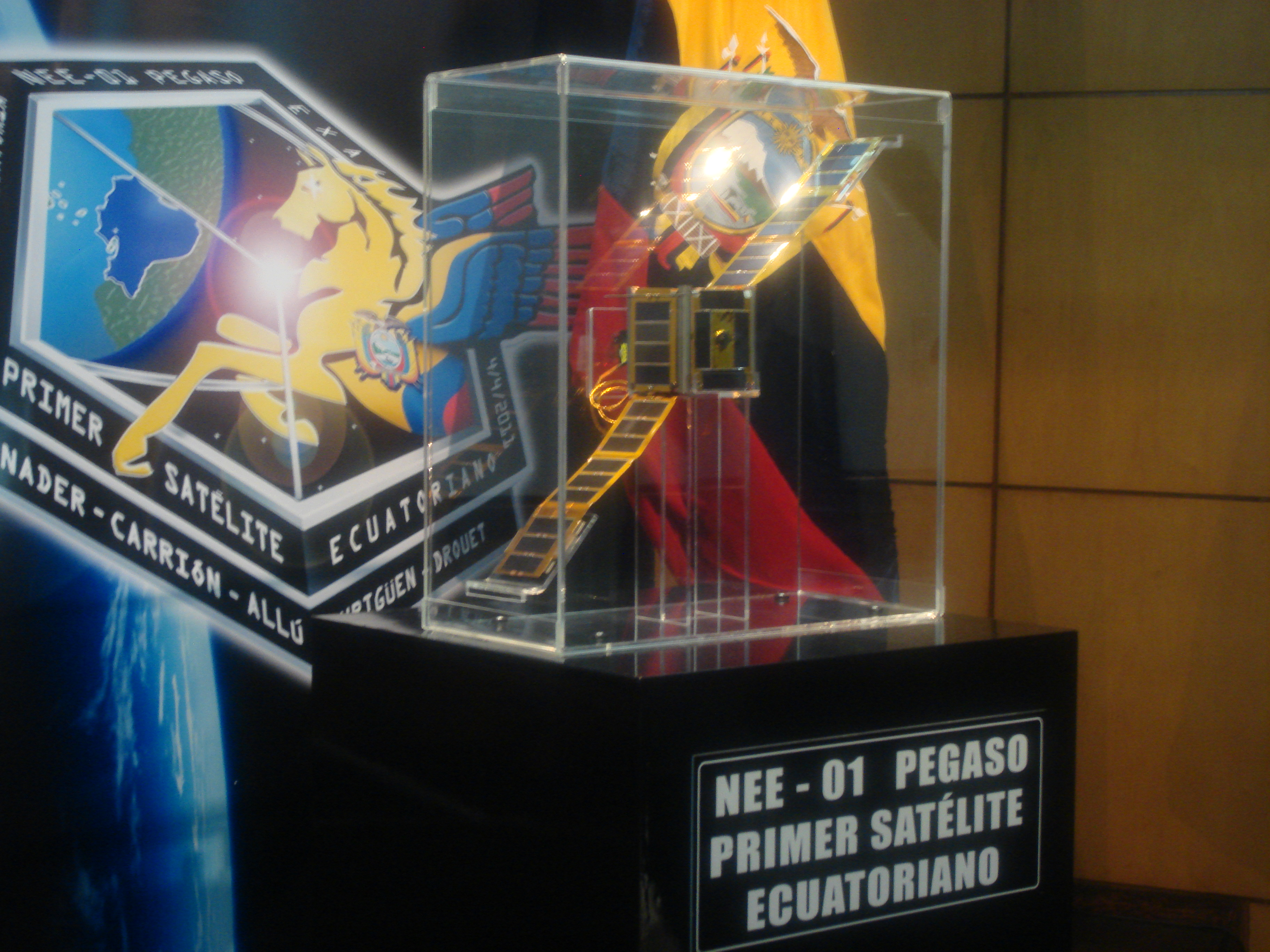
ESA أول قمر صناعي، ني 01 بيجاسو

حازت الإكوادور على المركز 96 في الابتكار في التكنولوجيا عام 2013 وفق دراسة المنتدى الاقتصادي العالمي. وجاءت في المركز 104 في مؤشر الابتكار العالمي عام 2023. وتراجعت للمركز 105 وفق مؤشر عام 2024.

أما أبرز الإكوادوريين في العلوم فهو عالم الرياضيات ورسامي الخرائط بيدرو فيسنتي مالدونادو، الذي ولد في ريوبامبا في عام 1707، والطابعة، السلائف الاستقلال، والطبية الرائد أوجينيو اسبيخو، ولدت في 1747 في كيتو. من بين أمور أخرى العلماء والمهندسين الإكوادوري ملحوظا هي اللفتنانت خوسيه رودريجيز الغسالة رائدة الذين بنوا أول غواصة في أمريكا اللاتينية في عام 1837؛ رينالدو اسبينوزا أغيلار (1898-1950)، عالم النبات والأحياء من الحيوانات الأنديز؛ دوينياس وخوسيه اوريليو (1880-1961)، الكيميائي والمخترع من وسيلة لطباعة حريرية النسيج.
المجالات الرئيسية للبحوث العلمية في الإكوادور كانت في المجالات الطبية والاستوائية والمعدية الأمراض العلاجات، والهندسة الزراعية، والبحوث الدوائية، والهندسة الحيوية. كونها دولة صغيرة والمستهلك من التكنولوجيا الأجنبية، وقد فضلت الإكوادور البحثية التي تدعمها ريادة الأعمال في مجال تكنولوجيا المعلومات. وCheckprogram مكافحة الفيروسات برنامج، MdLock نظام الحماية المصرفية، والخدمات المصرفية الأساسية Cobis البرامج هي منتجات التنمية الإكوادوري.
تم الإنتاج العلمي في العلوم الصعبة محدودة بسبب نقص التمويل ولكنها ركزت حول الفيزياء والإحصاء، والمعادلات التفاضلية الجزئية في الرياضيات.[بحاجة لمصدر] وفي حالة المجالات الهندسية، والغالبية العظمى من الإنتاج العلمي يأتي من أعلى ثلاثة مؤسسات البوليتكنيك : مدرسة البوليتكنيك في الساحل - مستودع، جامعة للقوات المسلحة - ESPE، وEPN البوليتكنيك الوطني.
العلماء الإكوادوريون المعاصرون الذين قد تم الاعتراف بهم من قبل المؤسسات الدولية يوجينيا ديل بينو (مواليد 1945)، والإكوادوري أول من ينتخب ل الولايات المتحدة الأكاديمية الوطنية للعلوم، وارتورو فيلافيسينسيو، الذي كان جزءا من الفريق العامل التابع لل IPCC، كيو تقاسم جائزة نوبل للسلام 2007 مع آل غور لنشرها من آثار تغير المناخ.
حاليا، تدار السياسة من البحث والتحقيق من قبل الأمين الوطني للتعليم العالي والعلوم والتكنولوجيا(Senescyt).

## وصلات خارجية
- الإكوادور على مشروع الدليل المفتوح
- Ecuador profile from the بي بي سي نيوز